# Geschichte Timișoaras
Die Geschichte Timișoaras reicht bis zum Beginn des 1. Jahrhunderts zurück. Archäologische Ausgrabungen bestätigten Spuren von Menschenleben in der Gegend um das heutige Timișoara seit dem Neolithikum. Ursprünglich als ein römischer Wehrbau in der Zeit der Daker gegründet, war Timișoara im Mittelalter eine der bedeutendsten Festungen des Banats. Nach jahrhundertelanger Zugehörigkeit zum ungarischen Königreich fiel die Stadt für 164 Jahre an das Osmanische Reich, bevor sie bis zum Ende des Ersten Weltkriegs Teil der Habsburgermonarchie wurde. Nach Jahren der Entbehrung war sie die auslösende Stadt für die Revolution gegen das kommunistische Regime in Rumänien. 2009 war Timișoara mit 311.586 Einwohnern nach Bukarest die zweitgrößte Stadt Rumäniens. Im Laufe ihrer Geschichte trug die Stadt Namen wie Zambara, Temeschburg, Temeswar, Temesvár und letztlich Timișoara.

## Antike
Das Römische Reich unter der Führung von Kaiser Marcus Ulpius Traianus eroberte in den zwei Dakerkriegen (101–103 und 105) die Region Dakien, die von den Siegern später Dacia Ripensis genannt wurde.
Der griechische Gelehrte Claudius Ptolemäus erwähnte in seiner Geographike Hyphegesis im Bereich des heutigen Timișoaras einen römischen Wehrbau aus der Zeit der Daker mit dem Namen Zambara oder Zurobara. Es besteht Uneinigkeit darüber, ob diese Siedlung mit der Stadt Tibiscum identisch war.
Nach Herrschaft der Römer zogen andere Völker durch das Banat, so die Vandalen, die Goten, die Gepiden, die Sarmaten, und nach einer kurzen Herrschaft Konstantins des Großen folgten die Hunnen.

## Mittelalter

### Frühmittelalter
Von 553 herrschten die Awaren zweihundert Jahre lang über das Gebiet der heutigen Timișoaras und errichteten auf den Ruinen der Ortschaft Zambara eine neue Sieglung namens Beguey, strategisch gelegen zwischen den Flüssen Beghei Bega (Theiß) und Temesch.
790 vertrieb Karl der Große die Awaren, wonach die Petschenegen ins Banat zogen. Auch Walachen, Kumanen und Bulgaren waren hier ansässig, gefolgt von den Magyaren zum Ende des Jahrtausends.
Es wird vermutet, dass die Festung schon im 10. Jahrhundert in awarischer Architektur errichtet wurde und sich, mit Wassergräben umgeben, an der Stelle des heutigen Nationaltheaters und Opernhauses Timișoara befand.

### Königreich Ungarn

#### Stephan I.

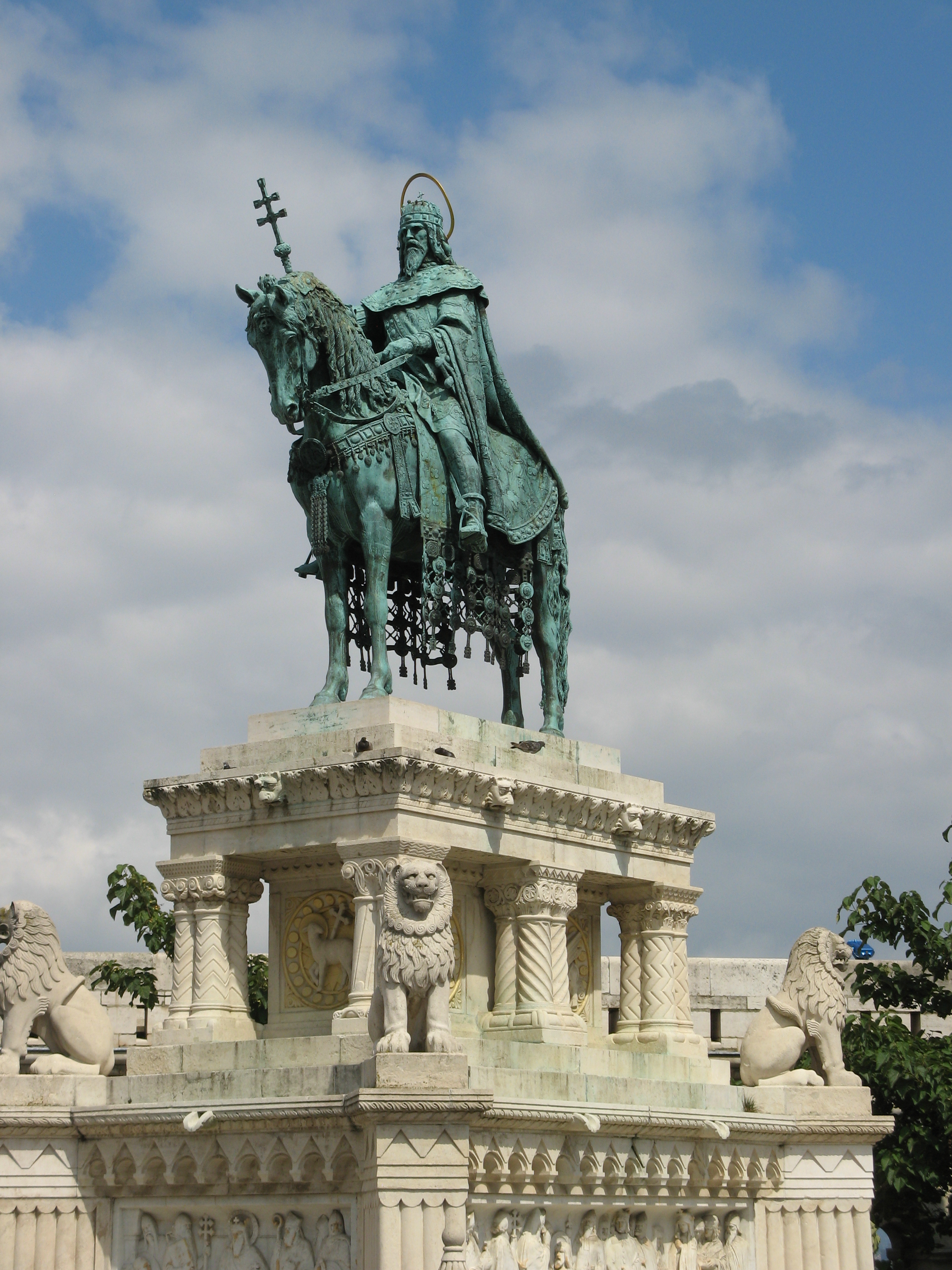
Statue des Heiligen König Stephans I. an der Fischerbastei in Budapest

Nach dem Sieg über den walachischen Herrscher Achtum wurde das Gebiet vom ersten ungarischen König Stephan I. in das Königreich Ungarn aufgenommen. Die Temesch-Burg ist seit 1212 als Castrum Regius Temesvar mit einer von dem árpádischen König Andreas II. von Ungarn erlassenen Urkunde dokumentarisch belegt. Die Erwähnung der Stadt als Dibiscos, Bisiskos, Tibiskos, Tibiskon, oder Timbisko in einem Dokument des Byzantinischen Kaisers Basileios II. von 1019 gilt als umstritten.

#### Béla IV.
Im Mongolensturm von 1241 fielen aus dem Norden die Mongolen ein und verwüsteten das Banat. Nach ihrer Vertreibung rief der ungarische König Bela IV. deutsche Siedler in das entvölkerte Land, welche die Festung wieder aufbauten. Die aus Erde und Stein bestehenden Mauern der Festung wurden mit kalkgebundenen Steinen und Ziegeln befestigt, und die Wassergräben vertieft und erweitert.
Temescher Comes dieser Zeit waren Hetze oder Helze (1214), Gylet (1233), Mathäus (1235), Dionisius (1240) und Stefan Csáky (1270). König Ladislaus IV. besuchte 1278 die Festung in Begleitung des Bischofs von Csanád Gregor und versammelte hier sein Heer, welches er unter der Führung des Magisters Georgius gegen den walachischen Woiwoden Litowoj schickte.

#### Karl I.

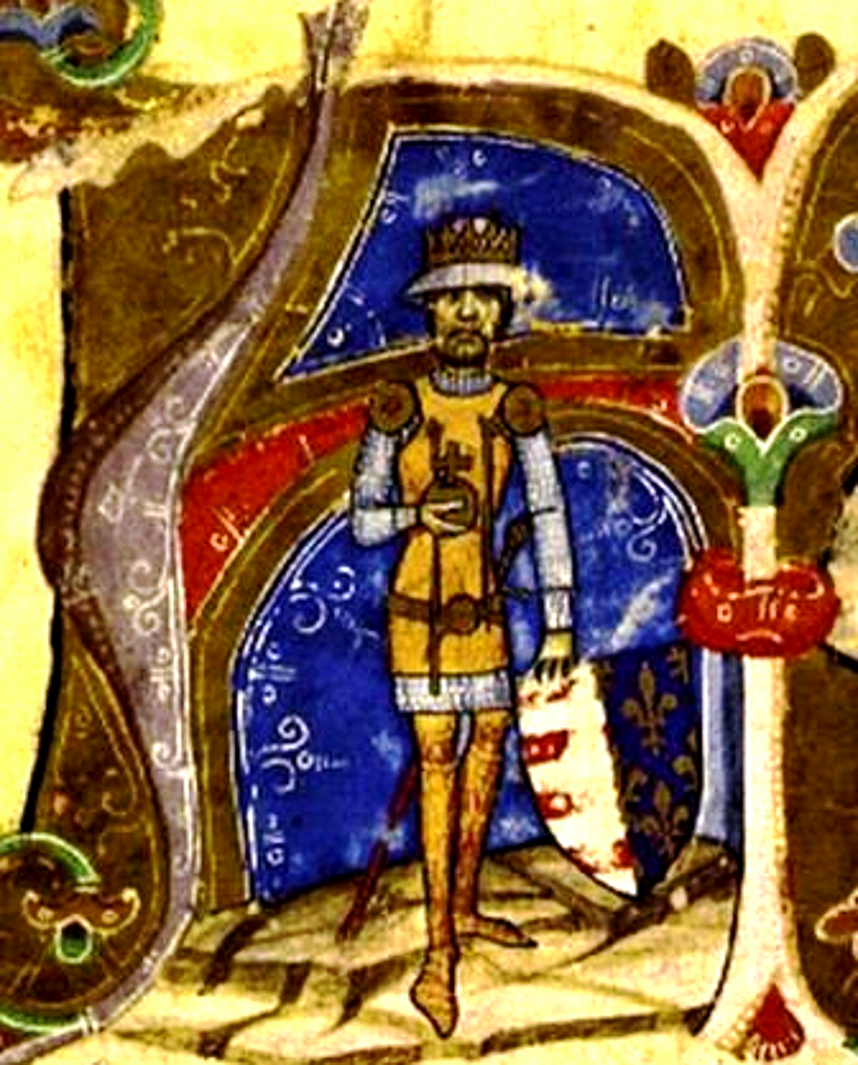
Karl I. Robert von Ungarn
(Széchényi Nationalbibliothek, Budapest) um 1360

1301 starb der letzte König vom Árpád-Stamm, nun bestieg Karl I. von Ungarn als erster Vertreter des Hauses Anjou den ungarischen Thron. Bald schon nach seinem Amtsantritt geriet er in einen Konflikt mit dem ungarischen Adel. Er besuchte 1307 zum ersten Mal Temeswar um die Siebenbürger und Banater Adligen für sich zu gewinnen. Bei diesem Anlass gab er Instruktionen zum Bau einer neuen königlichen Festung.
Die Begh (Bega – damals auch  Kleine Temesch) verzweigte sich bei Temeswar in drei Arme, der mittlere davon floss entlang der heutigen Strada Alba Iulia. Die Temeswarer Festung aus der Zeit der Árpáden stand zwischen dem mittleren und dem westlichen Arm (in der Nähe der heutigen Staatsoper, siehe oben). Karl I. beließ die bestehende Festung aus Erde und erbaute zwischen dem mittleren und dem östlichen Arm eine neue Festung aus Stein, was vorübergehend zu zwei Temeswarer Festungen führte.
Auf dieser Insel ließ Karl I. in achtjähriger Bauzeit sein königliches Kastell bauen, einer der stärksten Wehrbauten des Mittelalters. Dieser Bau war die Grundlage für das spätere Schloss Hunyadi. Karl I. inspizierte in den Jahren 1313, 1314 und 1315 die Bauarbeiten, die von italienischen Baumeistern ausgeführt wurden. Das Schloss wurde zwischen 1307 und 1315 als Sitz für Karl I. gebaut, von wo aus er fast acht Jahre regierte. Temescher Comes der damaligen ungarischen Hauptstadt war der adlige Walache Nicolae Teutul.
Es war die prunkvolle und luxuriöse Blütezeit der Festung, deren Unterhalt allerdings beachtliche Kosten verursachte, zu deren Deckung der König die Kapitularvikare und die Orthodoxe Kirche heranzog. Während dieser Zeit hielt auch „unmoralisches“ Leben Einzug in die Burg, was besonders der König genoss. Nach der Verlegung der Hauptstadt nach Ofen (Buda) 1316 besuchte Karl I. die Festung 1330, als er über die Temeschburg gegen den walachischen Woiwoden Basarab zu Feld zog, wovon er allerdings nur mit wenigen Begleitern zurückkehrte. Zu seinem letzten Besuch fand er sich Ende Dezember 1332 ein. Nach seinem Tod 1342 ging das königliche Schloss in den Besitz der Krone über. Seither wurde der Ort in den Urkunden als Marktflecken Oppidum Themesvar bezeichnet.
1338 zogen dichte Schwärme von Wanderheuschrecken über das Land und vernichteten die Vegetation in der Region, so dass im darauffolgenden Jahr eine Hungersnot ausbrach. Danach folgte ein Erdbeben, und 1340 brach die Pest aus, was zahlreiche Opfer forderte.
Die Festung verlor vorerst an Bedeutung, und ihre Mauern waren dem Verfall ausgesetzt. Bedingt durch die drohende Expansion des Osmanischen Reiches nach Europa und den Einsatz von Schießpulver wurden die Befestigungsanlagen in den Folgejahren dem aktuellen Stand der Kriegstechnik angepasst. Beim Bau der Mauern wurden starke Eichenstämme eingesetzt und Palisaden errichtet, die von zwei bis drei Wassergräben umgeben waren. Die Mauern wurden mit Schießscharten ausgerüstet, und die Wehrtürme mit Kanonen besetzt.

#### Ludwig I.

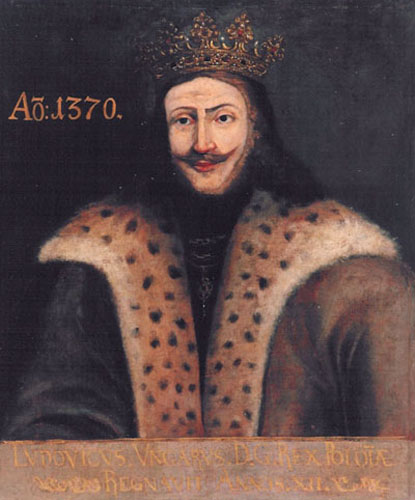
Ludwig, König von Ungarn und Polen

Der folgende König Ludwig I. der Große besuchte Temeswar zweimal. Das erste Mal zog er 1358 gegen den serbischen Herrscher Stefan Uroš V., und das zweite Mal führte er im Oktober und November des Jahres 1368 sein Heer über der Festung gegen den walachischen Woiwoden Vlaicu. Temescher Comes zu dieser Zeit waren Nikolaus Pap und Sigismund Andrásy (1333), Dionisie Bebec (1366), Ladislaus Korogh (1367), Benedikt Heem (1366, 1368, 1371), und Wladislaw (1370). 1371 wurde zum ersten Mal eine Komitatsverfassung eingeführt.
Nach dem Tode Ludwigs I. 1382 besuchte 1385 seine Witwe Königin Elisabeth mit ihrer Tochter Maria Temeswar, wo sie eine längere Zeit im Kastell der Festung lebten. Maria war seine Nachfolgerin auf dem ungarischen Thron. Unter ihrer Herrschaft brachen in Ungarn große Unruhen aus.

#### Sigismund

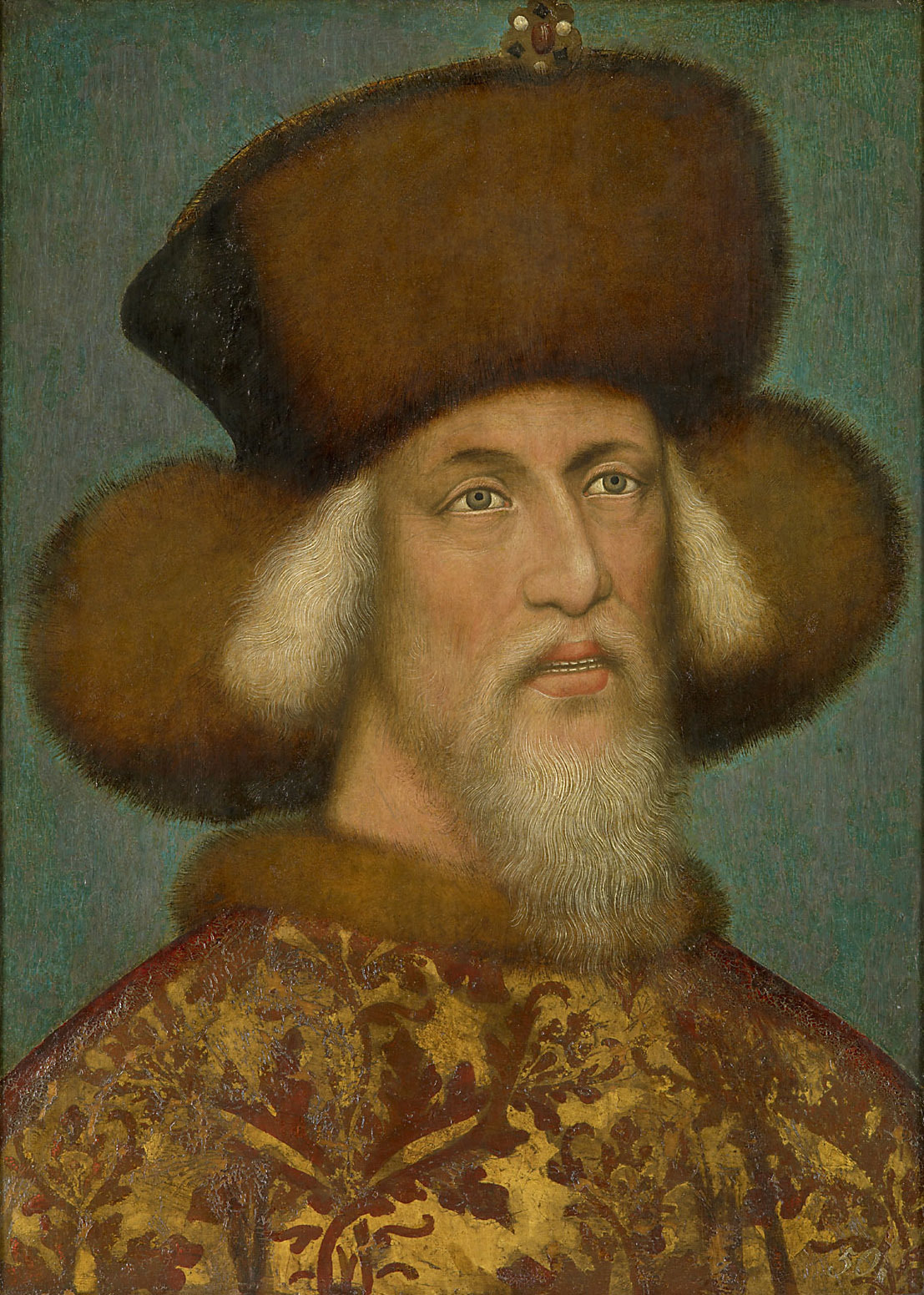
Kaiser Sigismund, Porträt eines böhmischen Meisters (1436/37)

Ungarische Adlige unter Johann Horváth nahmen Maria gefangen und sperrten sie in das Kastell Novigrad in Dalmatien, wo sie von ihrem Gatten, dem späteren römisch-deutschen Kaiser Sigismund von Luxemburg befreit wurde. Sigismund bestieg 1387 auch den ungarischen Thron. Hierauf ernannte er Stefan Losonczy (auch Lossontzy oder Losoncius) zum Temescher Comes, vertrieb den Rebellenführer Johann Horváth aus Syrmien und verfolgte ihn, bis dieser schließlich in Fünfkirchen (Pécs) hingerichtet wurde.
Zwischen 1389 und 1391 machte König Sigismund die Festung zu seinem Standort. Von hier zog er gegen den serbischen Herrscher Stefan. Temeswar diente dann als Kommandozentrum des Königs im Kampf gegen die 1392 zum ersten Mal in Syrmien und 1396 dann in das Banat einfallenden Osmanen. Nur die Temeswarer Besatzung konnte Plünderungen verhindern. Sigismund kehrte 1396, 1397, 1409, 1426 und 1428 hierher zurück.
In der Schlacht von Nikopolis im Jahr 1396 wurde das französisch-ungarische Heer durch eine osmanische Streitmacht vernichtend geschlagen, und die Osmanen drangen bis in die Nähe Temeswars vor, wobei es zu Verwüstungen und Verschleppungen kam. Nach seiner Flucht aus Konstantinopel über Dalmatien berief Sigismund 1397 in Temeswar den Reichstag ein. Hier sollte der Adel des Landes verpflichtet werden unter seiner Heerführung gegen den einfallenden Feind zu kämpfen. Die Adligen erkannten diese neue Gefahr nicht und verweigerten ihren Beitrag. Der König rief zur Überzeugung des Adels 1399 erneut den Reichstag in Temeswar ein. Sigismund wählte diesen Treffpunkt, um im Notfall schnell gegen die Türken ziehen zu können.
Temeswar lag an der Frontlinie der Expansion aus dem Orient. Allerdings entspannte sich die Lage in der Region durch die Angriffe des mongolischen Heerführers Timur auf das osmanische Reich. Dieses unterlag in der Schlacht bei Ankara 1402 mit 70.000 Soldaten einer erdrückenden Übermacht von 160.000 turkmongolischen Kriegern. Sultan Bayezid I. wurde gefangen genommen und in einem Käfig nach Kleinasien verschleppt. Einige Monate später starb er in der anatolischen Stadt Akșehir. Für etwas mehr als ein Jahrzehnt existierte das Osmanische Reich nicht mehr.
Temescher Comes waren Ladislaus Sarow (1392), Nikolaus Csáky und Nikolaus Marcyaly (1396–1402), sowie der Walache Nikolaus Garai (1402), und Philippo Scolari (1407–1424). Letzterer ließ zahlreiche italienische Künstler und Baumeister nach Temeswar kommen, die dem Comes eine Residenz in italienischem Stil errichteten. Unter ihnen waren auch der Maler Lodovico Mazzolino und der Architekt Amantini.
1418 (eine andere Quelle nennt den Juli 1416) setzte der osmanische Bey von Bosnien Ikah, Ishak oder Ikah-Beg mit zwei Heeren über die Donau und fiel in das Temescher Gebiet ein.
Seine Truppen wurden aber von Nikolaus Péterfy verjagt und er selbst umgebracht. 1419 vertrieb König Sigismund die Türken sogar aus Serbien und Bulgarien. Während der König dann aber in Böhmen gegen die Hussiten kämpfte, verwüsteten die Osmanen mehrmals das Banat. Temescher Comes waren zwischen 1424 und 1439 Stefan Rozgony und Stefan Bathos. Sigismund hielt sich 1428 wieder längere Zeit in Temeswar auf, nachdem er vor den Toren der Golubatscher Burg eine große Niederlage erlitten hatte. Er verstarb 1437.
Der Nachfolger Sigismunds, Albrecht II., regierte nur von 1437 bis 1439. Als er im September 1439 an die Donau zog, um Smederevo von den Osmanen zurückzuerobern, brach in seinem Lager die Ruhr aus, der auch er zum Opfer fiel.
Das Kastell wurde von Pippo Spano di Ozora instand gesetzt. Der Wehrbau, der noch die Bezeichnung oppidum (Marktflecken) trug, war zu dieser Zeit von Erdwällen und Palisaden umgeben. Die Festung hatte vier Tore: das Lippaer Tor („Praiko“), das Siebenbürger Tor, das Arader Tor und das Wasserturm-Tor. Alle Häuser des Marktfleckens waren aus Holz oder aus mit Spreu gemischtem Ton errichtet. Es wurde auch mit dem Ausbau der Vororte Kleine- und Große Palanka begonnen, die mit Palisaden umgeben waren.

#### Johann Hunyadi

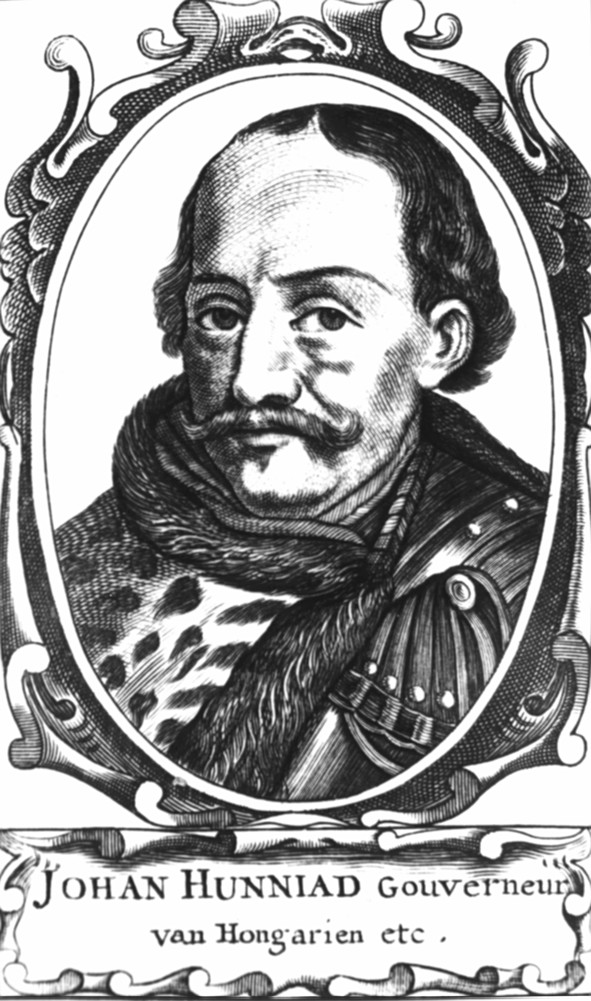
Johann Hunyadi

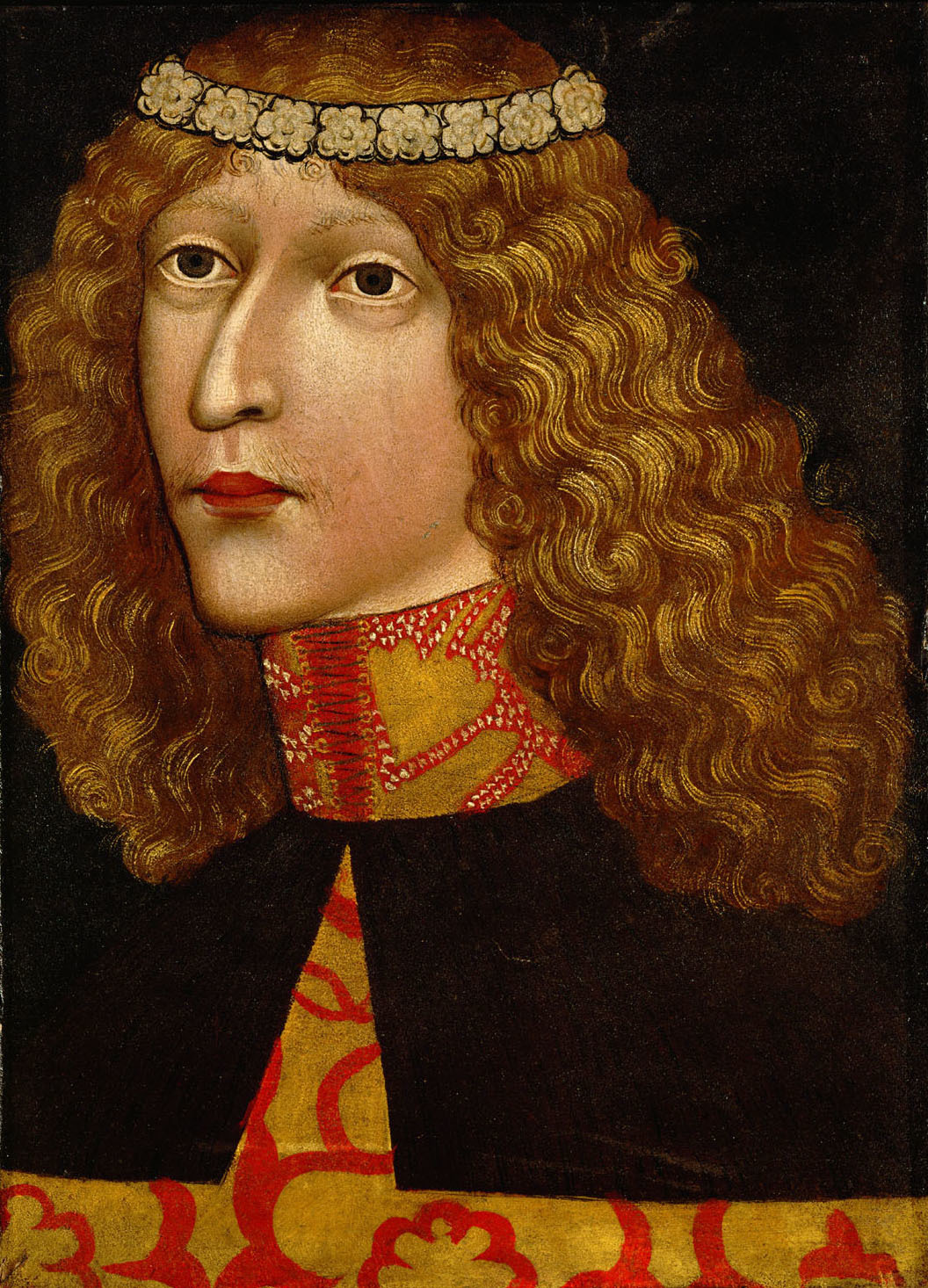
Ladislaus Postumus

Das Osmanische Reich bedrohte immer mehr das christliche Europa, und darum ernannte König Władysław III. 1441 Johann Hunyadi, den unehelichen Sohn einer siebenbürgischen Walachin und König Sigismunds, zum Temescher Comes und Kapitän von Belgrad, welcher 1443 die Osmanen bis nach Sofia zurückschlug. Sein Vorgänger im Amt war der Temescher Obergespan Nikolaus Ujlaky.

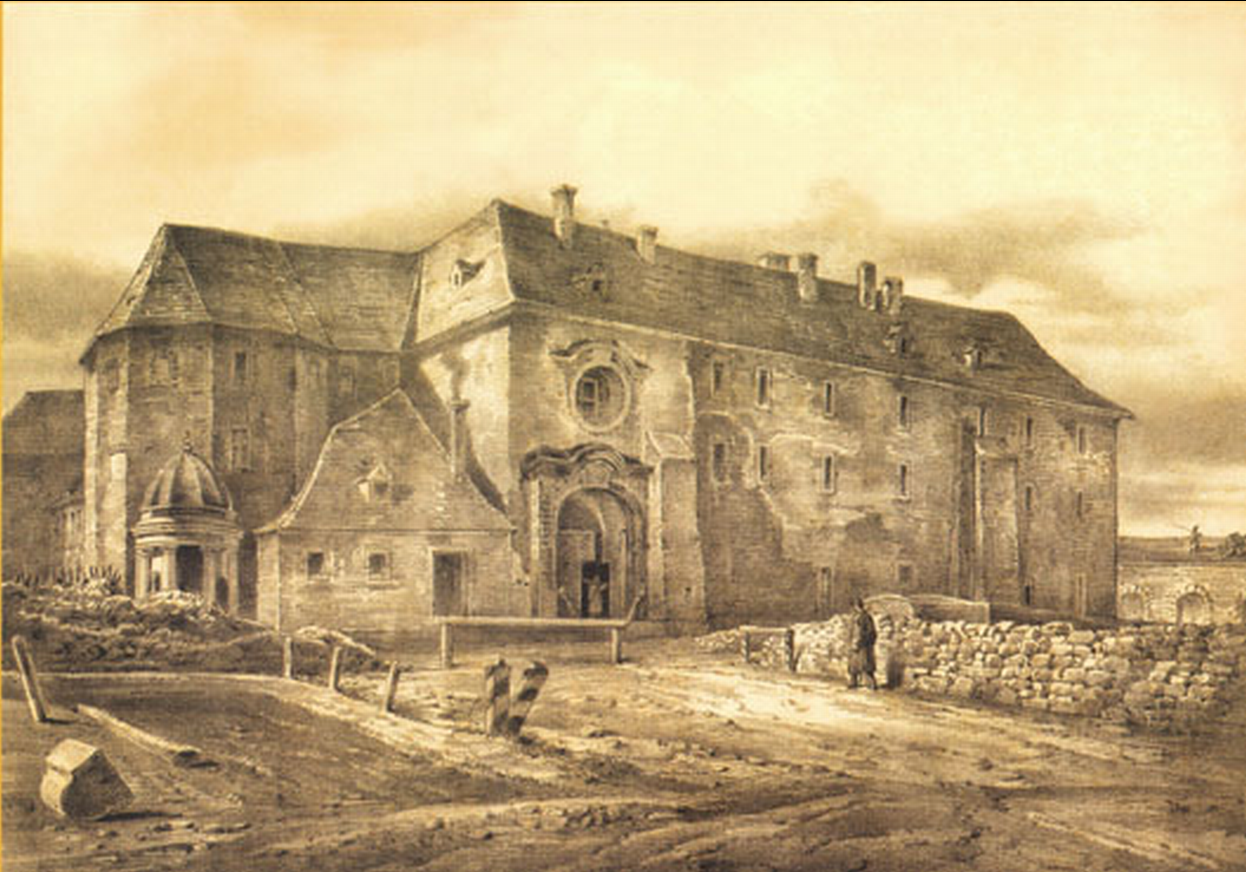
Schloss Hunyadi

Am 5. Juni 1443 wurde Temeswar von einem verheerenden Erdbeben erschüttert. Das Kastell und die Mauern der Festung wurden durch die Erdstöße stark beschädigt und teilweise zerstört. Nach der Rückkehr Hunyadis von seinem Feldzug ließ er das Kastell und die Festungsmauern wiederherrichten, wobei die Wehrbauten den von der Erfindung des Schießpulvers veränderten Kriegstechniken angepasst wurden. Alte Wurfmaschinen wurden durch Kanonen ersetzt. Das vom Erdbeben stark beschädigte Anjou-Kastell wurde abgetragen und das neue Schloss Hunyadi wurde quer zu dem Grundriss des Kastells von Karl I. aufgestellt.
Das Kastell wurde mit mehreren Basteien und Kanonen ausgerüstet sowie mit drei Toren versehen, jeweils im Osten, im Westen und im Norden. Die Bauarbeiten am Kastell dauerten von 1443 bis 1447 und wurden vom Architekten Paolo Santini da Duccio ausgeführt. Der zweistöckige Bau diente Johann Hunyadis als Quartier.
Die neuen Festungsmauern wurden im Norden und Nord-Osten mit Wehrtürmen versehen, und davor wurden doppelte Wassergräben angelegt. Im Süden und im Westen, wo die Festung an die Sümpfe der Bega stieß, hatte man Eichenpalisaden errichtet. Von der alten Anjou-Festung blieben nur die Grundsteine und der Wasserturm erhalten. Die neuen Festungsmauern verliefen entlang der heutigen Strada Marasesti, Strada Eugeniu-de-Savoya und Strada Bocsa, südöstlich entlang der späteren Siebenbürger Kaserne, und im Süden umgaben sie das Schloss Hunyadi.
Auch die beiden Vororte Große Palanka die Kleine Palanka in der Elisabethstadt auf dem Gebiet der heutigen Fabrikstadt wurden mit Palisaden, Erdwällen und Wassergräben verstärkt. Das für den Wehrbau benötigte Steinmaterial wurde aus den Werschetzer Bergen herangeschafft, Sand und Kies kam aus Lipova, und das nötige Holz aus den naheliegenden Wäldern. Als Arbeitskräfte dienten auf dem Gebiet der heutigen Fabrikstadt angesiedelte Walachen und Serben.
Johann Hunyadi hatte das Amt des Temescher Comes bis 1446 inne. In der Zeit, als er Fürst von Siebenbürgen war, verlegte er seinen Standort nach Klausenburg (Cluj-Napoca). Nachdem König Władysław III. am 13. November 1444 in der Schlacht bei Warna bei einer mit Hunyadi erlittenen Niederlage ums Leben gekommen war, wurde Hunyadi zum Reichsverweser Ungarns ernannt, stellvertretend für den minderjährigen Sohn Albrechts II., Ladislaus Postumus. 1447 kehrte Hunyadi mit seiner Frau Elisabeth Szilágyi und seinen Söhnen Ladislaus und Matthias von Klausenburg wieder nach Temeswar zurück. 1448 erlitt Hunyadi bei der Schlacht auf dem Amselfeld gegen die Osmanen erneut eine Niederlage, dabei wurde er in Smederevo vom serbischen Herrscher Georg Brankovic gefangen genommen und Sultan Murad II. ausgeliefert.
1449 kehrte er nach Temeswar zurück. Hunyadi hatte seinen Sitz bis 1453 in Temeswar, in diesem Jahr legte er auch sein Amt als Reichsverweser nieder, und Ladislaus Posthumus bestieg den Thron Ungarns. Ladislaus Posthumus versteigerte 1455 die königliche Festung Temeswar für 20.000 fl. an Johann Hunyadi. Von da an blieb sie im Besitz der Corvins bis 1490. Hunyadi blieb weiterhin der wichtigste Militärstratege Ungarns, was ihm den Neid vieler Adliger einbrachte. Ulrich von Czilley, der einen großen Einfluss auf den unerfahrenen König ausübte, wurde sein größter Gegner. Hunyadi entschloss sich den Königshof zu verlassen und kehrte zu seiner Familie nach Temeswar zurück.
Am 22. Juni 1456 weilte Hunyadi zum letzten Mal in Temeswar. An diesem Tag zog er von hier gegen die Osmanen, die mit etwa 200.000 Mann Bulgarien und Serbien überfallen hatten. Sultan Mehmed II. war am 13. Juni 1456 mit 150.000 Mann und 300 Kanonen vor Belgrad erschienen. Nach einigen anfänglichen Schwierigkeiten besiegten die Christen die Osmanen. Diese Schlacht wurde zum größten Triumph für Hunyadi, sie war aber auch zugleich sein letzter Feldzug. In Semlin (Zemun) erkrankte er an der Lagerseuche und verstarb am 11. August 1456.
1456 bekleideten Ladislaus Hunyadi und Michael Szilágyi das Amt des Temescher Comes. Nach dem Tode Johann Hunyadis brach zwischen der Hunyadi-Familie und Szilágyis ein heftiger Streit aus, in dem Ladislaus Posthumus sich auf die Seite Czilleys stellte. Bei einem Besuch des Königs in Belgrad erfuhr Ladislaus Hunyadi, dass er durch die Intrigen Czilleys bei dieser Gelegenheit umgebracht werden sollte. Er tötete Szilágyi und stellte sich danach dem König. Ladislaus Posthumus verzieh ihm den Tod seines Oheims nur zum Schein und suchte auf dem Weg nach Ofen (Buda) die Hunyadis in Temeswar auf. Johann Hunyadis Witwe, Elisabeth Szilágyi, erwartete den König vor dem Tor des Kastells, wo sie vor ihm auf die Knie fiel und ihn um Gnade für ihre Söhne anflehte. Am 23. Oktober 1456 schwor der König in der Schlosskapelle Temeswars während der heiligen Messe auf das Evangelium, dass er den Hunyadis verziehen habe und dass er den Tod Szilágyi nicht rächen würde. Im Anschluss daran empfing er mit Elisabeth und ihren beiden Söhnen die heilige Kommunion. Danach begab sich der König, begleitet von den beiden Hunyadi-Söhnen nach Ofen, die er auf Anraten seines Palatins Nikolaus Garai dort gefangen nehmen ließ. Ladislaus Hunyadi wurde am 16. März 1457 ohne Anhörung zum Tode verurteilt und in Ofen auf dem Georgplatz enthauptet. Matthias Hunyadi wurde in Ofen, Wien und schließlich Prag in Gefangenschaft gehalten. Diese Umstände brachten Ungarn an den Rand eines Bürgerkrieges, der aber durch Ladislaus’ Posthumus Tod am 23. November 1457 in Prag verhindert wurde.

#### Matthias Corvinus

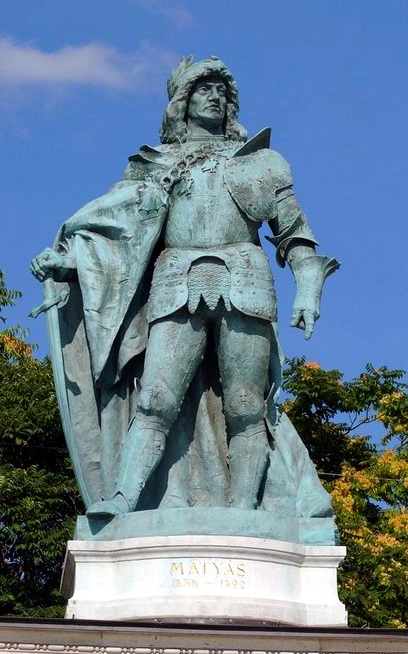
Matthias-Corvinus-Statue am Hősök tere (Heldenplatz) in Budapest

Von Temeswar ging in der Folge eine Bewegung aus, deren Ziel es war Matthias Corvinus die ungarische Krone zu sichern. Der Partei der Hunyadis schloss sich auch die Familie Szent-Miklosy an, und so gelang es Michael Szilágyi, dass sein Neffe Matthias Corvinus am 24. Januar 1458 zum König Ungarns ausgerufen wurde. Erst jetzt wurde er aus seiner Prager Gefangenschaft freigelassen, und im November 1458 kehrte er als König in die Festung zurück, in der er seine Kindheit verbracht hatte. Die ungarische Krone erhielt er erst Ende Juli 1463 von Kaiser Friedrich.
1462 verwüstete der Pascha Alibeg von Semendria die benachbarten Gegenden. Matthias Corvinus zog noch im Juli 1463 mit seinem in Futog stationierten Heer gegen die Osmanen, die zu dieser Zeit Syrmien plünderten. Er befreite 17.000 Gefangene und verfolgte die Eindringlinge durch Serbien. Alibeg drang damals bis an die Mauern der Temeswarer Festung vor. Der siebenbürgische Fürst Johann Pongrácz vertrieb die Osmanen mit seinem Heer von hier zurück nach Semendria Smederevo.
Pál Kinizsi (rumänisch Pavel Chinezu) hielt von 1478 bis 1494 das Amt des Comes inne, Gregor Labatlan (1459), Georg Orbonas und Stefan, der Sohn Pousas (1460), sowie Stefan Socoli (1464) folgten. 1476 drangen die Osmanen unter der Alibegs Führung erneut bis zur Temeschburg vor, wo sie aber vom Heer des Comes Ambrosius Nagy erneut geschlagen wurden. Die Siedlung, die nördlich der Temeswarer Festung entstanden war, trug von 1342 bis 1475 die Bezeichnung „oppidum“, also Marktflecken. 1475 wurde Temeswar erstmals in einer Urkunde als „civitas“ (Stadtgemeinde) erwähnt.
Kinizsi, Sohn eines Temeswarer Müllers, wurde von seinen Zeitgenossen als der Ungarische Herkules bezeichnet. In den Schlachten gegen die Osmanen focht er gewöhnlich mit zwei Schwertern und zeichnete sich dabei so aus, dass er zum Befehlshaber befördert wurde. Matthias Corvinus übertrug ihm bald auch das Amt des Severiner Ban. Als südlicher Grenzhüter Ungarns erhielt er auch den Titel des Generalkapitäns.
1479 überfiel Alibeg mit 40.000 Mann Siebenbürgen. Der siebenbürgische Fürst Stephan Báthory von Ecsed rief Kinizsi zu Hilfe, und es gelang ihnen gemeinsam 30.000 aus den Streitmächten der Osmanen zu töten, wobei der Rest der Angreifer in Panik flüchtete. Bei der darauffolgende Siegesfeierwurden die blutigen Leichen der Osmanen auf Tischen aufgestapelt, auf denen man das Abendmahl auftrug. Danach wurde gesungen und getanzt. Als Kinizsi an die Reihe kam, nahm er, zum Staunen seiner Soldaten, beim Tanz die Leiche eines Osmanen zwischen die Zähne.
Matthias Corvinus beließ Kinizsi auch weiterhin in allen seinen Ämtern und ernannte ihn zusätzlich zum Oberbefehlshaber des ungarischen Heeres, das außerhalb des Temescher Komitates dienen sollte. So verließ Kinizsi im November 1482 Temeswar mit 30.000 Mann, um bei Horom die Donau zu überqueren. Er schlug die Osmanen weit nach Serbien zurück. Während dieses Feldzugs errang Kinizsi auch einen Sieg vor der Golubatscher Burg. Aus diesem Feldzug kehrte er mit 25.000 Serben, die sich vor den Osmanen fürchteten, zurück und siedelte sie bei Temeswar an.
Kinizsi war betroffen von dem Waffenstillstand, den Matthias Corvinus 1483 mit Bayezid II. schloss und 1488 um weitere drei Jahre verlängerte. Während dieser Friedenszeit kümmerte sich Kinizsi um die Verbesserung der Wehrbauten in dem ihm unterstellten Gebiet.
Am 6. April 1490 verstarb Matthias Corvinus, womit die Herrschaft der Corvins über Temeswar endete.

#### Vladislav II.

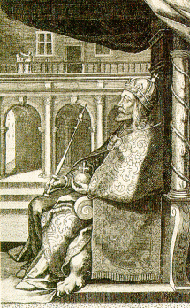
Vladislav II. von Ungarn und Böhmen

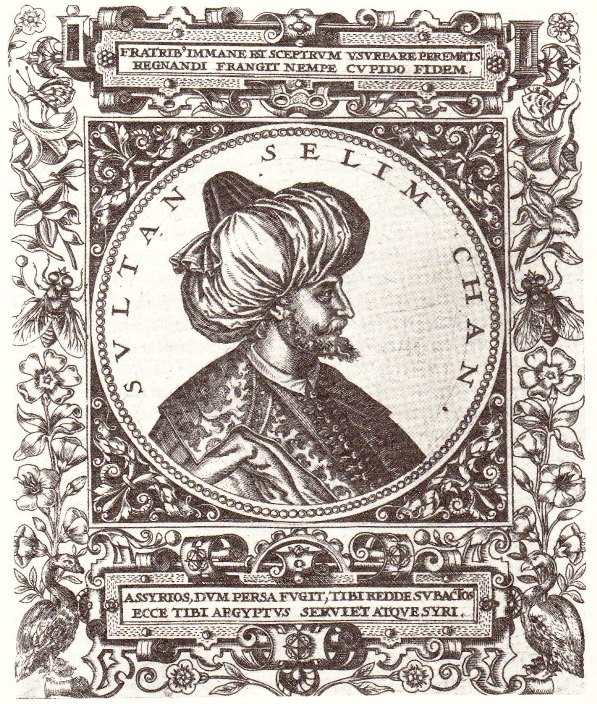
Selim I., aus einer abendländischen Chronik

Nach dem Tode des Matthias Corvinus wollten die ungarischen Adligen durch die Wahl eines schwachen Königs ihre Macht stärken. Schließlich wurde Vladislav II., der Sohn des polnischen Königs Kasimir IV. Jagiełło, der Nachfolger Corvinus. Sein erstes Unternehmen galt der Ausschaltung der „Schwarzen Legion“, einer von Corvinus gegen innere Unruhen gegründeten böhmischen Miliz. Nach ihrer Verlegung nach Szegedin sorgte die Legion auch im Temescher Komitat durch Raub, Mord und Brandstiftungen für Unruhe. Comes Paul Kinizsy bekam so den Auftrag, diese in das Heer zu integrieren oder sie zu vernichten, wobei Kinizsy sich für die zweite Variante entschied.
Als Reaktion darauf bemerkte man bei den Osmanen Bewegung, daher beschloss Vladislav II. die erneute Befestigung der Temeschburg. Die Aufsicht hatte Kinizsys, der hierfür auch Teile seines eigenen Vermögens heranzog. 1492 besuchte Vladislav II. Temeswar zur Inspektion der Befestigungsarbeiten und weilte hier über einen Monat. Er wurde von Kinizsy empfangen, der trotz seiner Stummheit (er hatte seine Stimme am Schlachtfeld verloren) dem König Treue schwor. Der hohe Adel war seinen Heeresverpflichtungen nicht nachgekommen, obwohl die Osmanen Ungarn zu erdrücken drohten. Am 28. Januar 1494 wurde Kinizsy vom König zum Judex Curiae ernannt. Als die Osmanen ins Banat einfielen, führte er sein Heer über die zugefrorene Donau und stürmte dabei zwei Schlösser, in denen Ali Pascha seine Schätze hielt. Kinizsy konnte mit den Kostbarkeiten abziehen. Es erreichte ihn die Nachricht, dass Verschwörer Belgrad dem Ali Pascha in die Hände spielen wollten. Als Kinizsy bei Belgrad ankam, begannen die Türken schon, die Wälle zu besteigen. Er schlug die Türken von den Mauern zurück und vertrieb sie.
Danach eilte er dem König, der sich in Siebenbürgen befand, entgegen. Vladislav II. kam mit dem siebenbürgischen Fürsten Bartholomäus Drágffy am 25. September 1494 in Temeswar an und weilte hier bis zum 30. September. Bei dieser Gelegenheit warf sich Kinizsy vor die Füße des Königs, danach deutete er auf die türkische Grenze und voller Begeisterung ergriff „der Alte mit Jünglingskraft sein Schwert, als befände er sich schon inmitten der heißen Türkenschlacht“. Mit 14.000 Mann durchstreifte und plünderte er mit Drágffy Serbien. Bei der Belagerung von Semendria überfiel ihn eine tödliche Krankheit. Er starb am 24. November 1494 in Sankt Clemens. Sein Nachfolger als Temescher Comes, Generalkapitän und Severiner Banus wurde sein Zögling Josef von Somy.
1495 besuchte Vladislav II. erneut Temeswar, wo er bei mehreren Gerichtsverhandlungen anwesend war. Im selben Jahr schloss er mit den Türken erst einen dreijährigen, danach einen siebenjähriger Waffenstillstand. Temeswar führte in dieser Friedenszeit einen bedeutenden Handel mit Siebenbürgen. 1502 nahm unter anderen auch der Temescher Comes Josef von Somy an einem Feldzug gegen die Türken teil. Bei dieser Gelegenheit probierte man neue Waffen, die im Temescher Komitat von Zigeunern hergestellt wurden.
Von 1509 bis 1511 wütete im Temescher Gebiet die Pest. Der Comes von Somy wurde im ersten Jahr ihr Opfer. Sein Nachfolger Matthias Várday wurde schon 1511 von Stephan Báthory abgelöst.
Im Jahre 1513 schloss Vladislav II. mit Sultan Selim I. einen neuen, auf drei Jahre befristeten Waffenstillstand. Trotzdem fielen die Osmanen immer wieder in Ungarn ein. Wegen dieses Friedensbruchs forderte Kardinal Tamás Bakócz aus Gran (Esztergom) eine Bestrafung der Osmanen. Er gewann Vladislav II. für seine Pläne und ging 1513 nach Rom, um von Papst Leo X. finanzielle Hilfe zu verlangen. Anfang des Jahres 1514 kam er mit einer Päpstlichen Bulle aus dem Vatikan in Ofen an. Mit ihr wurden alle Stände Ungarns aufgerufen, an einem Kreuzzug teilzunehmen.
Der Sohn der Stadt Pelbart von Timișoara veröffentlichte 1497 seine Inkunabeln in Basel und Haguenau.

##### György Dózsa
Die Bauern jener Zeit waren der Willkür des Adels preisgegeben. Matthias Corvinus hatte seinerzeit den Bauernstand geschützt, aber dessen Rechte für die Zukunft nicht gesichert. So waren jetzt die Bauern schwer erträglichen Ungerechtigkeiten und Missbräuchen ausgesetzt. Den auf Grund des Kreuzzuges herrschenden Arbeitskräftemangel glichen die Großgrundbesitzer durch Zwangsarbeit der zurückgebliebenen Angehörigen aus. In dieser Lage nahmen die Bauern den Aufruf zum Kreuzzug als eine Aufforderung zu ihrer Befreiung auf. So versammelten sich bei Pest 40.000 und in anderen bischöflichen Städten 30.000 Kreuzfahrer. In Ungarns Geschichte wurden sie als Kuruzen bekannt. Kardinal Bakócz ernannte György Dózsa, der als Reiterhauptmann bei Belgrad durch Körperstärke und Verwegenheit aufgefallen war, zu ihrem Anführer.

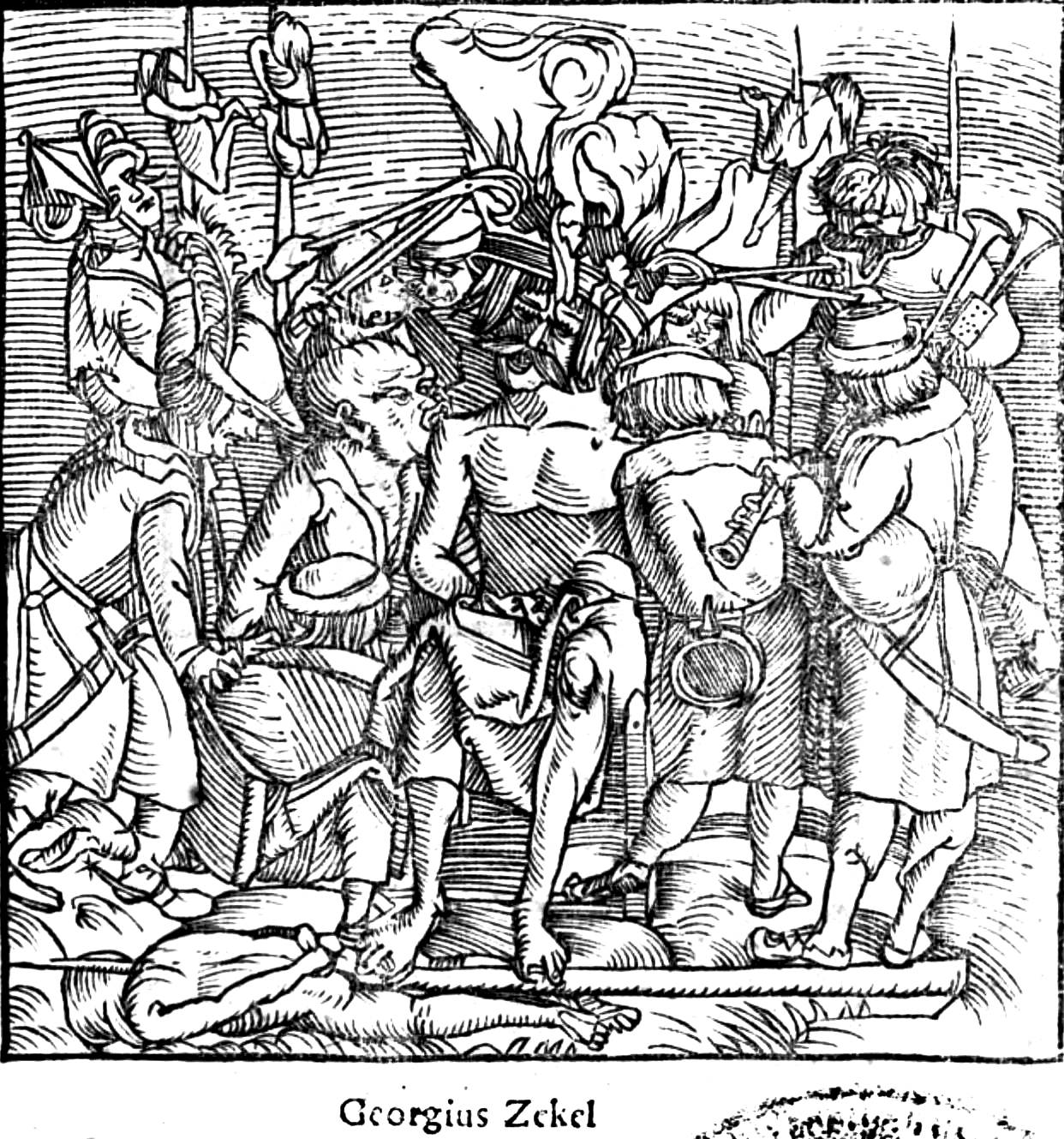
György Dózsas Hinrichtung

Dózsa zog mit seinen Horden raubend und mordend nach Szegedin, zwei weitere Banden plünderten Pest, bzw. zogen gegen Bács. Da die Rebellengruppen gleich geschlagen wurden, zog Dózsa schnell von Szegedin über die Theiß in das Banat. 1514 wurde die Temeswarer Festung von 70.000 Aufständischen Georg Dózsas belagert. Dózsa schlug sein Lager südöstlich von Temeswar bei Ulitsch auf und besetzte am 16. Juni die Außenbereiche der Festung. Von hier überquerte er die Bega auf zusammengebundenen Fässern und wollte so die Festung von den Sümpfen aus angreifen. Zur Trockenlegung der Sümpfe leitete Dózsa das Wasser der Bega in die Temesch. Als die Festung ohne Wasser blieb, entschloss sich der Comes Stephan Báthory durch einen Ausfall den errichteten Damm zu zerstören. Danach leitete Dózsa die Bega in die Sümpfe ab.
Die Vorräte an Nahrungsmitteln in der belagerten Festung gingen zur Neige, so dass die Stadtbevölkerung schon die Festungstore öffnen wollte. Dózsa rechnete auch mit einer baldigen Kapitulation, daher verzögerte er den Sturm auf die Festung. Vorerst zeigte er sich mit dem Anzünden der Palisaden, mit dem Austausch von Steingeschossen und mit den Schlägen der mauerbrechenden Widder zufrieden. In dieser verzweifelten Lage rief Stephan Báthory seinen Erzfeind, den siebenbürgischen Fürsten Johann Zápolya zu Hilfe. Als Gegenleistung versprach er bei der nächsten Königswahl seine Stimme für Zápolya abzugeben. Dieser erreichte Temeswar am 15. Juli 1514, konnte Dózsa aber nicht überrumpeln, stattdessen kam es zu einer schweren Schlacht, in der erbittert gekämpft wurde. Der aus der Festung kommende Báthory fiel Dózsa in den Rücken. Trotz Mangels an Kriegserfahrungen hielten die Leibeigenen eine Zeitlang stand. Schließlich aber lösten sich die aufständischen Heerscharen allmählich auf. Dózsa versuchte die Fliehenden aufzuhalten, und zugleich griff er immer an den brisantesten Punkten selbst ein. Dózsa geriet nach seinem letzten Zweikampf mit dem Verwandten Zápolyas und dem späteren Temescher Comes Peter Petrovits in Gefangenschaft.
Diese Niederlage vor Temeswar besiegelte das Ende des Bauernaufstandes. Die Zahl der Toten des Aufstandes lag zwischen 40.000 und 80.000, davon 400 Adlige. Dózsa wurde zuerst im ersten Stockwerk des Kastells eingesperrt, nach drei Tagen kam er in den unterirdischen Kerker. Um den 20.–24. Juli 1514 wurde das Urteil für Dózsa und etliche seiner Gefährten auf dem Richtplatz außerhalb der Festung mit großer Grausamkeit vollstreckt.
Am 13. März 1516 verstarb König Vladislav II.

#### Ludwig II.

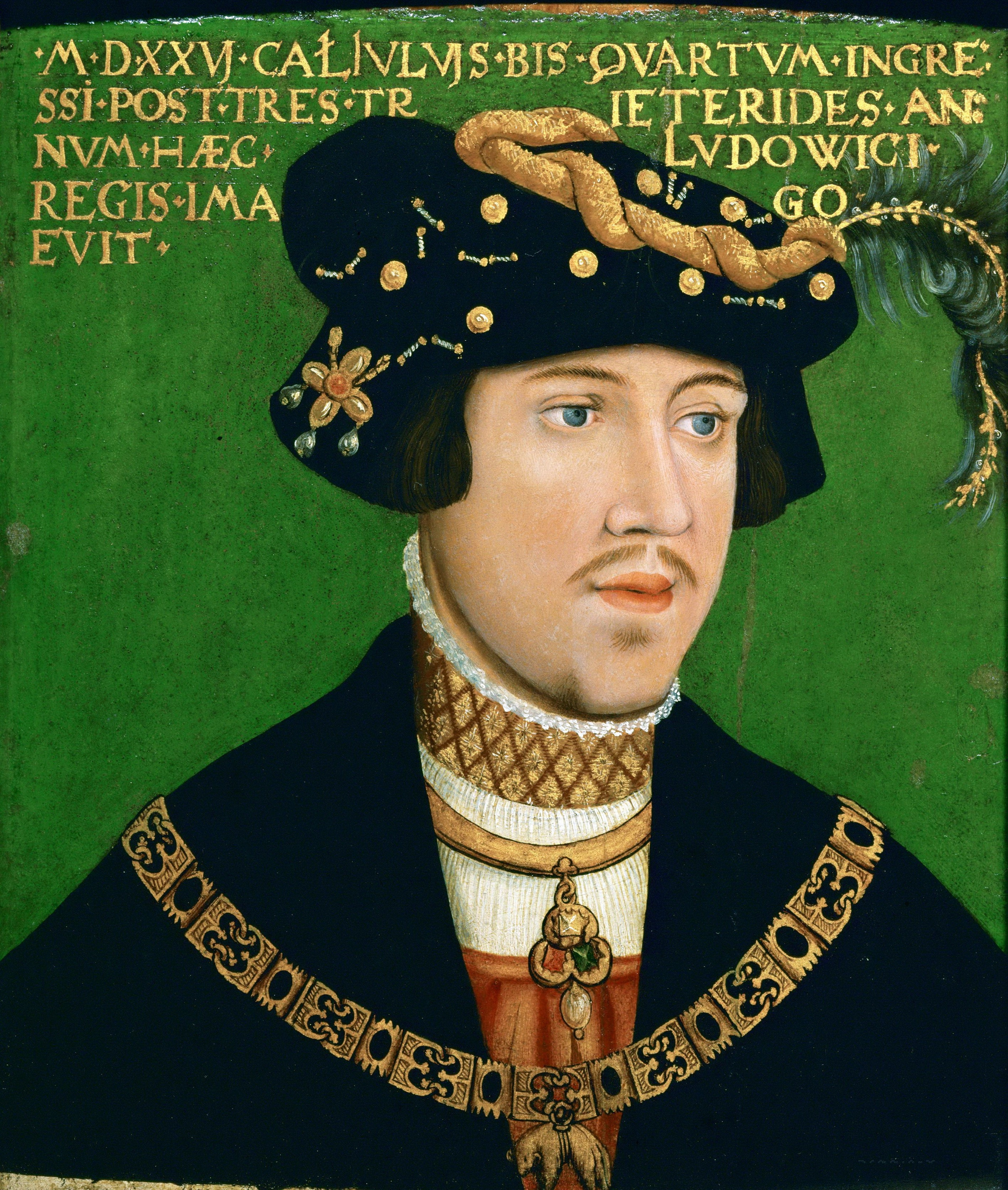
Ludwig II. von Böhmen und Ungarn

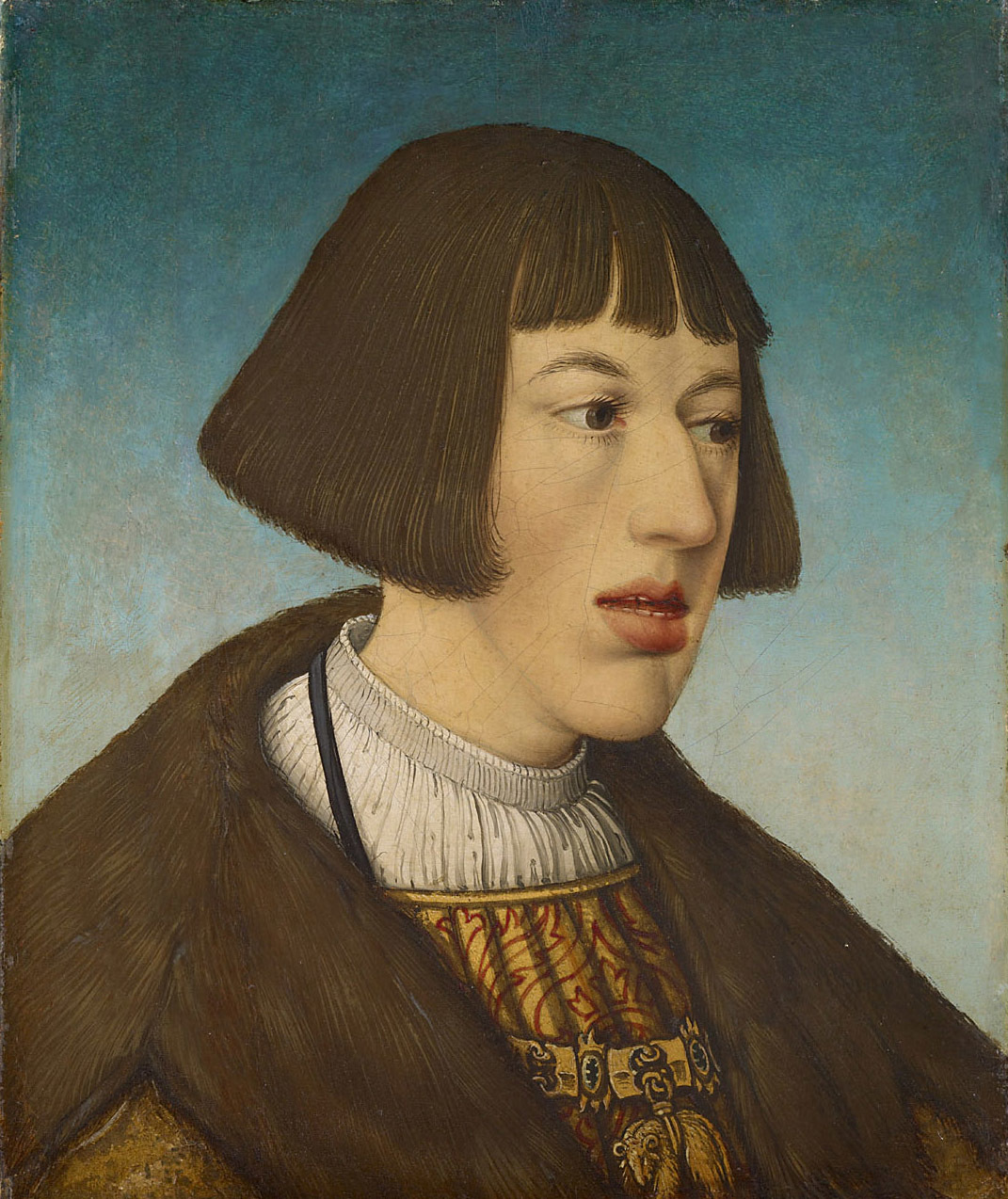
Ferdinand als junger Erzherzog

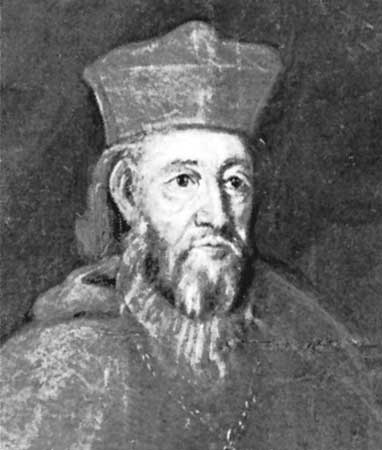
Kardinal George Martinuzzi

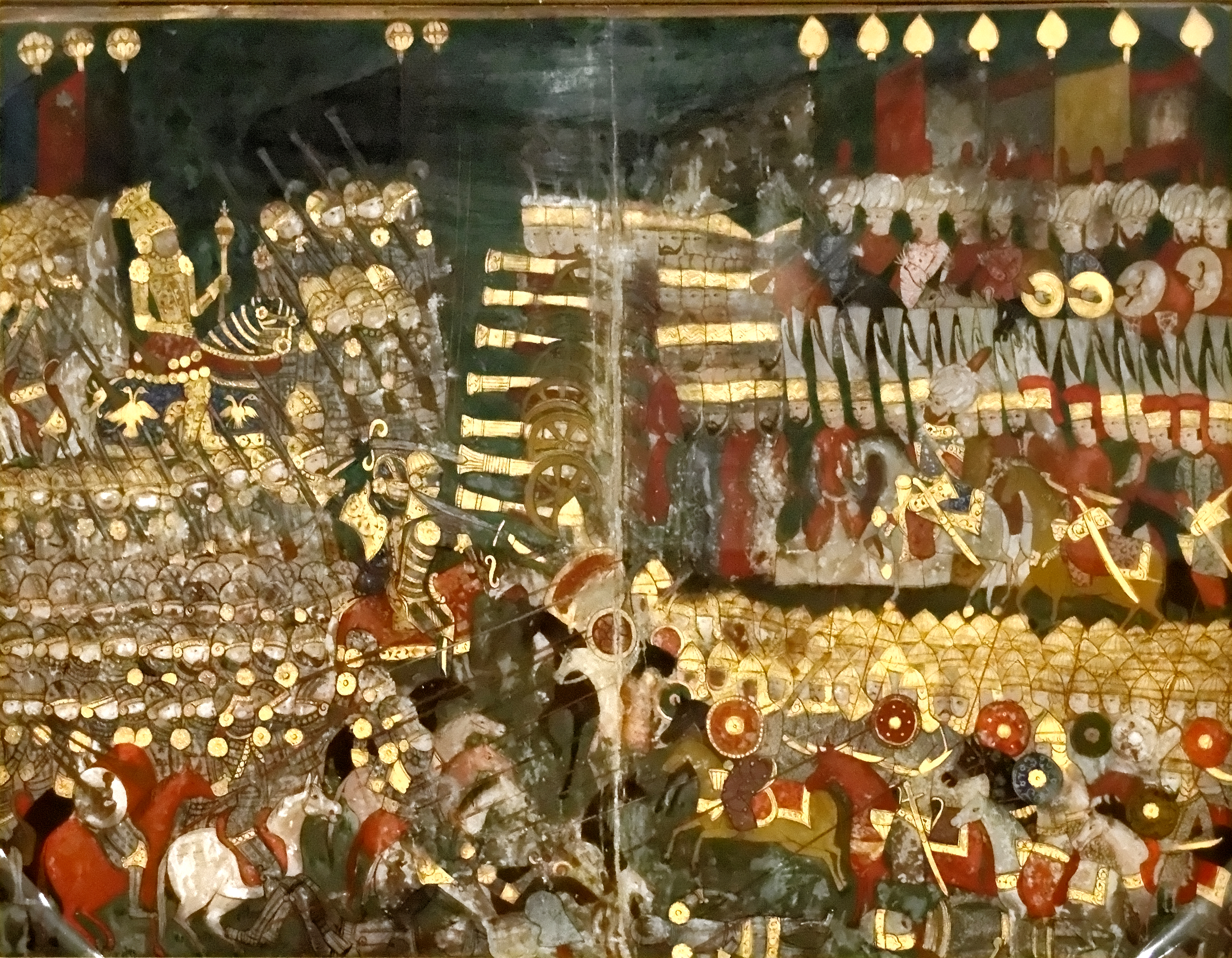
Schlacht bei Mohács, osmanische Miniatur

Es folgte Ludwig II. auf dem ungarischen Thron, allerdings war er zu dieser Zeit noch im Knabenalter.
Zur gleichen Zeit bestieg Süleyman I. den osmanischen Thron. Er forderte rückständige Tribute von Ungarn die Vereinbarung eines Waffenstillstandes. Da sich die Antwort Ludwigs verzögerte, fiel der Sultan mit Mehmed Hyde im Frühjahr 1521 mit 40.000 Mann in das Temescher Gebiet ein.
Statt auf Widerstand traf er hier nur auf Furcht und Schrecken. Mehmed Hyde kam aber nur bis zur Petscher Burg im Temescher Komitat, die er nicht einnehmen konnte und so wieder abzog. Die Osmanen eroberten darauf Belgrad nach einer 56-tägigen Belagerung im August 1521.
Am 29. August 1526 fand die Schlacht bei Mohács statt, in welcher der nun 20-jährige Ludwig II., sieben Bischöfe, 500 Magnaten und 22.000 Mann fielen.
An der Schlacht nahm auch der damalige Temescher Comes Peter Perényi teil. Die Osmanen erreichten bald den Balaton und Győr.
Mitschuld an dieser Niederlage trug auch der siebenbürgische Fürst Zápolya, dessen Eingreifen in das Geschehen sich verzögerte. Vor dem 20. August lag er mit 40.000 Mann vor Temeswar. Am 29. August, am Tag der Schlacht, hielt er sich noch bei Szegedin auf. Nach der Niederlage bei Mohács kehrte er nach Temeswar zurück und stellte sich in den Dienst der Osmanen.

#### Johann Zápolya / Ferdinand I.
Johann Zápolya ließ sich von seinen Anhängern mit osmanischer Unterstützung am 11. November 1526 in Karlsburg, heute Alba Iulia, zum König Ungarns krönen. Als Gegenleistung für die Unterstützung Zápolyas sollte Perényi zum Fürsten Siebenbürgens gewählt werden. Temescher Comes zu dieser Zeit waren erst Nikolaus Ujlaky, dann Peter Perényi 1518, Laurentius Ujlaky 1519, Kaspar Raskay 1520, Nikolaus von Mazedonien 1523, Johann Drágffy 1525, und dann wieder Nikolaus Ujlaky, ein Anhänger Zápolyas.
1527 wurde Ferdinand I. von Österreich vom Reichstag in Komárom, heute Komárno, Slowakei ebenso zum König Ungarns gewählt, und zugleich wurde die Wahl Zápolyas als nichtig erklärt. Perényi trat nun endgültig in den Dienst Ferdinands I. und wurde darauf zum Kanzler ernannt. Sein Nachfolger im Amt des Temescher Comes wurde für kurze Zeit Valentin Török, danach ernannte Zápolya 1527 Emmerich Czibak zum Temescher Comes. In dessen Amtszeit besuchte Zápolya im November 1533 Temeswar. Czibak starb 1534, sein Nachfolger wurde Zápolyas Verwandter Peter Petrovits 1538. Der Streit zwischen Ferdinand I. und Zápolya dauerte elf Jahre und endete 1538 mit dem Frieden von Großwardein. Demnach sollte jeder der beiden seine königliche Macht in dem Gebiet ausüben, das ihm 1538 unterstellt war. So war nun Zápolya König über Siebenbürgen und das Banat, und Ferdinand I. über Restungarn. Es wurde festgelegt, dass diese Gebiete nach Zápolyas Tod Ferdinand I., seit 1531 Römisch-deutschen König, zukommen sollten.

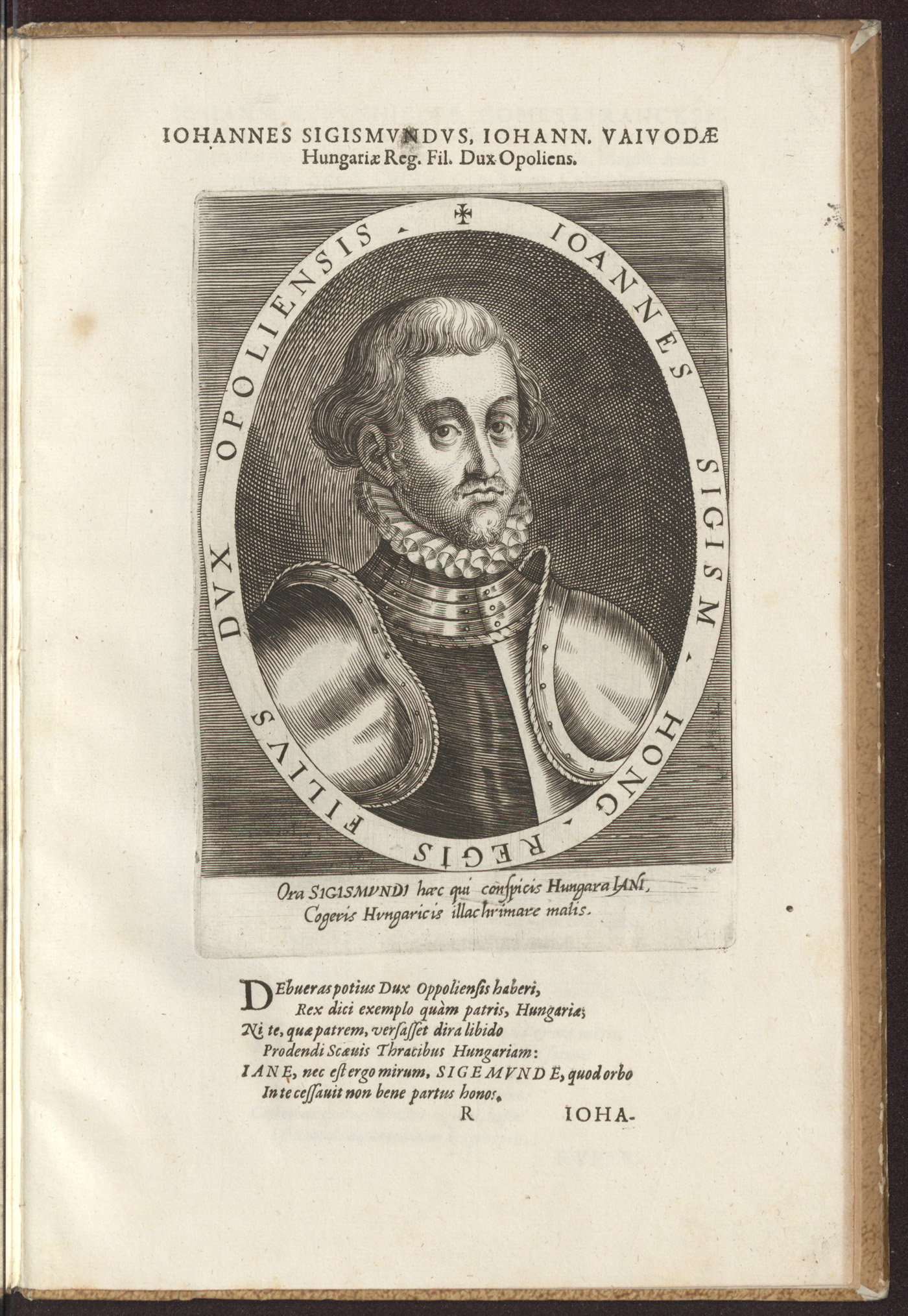
Johann Sigismund Zápolya, 16. Jahrhundert

1540 starb Johann Zápolya in Mühlbach, heute Sebeș, nachdem er noch von der Geburt seines Sohnes Johann Sigismund erfahren hatte.
Seine Witwe Isabella, die sich auf der Burg Solymos aufhielt, missachtete aber den Großwardeiner Vertrag und ließ ihren Sohn in Absprache mit ihren Verbündeten, dem Verweser Siebenbürgens Kardinal Georg Martinuzzi und dem Temescher Comes Petrovits, beide Vormunde des Waisenkindes, bei seiner Taufe zum König Ungarns krönen. Der Tod Zápolyas wurde noch für mehrere Monate verschwiegen, erst dann wurde die Leiche vor der Bestattung in Ofen in der Kapelle des Temeswarer Schloss Hunyadi aufgebahrt. Als Ferdinand I. sein Recht mit Waffengewalt durchsetzen wollte, brach Sultan Süleyman I. in Ungarn ein, unter dem Vorwand die Waisen schützen zu wollen. Am 4. September 1541 erließ er eine Verordnung, nach der Siebenbürgen und das Banat als ein Sandschak, eine osmanische Verwaltungseinheit, Johann Sigismund Zápolya geschenkt wurde.
Kardinal Martinuzzi, der nun zwischen Ferdinand I. und den Osmanen wankte, drängte bald Isabella zur Erfüllung des Vertrags von 1538, nämlich zur Abgabe Siebenbürgens und des Banats an Ferdinand I. Dafür sollten Johann Sigismund, Isabella und sogar Petrovits einen Ausgleich erhalten.
Als der Sultan dies erfuhr, ließ er sein Heer unter Mohammed Sokolli von Ungarn aus in das Banat einrücken. Dieser eroberte mehrere Burgen und Festungen, darunter Csanád, Lipova, Schoimosch, und im Oktober 1551 begann er mit der Belagerung Temeswars.
Die Festung, die nun Ferdinand I. gehörte, wurde von dem letzten Temescher Comes und Festungskommandanten Stefan Losonczy mit 2.020 Reitern und 1.550 Fußvolk verteidigt. Nach der Ankunft der Osmanen zogen die Bewohner der Großen Palanka in die Festung und setzten die Siedlung in Brand. Zwischen den Ruinen versteckten sich Alfonso Perez mit 400 spanischen Reitern und Rodriguez Villandrando mit 300 Mann Fußvolk. Am 16. Oktober 1551 stürmten die Osmanen auf die Temeswarer Festung. Am nächsten Tag beschossen die Osmanen die Festung vor dem Tor der Nordseite mit Kanonen. Losonczy widersetzte sich trotz der von allen Seiten einsetzenden starken Angriffe der Aufforderung der Osmanen zur Kapitulation. Als die „Insel“, also die Kleine Palanka, verloren schien, wurde ihre Bevölkerung in die Festung gebracht, und General Aldaña ließ auch hier die Häuser anzünden, nachdem er mit seinen 100 Spaniern Waffen und Lebensmittel in die Festung gebracht hatte.
Schließlich wurde die Brücke vernichtet, welche die Insel mit der Festung verband. Während der Belagerung soll es zwischen Losonczy und den anderen Offizieren, aber auch mit Ferdinand I. Zwistigkeiten gegeben haben, bei denen sich der Comes weigerte, anderen Meinungen und übergeordneten Befehlen Folge zu leisten.
Die Lage wurde bald kritisch, und man rief General Castaldo mit seinen spanischen und deutschen Söldnern zur Hilfe. Am 24. Oktober 1551 forderten die Türken mit in walachischer Sprache verfassten und auf Speeren befestigten Flugblättern die Belagerten zur Aufgabe auf. Am 27. Oktober 1551 gaben die Osmanen überraschend die Belagerung auf und zogen sich zur Überwinterung nach Belgrad zurück.

## Neuzeit
Durch die Niederlage bei Mohács verlor Ungarn seine Rolle als militärische Macht, und das Land wurde politisch aufgeteilt. Der südliche Teil des Landes befand sich unter osmanischer Herrschaft, während das von Ferdinand I. regierte westliche Restungarn von Österreich beansprucht wurde. Siebenbürgen und das Banat galten zwar als autonom, befanden sich aber ständig unter dem Einfluss der Türken, oder wie 1551, der Österreicher. Als aber die kaiserlichen Truppen unter General Giovanni Battista Castaldo nach Siebenbürgen eindrangen, reagierten die Osmanen mit Einfällen ins Banat.
Temeswar galt vor der osmanischen Belagerung als eine der stärksten Festungen. Sie konnte nur aus dem Norden und von Westen angegriffen werden. Die anderen Seiten befanden sich im natürlichen Schutz der Sümpfe der Bega. Das Temeswar jener Zeit bestand aus drei Teilen: der Burg (oder dem Kastell), der „Stadt“ und der „Insel“, die Kleine Palanka. Außerhalb der Festungsmauern befand sich die Große Palanka. Zwischen dem Kastell und der „Stadt“ befand sich der Wasserturm, der wichtigste Wehrbau der Festung. Durch diesen führte auch der Weg, der das Kastell mit der „Stadt“ über eine Brücke verband. Das Schloss Hunyadi war von festen Mauern und Wassergräben umgeben. Mit „Stadt“ wird hier das Wohngebiet Temeswars bezeichnet, da dieses seit etwa 1475 vom Marktflecken zur Stadt erhoben wurde.

### Eroberung durch das Osmanische Reich
Nach dem Abzug der Osmanen von Temeswar im Oktober 1551 entflammten erneut die Zwistigkeiten mit dem Temescher Comes Losonczy. General Castaldo berichtete am 8. Januar 1552 Ferdinand I., dass Losonczy neben Temeswar auch andere Burgen, wie Lugoj, Caransebeș und Lipova unter seinen Befehl stellen wolle. Zwölf Tage später ließ er Ferdinand I. wissen, dass Losonczy ein guter Festungskommandant sei, aber kein guter Heeresführer auf dem Schlachtfeld. Er sei hierfür zu intolerant, und er quäle nicht nur den Feind, sondern auch sein eigenes Heer. Als Folge dieser wiederholten Meldungen verlor Losonczy sein Amt.
Zu den neuen Festungskommandanten wurden Benedikt Kosar und Franz Deli ernannt, die aber schon nach kurzer Amtszeit wegen der Plünderung der Lebensmittellager der Festung abtreten mussten. General Aldaña wurde im Februar 1552 zum Festungskommandanten ernannt. Dieser sollte für 2.500 Gulden die Festungsmauern verstärken. Am 30. März wurde wieder Losonczy zum Comes und zum Generalkapitän aller Südbanater Burgen ernannt, konnte seine Ämter konnte aber erst Ende Mai übernehmen. Kaum im Amt begannen die Zwistigkeiten von neuem. Losonczy beschwerte sich, dass Aldaña das erhaltene Geld veruntreut habe und die Festung nun statt 750 nur über 400 Reiter verfügte, die ihren Sold seit vier Monaten nicht erhalten hätten.
Die Streitigkeiten fanden zum ungünstigsten Zeitpunkt statt, denn trotz einiger Verstärkungen an den Mauern blieben viele wichtige Arbeiten unerledigt, kurzfristig gelang es jedoch, vor der Kleinen Palanka zwei Wassergräben auszuheben. Hierfür kamen der Festung auch die nahegelegenen Burgen zu Hilfe. Zusammen mit ihnen verfügte Losonczy zwischen 2.210 und 2.500 Streiter, je nach Quelle, die die Festung verteidigen sollten. Juni 1552 überschritten die Osmanen unter Achmed Pascha die Donau, und am 24. Juni stand eine Vorhut von 1.500 Reitern vor den Mauern Temeswars. Losonczy verließ noch die Festung, um Lebensmittel und militärische Hilfe herbei zu schaffen. Bei seiner Rückkehr konnte er aber nur noch auf Umwegen und im Schutze der Dunkelheit in die Festung gelangen.
Der 8. Juni war der Tag der Ankunft von Achmed Paschas 16.000 Mann starker Hauptmacht, woraufhin die Belagerung von Temeswar begann. Temeswar wurde von allen Seiten umzingelt, und die nördlichen und östlichen Tore wurden, wie auch die nördliche Mauer, mit schweren Kanonen beschossen. Trotz des starken Widerstandes der Verteidiger musste die „Insel“ von ihnen verlassen und die Häuser angezündet werden. Nach der Besetzung der „Insel“ durch die Osmanen beschossen diese auch von hier die Festung. Die Mauern wurden schwer beschädigt, und Losonczy erbat dringende Hilfe von General Castaldo.
Am 3. Juli gelang es den Osmanen sich den Mauern zu nähern, und sie versuchten durch Einschusslöcher in die Festung zu dringen. Die Verteidiger schlugen die Osmanen nach schweren Kämpfen zurück, jedoch wurden am 6. Juli die nördlichen Wehrbauten bei dem Versuch eines Mauersturms zerstört. Einem weiteren Hilferuf konnte der sich bei Lippa befindliche General Aldaña nicht folgen, was die Verteidiger stark entmutigte. Dazu sank auch noch der Wasserstand der Bega, und die Sümpfe fingen an auszutrocknen. Durch das Legen von Brettern gelang es den Osmanen von hier die Mauern zu erreichen. Am 12. Juli eroberten sie die nördlichen Erdwälle, und bald darauf kam auch eine kleine Insel in ihre Gewalt, wodurch sie sich weiter dem Wasserturm annähern konnten.
Auf Grund des ständigen Beschusses der Festung drohten den Osmanen das Schießpulver auszugehen, und Achmed Pascha wollte schon die Belagerung aufgeben. Jedoch kam am 19. Juli überraschend ein Transport mit Schießpulver an, und der Beschuss wurde fortgesetzt. Die Belagerten warteten umsonst auf Hilfe. Eine aus Arad kommende Verstärkung von 500 Mann wurde noch vor Temeswar von den Belagerern aufgehalten.
Am 24. Juli bestürmten die Osmanen unter dem Verlust von 3.000 Mann fünf Stunden lang die Festung. Auch in den Reihen der Belagerten beklagte man immer mehr Opfer. Nach heftigen Kämpfen wurde auch das am besten befestigte Bollwerk, der Wasserturm, von den Osmanen eingenommen. Losonczy musste sich nun mit seinen Leuten in das Kastell zurückzuziehen.
Achmed Pascha forderte am 27. Juli Losonczy auf sich mit seinen Leuten zu ergeben und gewährte ihnen dafür freien Abzug. Losonczy lehnte dies ab, aber seine Leute hielten es für sinnlos, sich in dieser verlorenen Schlacht aufzuopfern. Schließlich verließen zuerst die Kranken und Verwundeten, gefolgt von Stefan Losonczy mit seinen Ungarn und Spaniern am 27. Juli oder 30. Juli 1552 (je nach Quelle) die Temeswarer Festung durch das Lippaer Tor.
Über den weiteren Verlauf der Ereignisse sind die Quellen uneinig. Dr. Iliesiu schreibt von einem Großangriff auf die abziehende Besatzung nach einem Kanonensignal. Kraushaar, Berkeszi und Griselini berichten aber von einer Provokation, die es Achmed Pascha erlaubte, sein unter Eid gegebenes Versprechen zu brechen. Die Türken sollten anfangs ungarische Jünglinge, darunter Losonczys Schützling Tomory, aus der Kolonne gerissen haben. Als Losonczy dies sah, entriss er einem Osmanen das Schwert, was eine schreckliche Schlacht auslöste. Der Comes fiel verwundet in die Hände der Osmanen, die ihm nach Kraushaar „als Vergeltung für Lipova“ das Haupt abschlugen. Den ausgestopften Kopf schickte Achmed dem Sultan als Beweis für den Fall Temeswars. Mit Losonczy wurde die gesamte Besatzung der Festung umgebracht. General Aldaña wurde nach dem Fall Temeswars für seine verweigerte Hilfeleistung zum Tode verurteilt. 1556 befand er sich noch immer im Gefängnis, wurde dann aber begnadigt.

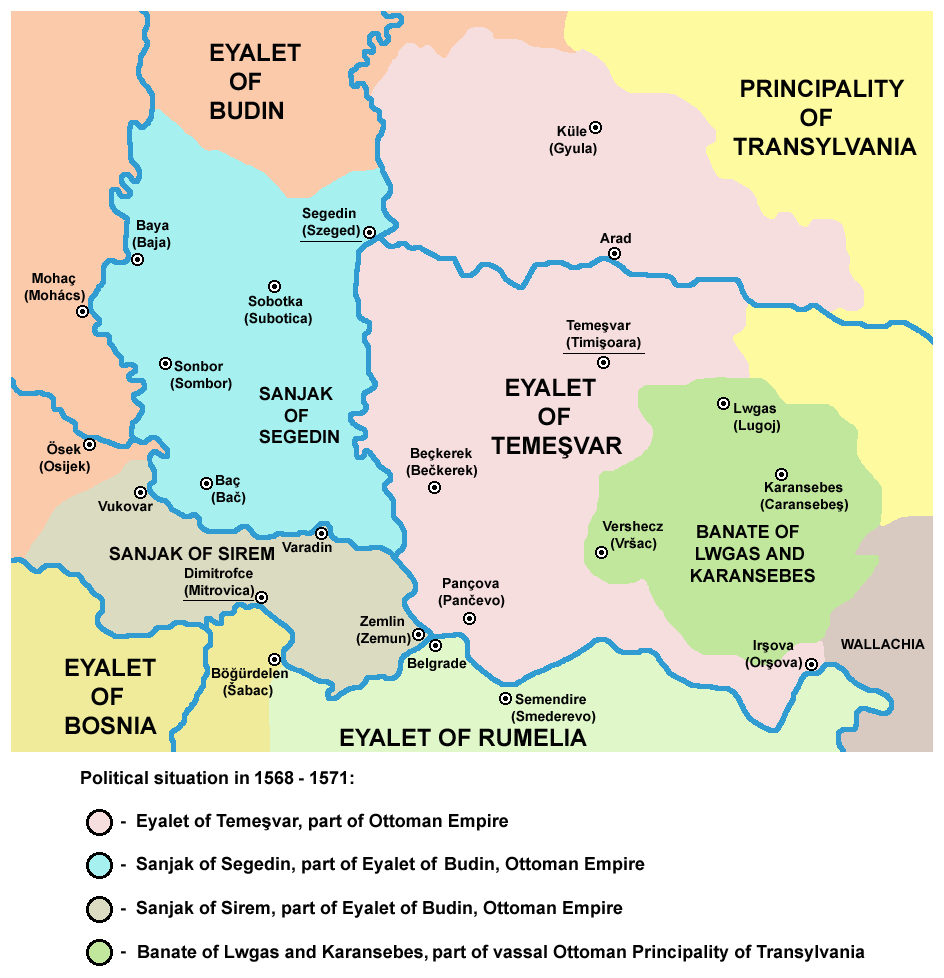
Politische Situation 1568–1571

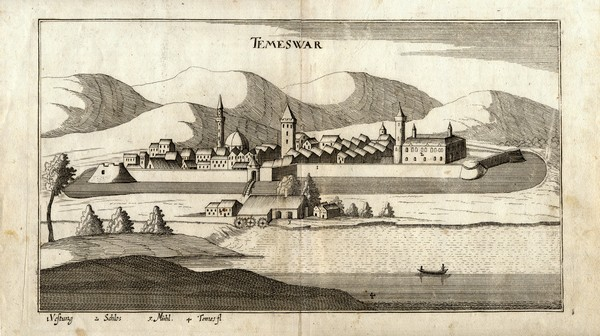
Temeswar in der Zeit der osmanischen Besetzung

Für Temeswar und das Banat folgte für 164 Jahre eine Herrschaft des osmanischen Reiches. Nach dem Fall der Temeschburg wurde das Banat eine osmanische Provinz. Temeswar wurde zum Sitz eines Vilâyet, an dessen Spitze der Beylerbey Casim Pascha stand. Seinem Rang entsprechend trug er zwei Rossschweife. Das Vilâyet war unter anderem in mehrere Sandschaks, wie Temeswar, Csanád, Betschkerek, Pančevo, Orșova, Ciacova, Lipova unterteilt.
Die Festung befand sich in jener Zeit in einem sehr schlechten Zustand, da die Mauern durch Kanonenfeuer stark beschädigt waren. Casim Pascha begann gleich mit den Reparaturen, wofür er Walachen aus den benachbarten Dörfern zur Zwangsarbeit zusammentrieb. Die Kirchen der Stadt wurden zu Moscheen umgebaut. Im Stadtbild gab es noch keine gepflasterten Gassen, meist war der Gassenmorast mit Brettern abgedeckt. Die meisten Häuser waren aus Holz gebaut. Bethäuser, der Pulverturm, die Mühle und einige Verwaltungsgebäude waren im orientalischen Stil aus Ziegeln gebaut. Zu jener Zeit gab es in Temeswar sieben Schulen und eine Oberschule, in der Astronomie, Mathematik, Medizin, Recht und Philosophie gelehrt wurde. Teil der osmanischen Verwaltung waren auch die Steuereintreiber. Die Finanzinstitution Khazine, dem der Defterdar vorstand, war im Besitz von 20 Prozent der Güter in den besetzten Gebieten. Die restlichen 80 Prozent wurden der angesiedelten osmanischen Bevölkerung zugeteilt. Als Gegenleistung mussten die Männer im osmanischen Heer dienen. Die Steuern wurden in den einzelnen Distrikten vom Hasnadar (Haupteinnehmer) eingetrieben, die dann nach Temeswar abgeführt wurden. Jedes Dorf hatte auch einen Sardar, einen Kassierer, der zugleich auch die Funktion des Schultheiß innehatte. Die Abgaben berechneten sich aus einer hohen Kopfsteuer auf Mensch und Nutzvieh. Der höchste Richter der Provinz, der Hakimserija, hatte seinen Sitz in Temeswar. Zivile und religiöse Fälle wurden vom Kadi gerichtet, administrativen Klagen vom Mufti. Geringe Vergehen wurden grausam bestraft. Christen hatten vor Gericht keine Chance, Recht bekamen nur die Osmanen. Der Festungskommandant hatte den Titel eines Hakim. Zum Glaubensapparat gehörte auch der Hohepriester (Nakib-el-Esraf), dem der Chatīb, der Imam und der Muezzin unterstanden.
Der größte Teil der Temeswarer Bevölkerung wie Ungarn, Walachen und Serben waren vor den Türken geflüchtet. Wegen der vielen Raubzüge der neuen Landesherren in den nahegelegenen Dörfern flüchteten bald auch die Dorfbewohner. Das Banat verwandelte sich langsam in eine öde und entvölkerte Landschaft. Die Osmanen duldeten den christlichen Glauben, es waren allerdings keine Kirchen zugelassen, Kirchtürme waren sogar verboten. Während der osmanischen Herrschaft gab es zwei orthodoxe Bischöfe in Temeswar und Caransebeș. Zugleich lebten in der Festung einige bosnische Franziskaner und später auch Jesuiten und einige Juden.
Temeswar war auch in der Türkenzeit ein Handelszentrum geblieben. Es bestanden Handelsbeziehungen mit dem Osmanischen Reich, Siebenbürgen, der Walachei, Italien und Norddeutschland. In der Stadt gingen Schneider, Schuster, Schmiede, Gold-, Silber- und Waffenschmiede ihrem Handwerk nach. Es gab auch eine Schießpulvermühle. Bedingt durch den beschädigten Wasserturm entnahm man das nötige Trinkwasser der Bega, in die zugleich der Unrat geworfen wurde. Um 1642/1643 wurde die Temeschburg von einem in Gefangenschaft geratenen deutschen Architekten befestigt. Andrea Cornaro aus Kreta erneuerte die Wehrbauten und kanalisiert einen Arm der Bega durch Temeswar.
Eine ausführliche Beschreibung der Temeswar Festung jener Zeiten stammt aus dem Jahre 1660 von dem Osmanen Evliya Çelebi, welcher folgendes schrieb:

„Tamisvar liegt in den Morästen des Tamis-Flusses, wie eine Schildkröte im Wasser. Ihre vier Beine sind die vier großen Basteien, das innere Burgkastell aber ist ihr Kopf. Ihre Gestalt ist fünfwinklig. Weder Ziegel noch Steine sind darinnen, weil es eine aus dicken, mit geflochtenen Zäunen bekleideten Eichenstämmen errichtete Feste ist. Der geschickte Baumeister machte diesen Zaun aus Wildreben, überzog sie mit Gips und Kalk, so dass eine weiße Burg entstanden ist. Die Mauerdicke beträgt fünfzig Fuß, an manchen Orten sogar sechzig. Ringsherum ist ein tiefer Graben, und an drei Stellen gibt es auf die Festungsgräben blickende Wachzimmer. Allabendlich spielen neun Musikkapellen und alle Wachposten rufen sich die Nacht über von Zeit zu Zeit: 'Allah akbar!'. Die Festung hat keine Schießluken und keine Verteidigungstürmchen, wohl aber viele Kanonenscharten. Im Ganzen gibt es 200 schöne Kanonen. Die Zahl und Menge des in der Festung aufbewahrten Kriegsgerätes sowie der Futter- und Lebensmittel kennt nur der erhabene Gott. Auf den Wällen kann die Festung in einer Stunde umgangen werden.“

Aufgrund derselben Quelle hatte Temeswar damals fünf Tore, zwei davon im Süden und Osten trugen denselben Namen, Azab. Dazu kamen noch die Tore des Hahns (nach dem auf ihm befindlichen Wetterhahn) im Norden, des Wassers und des Ufers. Oberhalb der Tore wurden Verse aus dem Koran angebracht. Der Festungskommandant und die islamischen Geistlichen wohnten Im Kastell. Der Pascha verfügte über das größte und höchste Gebäude der Festung. Die Stadt bestand aus bis 1.200 Häusern, mit weiteren 1.500 in den Vorstädten. Die Stadt bestand aus vier Wohnbezirken, die Vorstädte aus zehn. Diese hatten je eine Moschee, mit der Großen Moschee in der Stadtmitte stand die. Auf der Südseite des Piața Libertății befand sich ein Basar. Von den vier Bädern jener Zeit befanden sich eines auf der Nordseite dieses Platzes, und zwei weitere bei den Toren des Wassers und des Ufers. Es bestanden auch drei Herbergen und zahlreiche Geschäfte.

### Widerstand gegen das Osmanische Reich

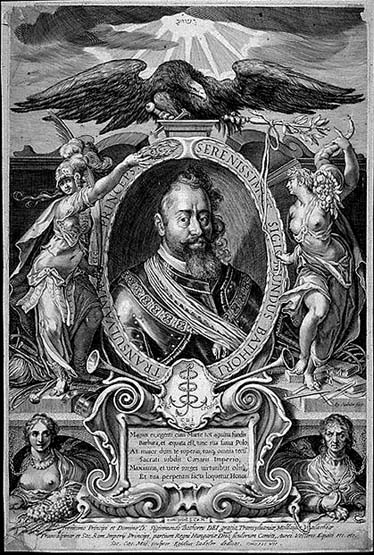
Sigismund Báthory, Fürst von Siebenbürgen

1594 versuchte der siebenbürgische Fürst Sigismund Báthory die im Banat lebenden Serben und Walachen zum Aufstand gegen die Osmanen zu bewegen. Theodor von Dazien brachte zunächst das Südbanat unter seine Kontrolle, danach zogen die Aufständischen zur Betschkereker Burg und schlugen dort die Osmanen. Auch der ausrückende Pascha von Temeswar wurde immer wieder zurückgeschlagen und verlor dabei 25.000 Mann. Den Aufständischen mangelte es allerdings an einer einheitlichen Führung, so gerieten sie bald in Bedrängnis und baten darum Báthory um Hilfe. Dieser entsandte seinen Heerführer Moses Székelyi, der aber aus nicht bekanntem Grund an den Grenzen des Banats stehen blieb. So wurden die Aufständischen durch den Pascha mit 30.000 Mann in die Flucht geschlagen.
Am Anfang des Jahres 1595 ging Báthory mit Kaiser Rudolf II. ein Bündnis gegen die Osmanen ein und entsandte Georg Borbély mit einem beträchtlichen Heer ins Banat, wobei dieser zunächst einige Südbanater Burgen eroberte. Casim Pascha, der mit seinen Truppen von Temeswar anrückte, wurde von dem siebenbürgischen Heer wieder zurückgeschlagen. Infolge dieses Sieges ergaben sich mehrere der osmanisch besetzten Burgen im Nordbanat. Die Temeswarer Festung wurde belagert, doch konnten die Osmanen erfolgreich Widerstand leisten.

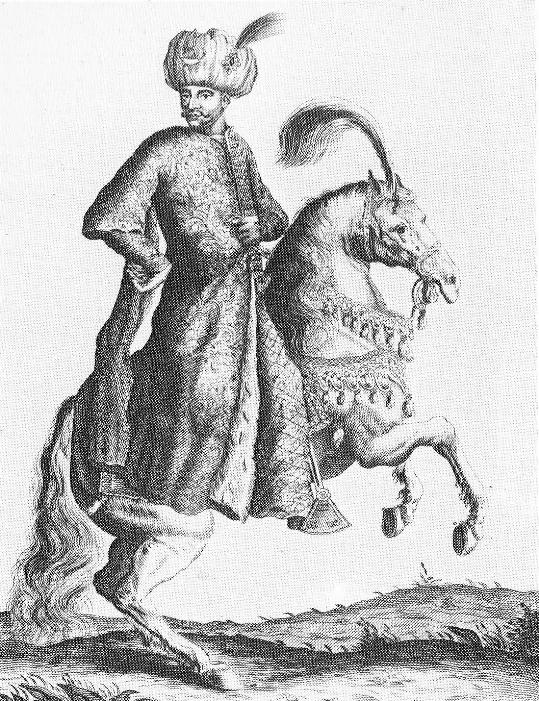
Mehmed IV. nach einem Stich von Jacob Peeters 17. Jahrhundert

1596 versuchten die Osmanen die im Vorjahr verlorenen Burgen zurückzuerobern. Nach der Rückeroberung Lipovas griff Báthory Temeswar an. Am 11. Juni 1596 war die Festung von allen Seiten eingeschlossen. Nach Beschuss der Mauern mit Kanonen setzte Báthory zum Sturm auf die Festung an, wurde allerdings zurückgeschlagen. Dieser Rückschlag beruhte auf der Übermacht der Osmanen; 10.000 Streitern auf osmanischer Seite standen ungefähr nur die Hälfte auf Báthorys Seite gegenüber, von denen um die 3.000 bei der Belagerung umkamen. Andere Quellen gehen von stärkeren militärischen Verbänden aus. Nach weiteren 40 Tagen der Belagerung Temeswars gab Báthory die Festung wegen Mangel an Lebensmitteln und zur Belagerung benötigten Materialien auf.
Im Folgejahr schickte Báthory sein Heer unter dem Befehl seines Kanzlers Stefan Josika zum erneuten Versuch einer Eroberung der Temesburg. Die Festung wurde vom 17. Oktober bis zum 17. November 1597 belagert, aber auch diesmal ohne Erfolg. Obwohl Josika bis in die Vororte Temeswars vorstoßen konnte, musste er wegen herbstlichen Dauerregens seine Anstrengungen aufgeben. Von hieran blieben die Osmanen für ein Jahrhundert die unbestrittenen Herrscher über die Hauptstadt des Banats, welche nur noch als Stützpunkt für die zahlreichen osmanischen Kampfzüge diente, die in Nord- und Westungarn sowie in Siebenbürgen geführt wurden.
Sultan Mehmed IV. setzte sich 1683 zum Ziel das christliche Europa ganz zu unterwerfen, wobei Wien zuerst besetzt werden sollte, siehe auch Großer Türkenkrieg. Das 200.000 Mann starke osmanische Heer wurde jedoch während der Zweiten Wiener Türkenbelagerung am 12. September 1683 von Leopold I. unter Mithilfe des polnischen Königs Johann III. Sobieski geschlagen.
Am 2. September 1686 wurde Ofen (Buda) nach der Belagerung von Ofen von der Heiligen Liga gegen die Osmanen gestürmt und zurückerobert. Diese Allianz bestand aus Papst Innozenz XI., König Sobieski der Polen, Kaiser Leopold I., und der Republik Venedig. Es folgte die Befreiung von Pécs (Fünfkirchen) und Szeged. In der Zweiten Schlacht von Mohács erlangten die Österreicher 1687 einen überwältigenden Sieg über die Osmanen. Unter dem Kommando von Maximilian II. Emanuel, des Kurfürsten von Bayern, begann die Belagerung Belgrads am 12. August 1688. Am 6. September 1688 wurde die Stadt unter enormen Verlusten auf beiden Seiten eingenommen. Allerdings konnten die Osmanen bereits 1690 die Festung von Belgrad wieder zurückerobern.

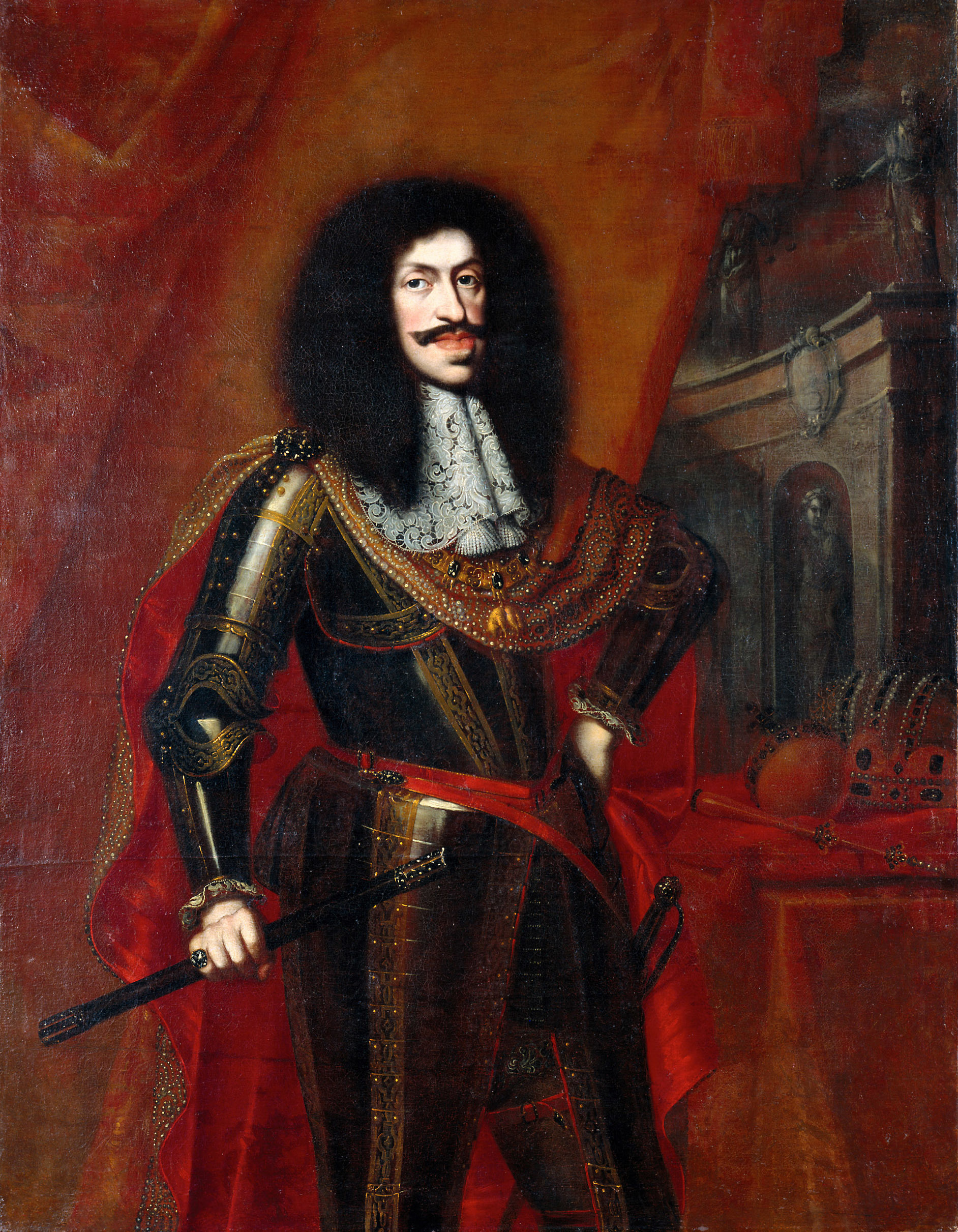
Kaiser Leopold I.

Mit Sultan Mustafa II. drang am 20. Juni 1695 ein 50.000 Mann starkes Heer in Ungarn ein. Diesem standen gleich starke Truppen unter der Führung des Kurfürsten Friedrich August I. von Sachsen gegenüber. Dieser kam im August nach Peterwardein mit dem Auftrag des Wiener Hofkriegsrats Temeswar zu erobern. Die Moräste bei Beodra (Novo Miloševo) und Kikinda verhinderten ein Vordringen nach Temeswar, was Friedrich August nach Lipova führte.
Im Folgejahr versuchte der Kurfürst wieder an Temeswar heranzurücken und begann am 1. August 1696 nach der Durchquerung der Sümpfe des Flusses Aranka Temeswar zu belagern. Hier erfuhr er, dass der Sultan auf dem Weg zur Hilfe der Belagerten war. Er zog den herannahenden Osmanen entgegen und traf sie bei Cenei zu einer dreitägigen Schlacht, die unentschieden endete. Die Verluste der kurfürstlichen Truppen beliefen sich auf 1146 Mann, die Osmanen hatten doppelt so viel Tote zu beklagen. In diesen Kämpfen fiel auch der Temeswarer Pascha. Beide Seiten waren so geschwächt, dass ein weiterer Kampf ausgesetzt wurde. Für diese Schlappe wurde Friedrich August von Sachsen verantwortlich gemacht, so entschloss sich der Hofkriegsrat ihm Prinz Eugen von Savoyen als Ratgeber zur Seite zu stellen. Kurz darauf wurde der Kurfürst zum König von Polen gewählt, und der 35-jährige Prinzen Eugen wurde Oberbefehlshaber der Kaiserlichen Truppen. Das K.u.k. Husaren-Regiment „von Tersztyánszky“ Nr. 8 zeigte sich 1696 bei Gefechten um Temeswar auf diesem Kriegsschauplatz, denen 1698 weitere Unternehmungen folgten.

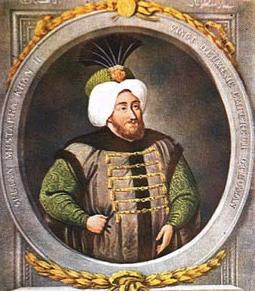
Sultan Mustafa II.

Vor der Schlacht bei Zenta hatte der Sultan Mustafa II. den Plan zur Erstürmung Szegeds aufgegeben, da er beabsichtigte die Theiß bei Zenta zu überqueren und sich nach Temesvár ins Winterlager zurückzuziehen. Als Prinz Eugen die Absicht des Feindes erkannte, entschloss er sich sofort zum Angriff, womit er die Osmanen am 11. September 1697 während der Flussüberquerung überraschte und ihnen eine vernichtende Niederlage zufügte. Hier kam auch erstmals das Hoch- und Deutschmeister-Infanterieregiment zum Einsatz. Die Schlacht dauerte von zwei Stunden vor Sonnenuntergang bis 22 Uhr. In dieser Zeit fielen 20.000 Osmanen auf dem Schlachtfeld und 10.000 ertranken in der Theiß. Auf österreichischer Seite waren nur 300 Tote und 1.200 Verwundete zu beklagen. Mustafa II. sah diese schreckliche Niederlage vom linken Ufer der Theiß mit an ohne eingreifen zu können. Er floh verängstigt nach Temeswar, wobei er eine prächtige Kriegsbeute hinterließ. Am 26. Januar 1699 wurde hierauf nach langen Verhandlungen der Friede von Karlowitz geschlossen.
In der folgenden Zeit befestigten die Osmanen erneut Temeswarer Festungsmauern. Der Temeswarer Pascha forderte am 14. November 1705 hierfür die Hilfe von Sultan Ahmed III. an, welcher 50 Bauarbeiter von Belgrad nach Temeswar verlegen ließ. Der walachische Woiwode Constantin Brâncoveanu entsandte 50 Wagen mit Holzmaterial, die von je vier Ochsen gezogen wurden. 1706 erbauten die Osmanen eine Kaserne mit 41 Räumen, die Kosten hierfür beliefen sich auf 2.537 Piaster.
Am 5. August 1716 errang Prinz Eugen von Savoyen in der Schlacht von Peterwardein einen Sieg über die Osmanen. Er erkannte auch bald die Notwendigkeit der Eroberung Temeswars zur Befreiung Südungarns von den Osmanen. Er sandte Feldmarschall Graf Johann Pálffy, den Palatin von Ungarn, mit mehreren Regimentern Fußvolk und Reiterei gegen Temeswar, um die Festung von äußerer Hilfe oder Versorgung abzuschneiden.

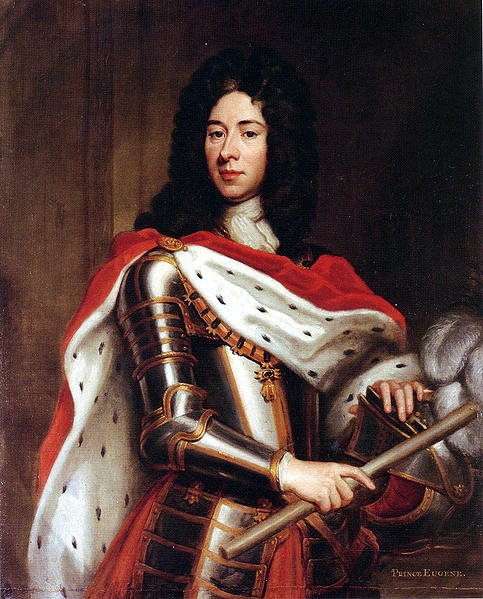
Prinz Eugen von Savoyen

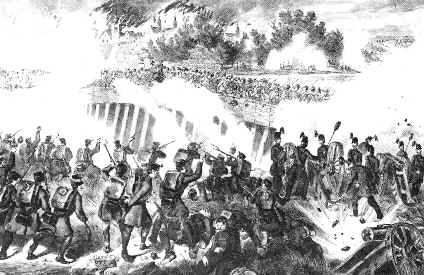
Die Wiedereroberung der Festung Temeschburg durch Prinz Eugen

Eugen von Savoyen traf am 26. August 1716 mit dem Hauptheer vor den Festungsmauern ein. Er beschloss, Temeswar von der Nordseite (von der Großen Palanka) aus anzugreifen, da die südliche Seite von Sümpfen umgeben war. Zuerst wurde das Lusthaus des Paschas (auf der heutigen Torontaler Landstraße) eingenommen, wonach Vorbereitungen für die Belagerung getroffen wurden. Am 6. September nahmen zwei Batterien mit 18 Kanonen die Stadt unter Beschuss. Der osmanische Statthalter von Temeswar, Mustafa Pascha, verteidigte die Stadt mit 18.000 Mann und 156 Geschützen. Am 9. September wagte er einen Ausfall, wurde aber bald wieder zurückgeschlagen.
Eugen von Savoyen ordnete an, dass sich Trommler und Trompeter vor den Mauern versammelten um laut heitere Musikstücke spielen. Viele neugierige Osmanen stiegen auf die Mauern, um dem Treiben zuzusehen, und als die Österreicher das Feuer eröffneten, fanden so viele den Tod. Am 22. September 1716 wurde Graf Max von Starhemberg einem 20.000 Mann starken osmanischen Reiterheer entgegengeschickt, welches sich Temeswar näherte. Auf den Pferden der Türken saßen noch etwa 4.000 bis 5.000 geübte Janitscharen als Zweitreiter, und andere Pferde waren mit Schießpulver und Proviant beladen. Graf von Starhemberg konnte ihren Durchbruch dreimal verhindern, und schließlich gelang es ihm, diesen Einheiten Verluste von 4.000 Mann zuzufügen und sie schließlich ganz zu vertreiben.
Die Erstürmung der Großen Palanka sollte am 30. September 1716 unter Prinz Karl Alexander von Württemberg beginnen, jedoch war dieses erst am 1. Oktober möglich, nachdem das kaiserliche Heer die ganze Nacht kampfbereit einem starken Herbstregen ausgesetzt gewesen war. Nach heftigen Gefechten zogen sich die Osmanen in die Festung zurück. Die Versuche der Belagerten, die Große Palanka zurückzuerobern, blieben erfolglos, aber es gelang ihnen, in der Vorstadt Feuer zu legen, wobei 1.200 Häuser abbrannten. Das Feuer konnte acht bis zehn Tage lang nicht gelöscht werden.

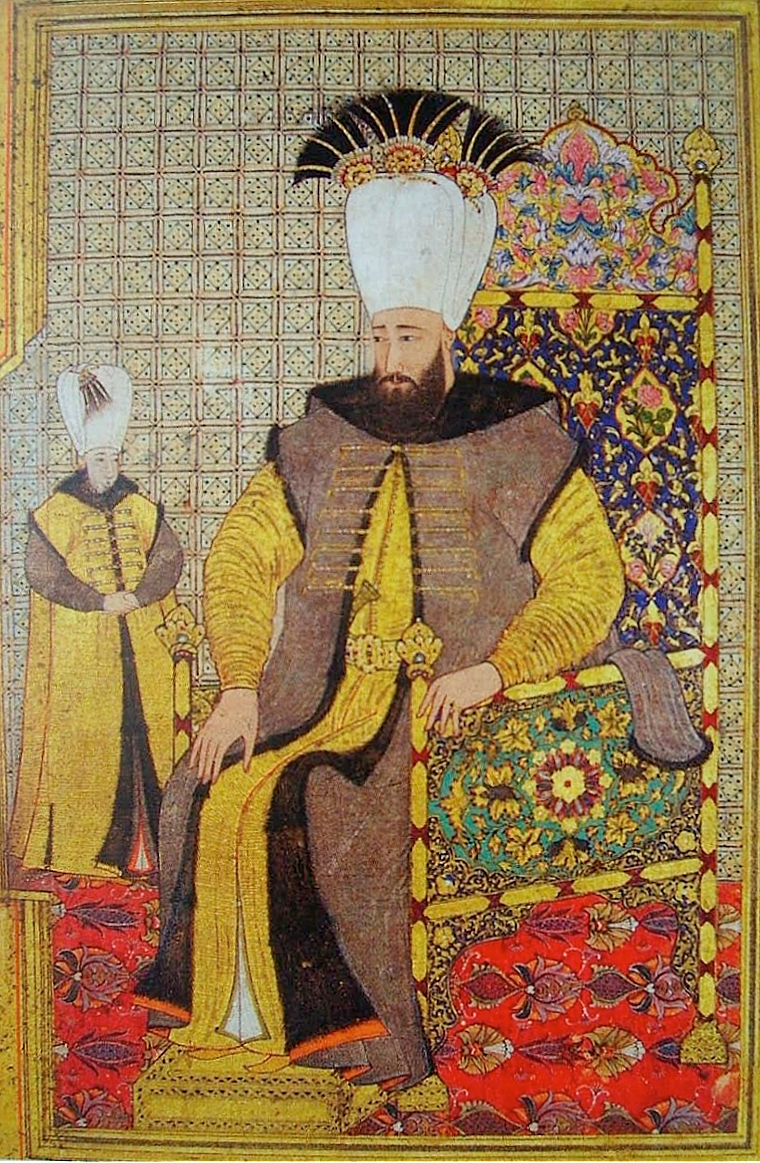
Sultan Ahmed III. mit dem jungen Kronprinzen

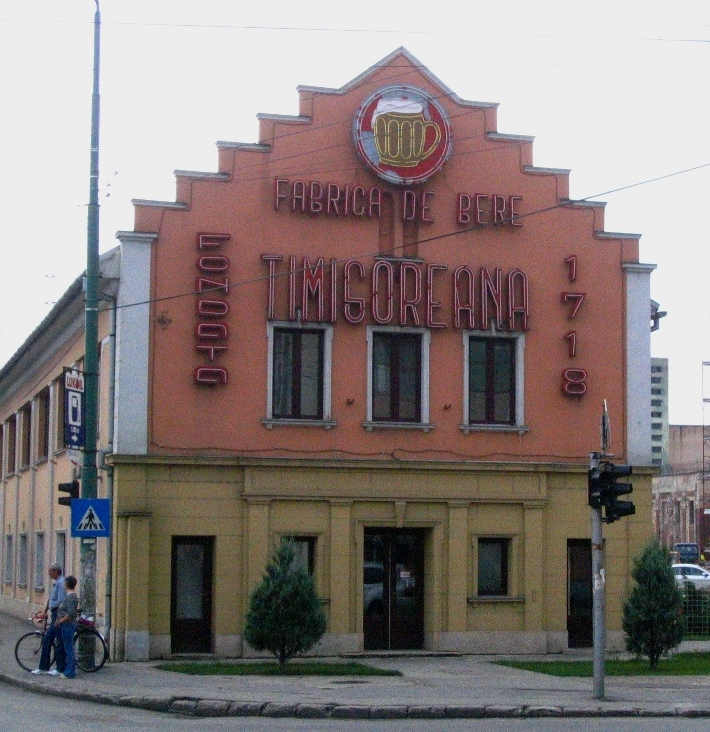
Die 1718 gegründete Brauerei Fabrica de bere in der Fabrikstadt

Während der Kämpfe wurde der Sohn des Festungskommandanten schwer verwundet. Prinz Eugen schickte ihm einen Chirurgen, wofür ihm der Osmane seinen jüngsten Sohn als Geisel und sechs Pferde als Geschenk schickt. Die Österreicher hatten nach diesen Kämpfen über 400 Tote und 1.327 Verletzte zu beklagen.
In den nächsten Tagen ließ Prinz Eugen die Vorbereitungen zur Erstürmung der Festung treffen, Am 11. Oktober wurde dann aus allen Richtungen mit allen verfügbaren Kanonen auf die Festung geschossen. Die Osmanen erwiderten diesen Angriff erst kaum, allerdings verstärkte sich das Abwehrfeuer nach der Reparatur der beschädigten Kanonen, besonders nach Einbruch der Nacht. Wegen des andauernden Herbstregens waren die Schützengräben mit Wasser gefüllt, und Prinz Eugen erwog bereits den Abbruch der Belagerung Temeswars. Die weitere Belagerung schien aussichtslos, nachdem die Österreicher bereits 2407 Tote und 4190 Verwundete zu beklagen hatten.
Völlig unerwartet und überraschend meldete Prinz Alexander von Württemberg am 13. Oktober, dass die Türken auf einem der Wehrtürme die weiße Fahne gehisst hatten.
Am 16. Oktober zogen die Osmanen nach Verlusten von 6000 Mann mit 12.000 streitbaren Männern aus Temeswar ab. Bei der Übergabe der Festung überreichte Prinz Eugen dem Pascha eine Golduhr und bekam von diesem ein Araberpferd. Zugleich kamen die Österreicher in den Besitz von 120 Kanonen, die mit dem österreichischen Wappen gekennzeichnet waren und 1552 als Kriegsbeute an die Osmanen verloren gegangen waren. Am 18. Oktober 1716 zog Prinz Eugen von Savoyen in die Temeschburger Festung ein, um hier als Sieger seinen 43. Geburtstag zu feiern. Das Tor, durch das er in die Festung einzog, wurde später „Prinz-Eugen-Tor“ genannt. Nach 48 Tagen der Belagerung und 164 Jahren der Besetzung endete die Herrschaft der Osmanen über Temeswar. Bevor Prinz Eugen Temeswar verließ, ernannte er Graf Franz Paul von Wallis zum Festungskommandanten, und den General der Kavallerie, Graf Claudius Florimund Mercy, zum Gouverneur.
Der Friede von Passarowitz beendete den Venezianisch-Österreichischen Türkenkrieg. Er wurde am 21. Juli 1718 in Passarowitz (Požarevac) zwischen Karl VI. und der Republik Venedig einerseits sowie Sultan Ahmed III. andererseits abgeschlossen. Das Osmanische Reich trat das Banat und die Kleine Walachei sowie Nordserbien mit Belgrad und einen Grenzstreifen in Nordbosnien an Österreich ab.

### Temescher Banat und Gründung der Vorstädte
Temeswar als die Hauptstadt des Temescher Banats, welches als Kron- und Kammerdomäne der Habsburgermonarchie eine Sonderstellung unter eigener militärischer Verwaltung erhielt, in der alle Macht vom Kaiser und von seinen eingesetzten Behörden und Beamten ausgeübt wurde. Sie wurde als unveräußerliches Krongut und Sondergut des Herrschers verwaltet, in dem keine geistliche oder weltliche Privatobrigkeit geduldet wurde.
In der unmittelbaren Umgebung der Stadt entwickelten sich neue Stadtviertel, die späteren Vorstädte. So wurden 1718 südlich des Glacis die Alten Mayerhöfe gegründet, der heutige III. Stadtbezirk Elisabetin. 1744 folgten südöstlich der Festung die Neuen Mayerhöfe, der heutige II. Stadtbezirk Iosefin.
1720 wird Peter Solderer Bürgermeister von Temeswar. Im gleichen Jahr entstand das Stadtviertel Fabrik, und 1744 wurde die Josefstadt gegründet. In der Fabrikstadt wurde bereits seit 1718 die Fabrică de bere betrieben, die älteste Brauerei Rumäniens. Eine deutsche Schule wurde im gleichen Jahr eingerichtet. Mit der Grundsteinlegung am 25. April 1723 begannen Arbeiten an der Festung Temeswar, welche die mittelalterliche Festung im zu dieser Zeit modernen Vauban-Stil bis 1765 umgestalteten.
Nach der Eroberung des damaligen Temeswars durch die Habsburger erhielten deutschen Kolonisten das Recht zur Niederlassung innerhalb der Festung, wo sie ein eigenes Rathaus beanspruchten. Am 24. Dezember 1731 legte der damalige Bürgermeister Peter Solderer den Grundstein auf den Grundmauern eines im Türkenkrieg zerstörten türkischen Bades an dem damaligen Paradeplatz (heute rumänisch Piața Libertății) errichtet. Bis 1734 wurde dann das Alte Rathaus (damals das Neue Rathaus oder auch Deutsches Rathaus) nach Ideen des italienischen Architekten Pietro del Bronzo errichtet.
Der Bau des Bega-Kanals ab 1728 galt als eine hervorragende Leistung seiner Zeit und stand unter der Führung des Gouverneurs Claudius Florimund Mercy. Vor der Kanalisierung bot die Bega in wildem, ungeregeltem Lauf dem ausgedehnten Sumpfgebiet im Westen reiche Nahrung. Die Ableitung der Sümpfe erschien Mercy eine aus strategischen, wirtschaftlichen und nicht zuletzt sanitären Gründen gebotene Notwendigkeit. Unter technischer Leitung von militärischen Fachleuten wurde 1727–1733 der Kanal angelegt. Das resultierende Austrocknen der Sümpfe ließ so neues, fruchtbares Ackerland entstehen, die Banater Heide.
1730 wurde Adalbert von Falkenstein zum Bischof von Csanád ernannt und nahm seinen Sitz in Temeschwar.
Franz Anton Leopold Ponz Freiherr von Engelshofen übernahm 1733 stellvertretend die Nachfolge des 1734 bei Parma gefallenen Mercy als Gouverneur des Temescher Banats. Mercys Nachfolger wurde 1734 Johann Andreas Graf von Hamilton (1734–1738). Franz Anton Leopold Ponz Freiherr von Engelshofen war in der Zeitspanne 1740–1757 einer der bedeutendsten Kommandierenden Generälen des Temescher Banats.
Eine unmittelbare Folge des Krieges war 1738 der Ausbruch der von einem Infanteriebataillon eingeschleppten Pest im gesamten Banat. Temeswar alleine beklagte um die 2.000 Opfer unter rund 5.000 Einwohnern. Eine Hungersnot begleitete den einhergehenden Kollaps der Infrastruktur.
Die Postroute Wien–Ofen–Temeswar–Hermannstadt wurde 1745 eröffnet. Die Entfernung von Wien nach Temeswar betrug 37 Poststationen. Die Post fuhr einmal in vier Wochen.
Die Serbisch-Orthodoxe Kathedrale auf dem Domplatz wurde 1744–1748 gebaut. 1736–1774 wurde der katholische Dom zu Timișoara errichtet, es folgte zwischen 1754 und 1774 der Bau der Alten Präfektur, dem heutigen Barockpalast auf dem Domplatz, heute Piața Unirii. 1771 eröffnet die erste Druckerei Temeswars, die Matei Heimerl Druckerei.
1751 führte Maria Theresia im Temescher Banat die zivile Verwaltung ein. Das Temescher Banat wurde 1778 aufgelöst und 1779 in das Habsburgische Königreich Ungarn eingegliedert. Das Gebiet wurde dabei in drei Komitate aufgeteilt:
- Komitat Krassó-Szörény
- Komitat Temes
- Komitat Torontál
- Der südliche Teil des Banats wurde bis 1871 Teil der Militärgrenze.

Ab 1774 wurde die Stadt durch eine Leitung vom Stadtviertel Fabrik mit Trinkwasser versorgt. Per Diplom Josefs II. wurde Temeswar vom 21. Dezember 1781 zum Municipium (königliche Freistadt) ernannt. Er erneuerte dieses Diplom im Jahr 1790 per Gesetzeintrag.

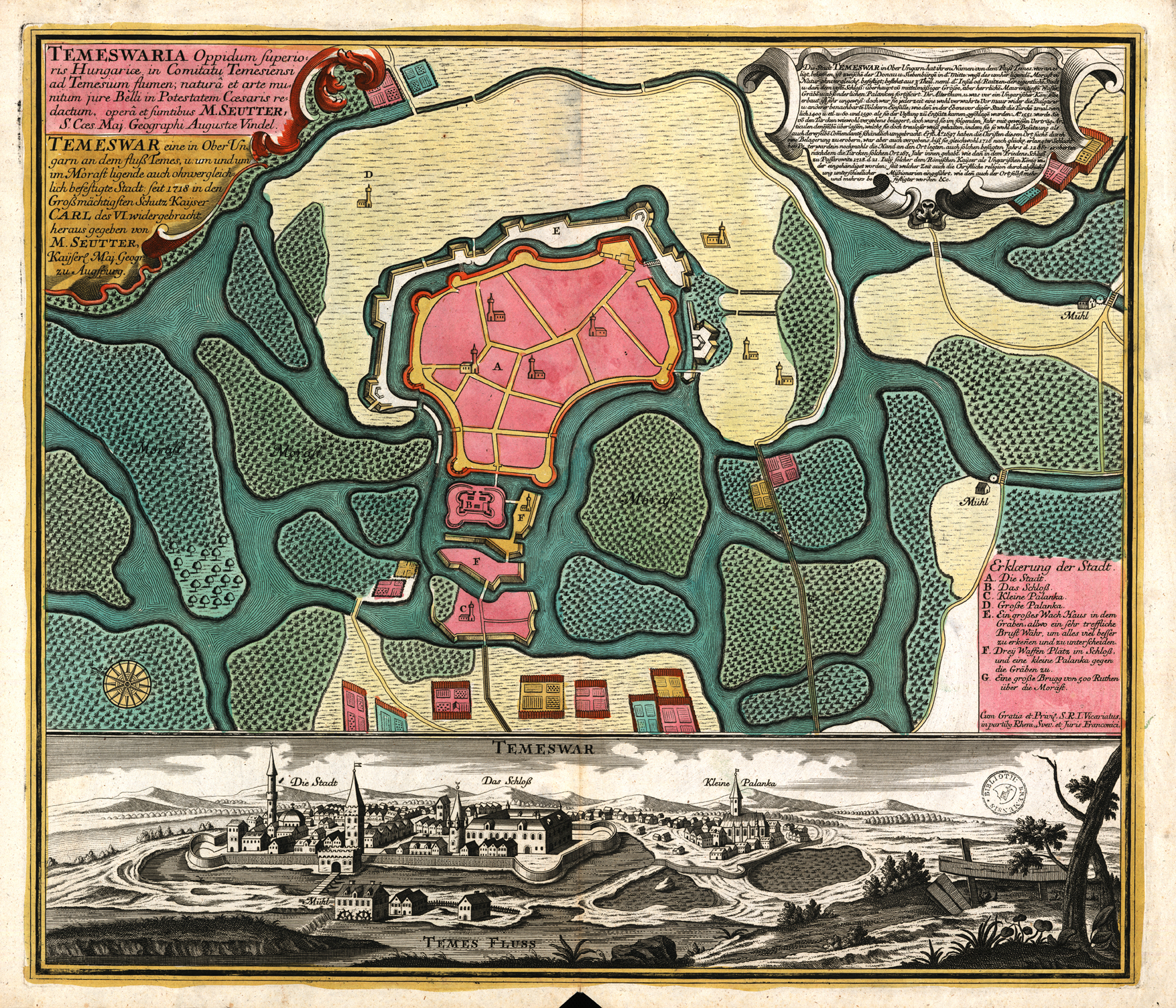
Karte Temeswars von Matthäus Seutter, nach 1718
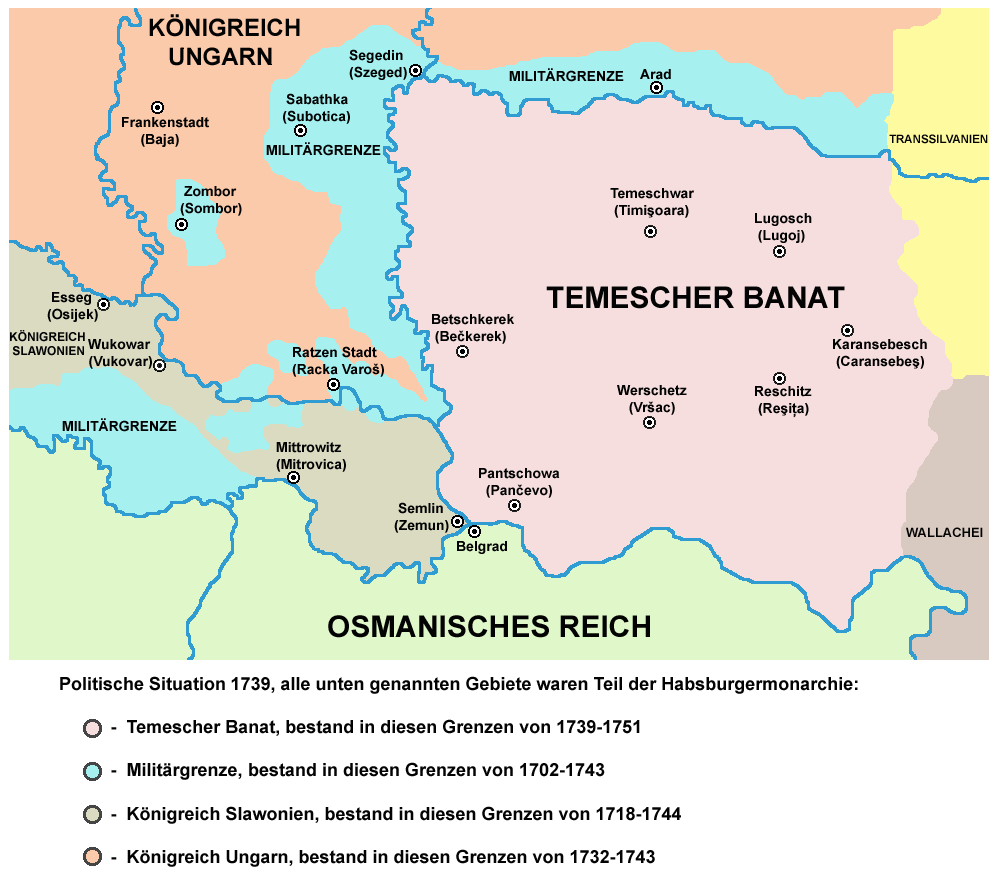
Temescher Banat – Politische Situation 1739
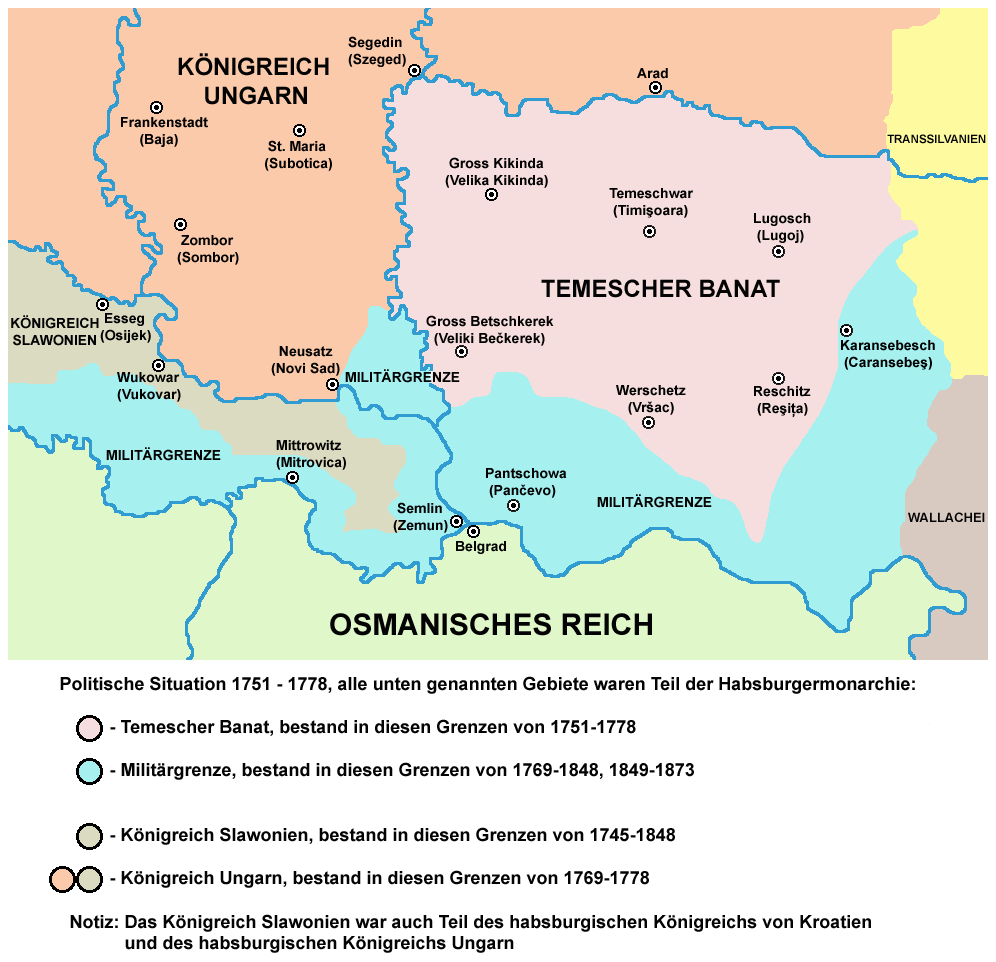
Temescher Banat – Politische Situation 1751–1778
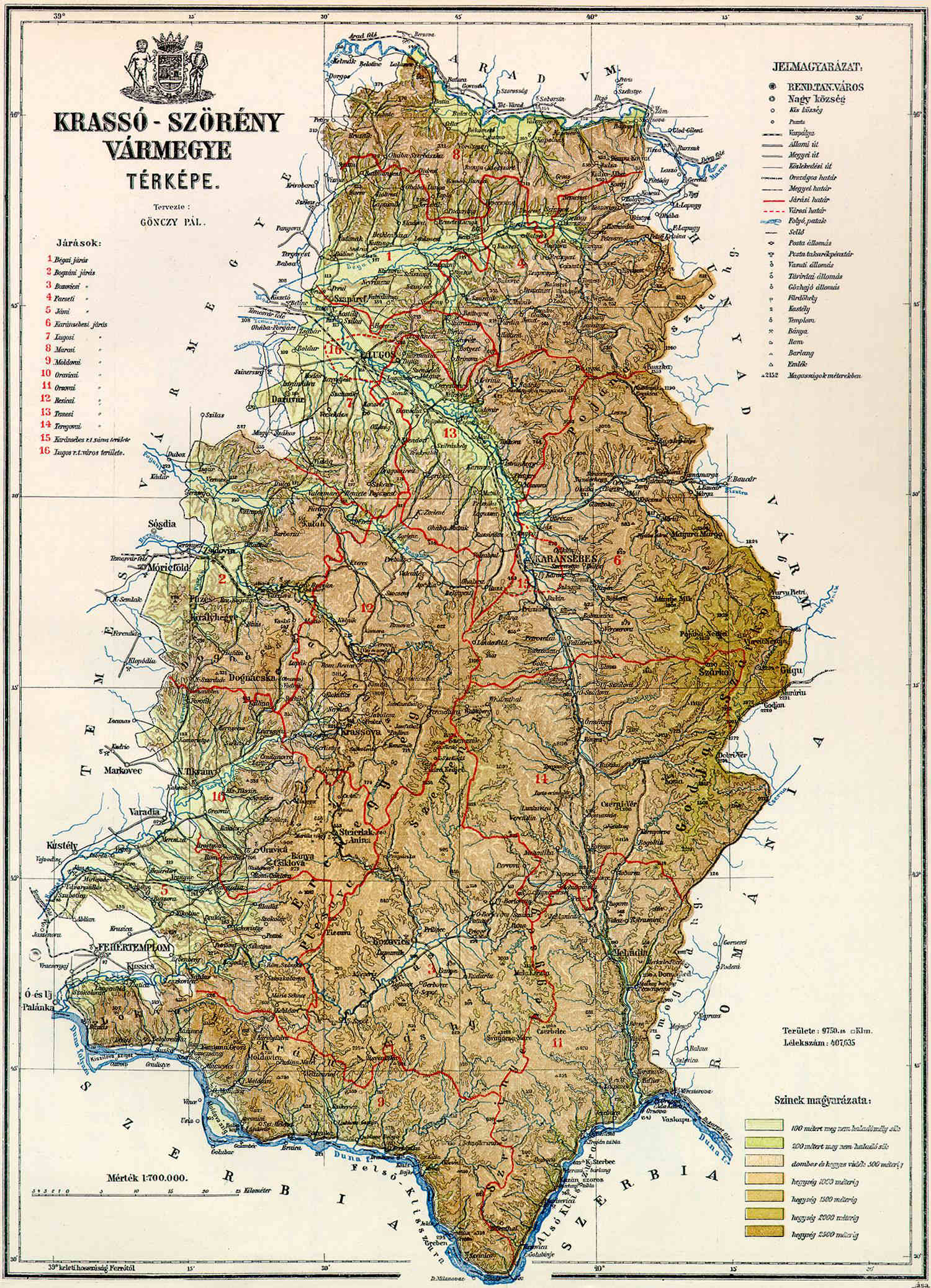
Karte des Komitats Krassó-Szörény um 1890
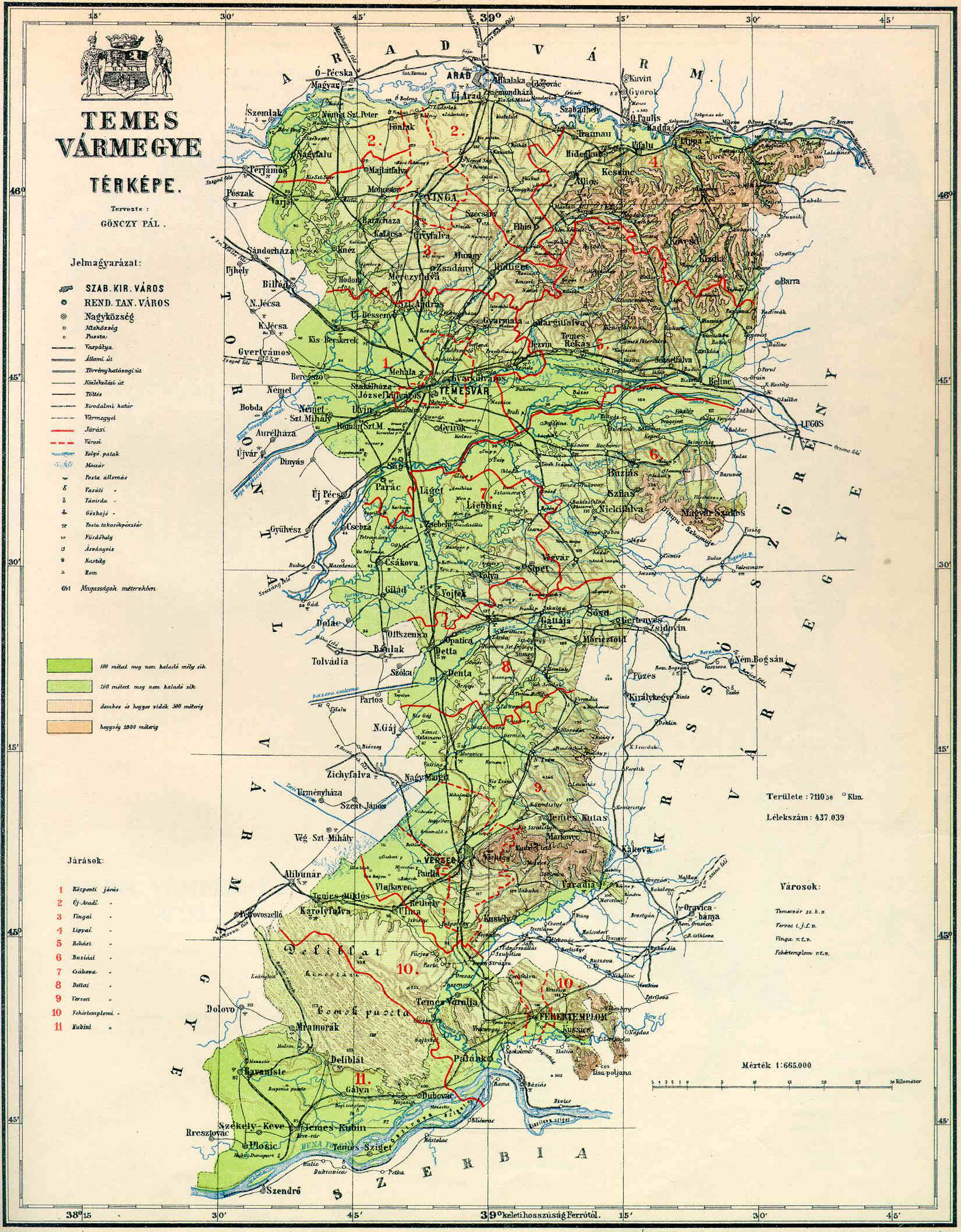
Karte des Komitats Temes um 1890
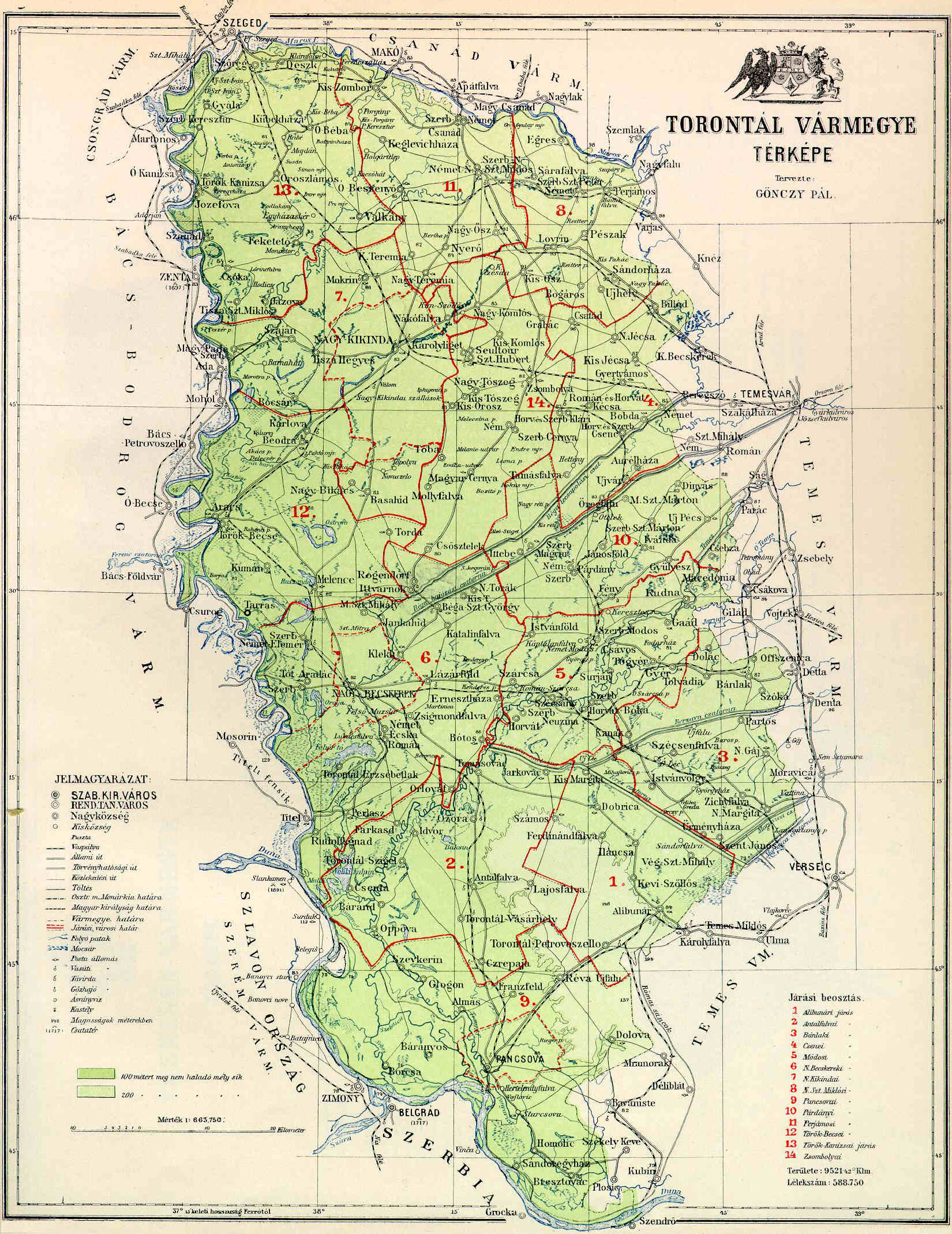
Karte des Komitats Torontal um 1890
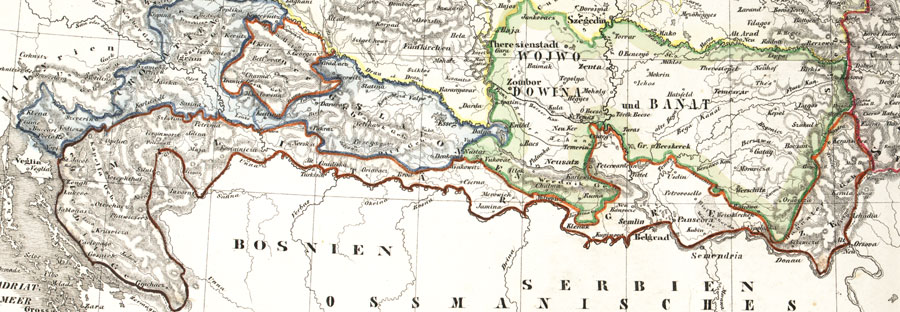
Karte mit dem westlichen Abschnitt der Militärgrenze im 19. Jahrhundert

### Schwabenzüge
Die Bevölkerungsdichte im Banat war zu dieser Zeit eine der niedrigsten in Europa. Nachdem die osmanische Bevölkerung das Land verlassen hatte, verblieben nur circa 20.000 Menschen, die meisten davon Serben, die vorwiegend zur Sicherung der Militärgrenze verpflichtet wurden.
Mit den Schwabenzügen erfolgte die organisierte An- und Besiedlung der infolge der Türkenkriege fast menschenleeren Gebiete Ungarn, Batschka, und Banat durch die österreichischen Kaiser des 18. Jahrhunderts, mit vornehmlich deutschstämmigen Untertanen aus dem Westen und jenseits der westlichen Grenzen des Heiligen Römischen Reiches. Kaiser Leopold I. und seine Nachfolger Josef I., Karl VI., Maria Theresia und Joseph II. waren bestrebt aus den dünn besiedelten und verödeten Landschaften Pannoniens einen ertragreichen und geschützten christlichen Lebensraum zu gestalten. Unter den Kaisern Leopold II. und Franz II. wurde die Besiedlung bis 1848 fortgesetzt. Deutsch war zeitweise die Amtssprache im Banat.
Unter Kaiser Joseph II., der von 1780 bis 1790 regierte, fand 1781–1787 der dritte und letzte große, der josephinische Schwabenzug statt. Damals kamen um die 45.000 neue Siedler ins Banater Land. Josef II. bereiste 1767/68 und 1773 zweimal das Banat. Ihm zu Ehren wurde ein außerhalb der Festung Temeswar gelegener, aufblühender Stadtteil Josefstadt benannt.
Durch den Russisch-Österreichischen Türkenkrieg (1787–1792) musste die Besiedlung erneut eingestellt werden, da das Banat erneut Kriegsschauplatz wurde. Wiederum drangen die Türken 1788/1789 bis vor die Tore Temeswars vor und plünderten dabei 130 Dörfer aus.
Während der Schwabenzüge gab es zwischen 1744 und 1768 noch eine zusätzliche Form der Ansiedlung, den Temeswarer Wasserschub: zweimal jährlich wurden Landstreicher, liederliche Weibspersonen, Wilderer, Schmuggler und aufsässige Bauern aus ihrem Heimatland entfernt und zur moralischen Läuterung im Banat angesiedelt. Der Wasserschub hatte einen schlechten Ruf und erschwerte das Anwerben von Kolonisten.
Von 1762 bis 1763 wurde die Stadt erneut von der Pest heimgesucht. Am 18. April 1771 erschien in Temeswar die erste Zeitung des heutigen Rumäniens und die erste deutsche Zeitung in Osteuropa, die Temeswarer Nachrichten. 1781 fand gleichzeitig in Wien und in Temeswar eine öffentliche Lizitation der ausgeschriebenen Kameralgüter statt. Güter, deren Schätzungspreis über 30.000 Gulden lag, wurden in Wien angeboten, die anderen in Temeswar.
Im Zuge des Fünften Koalitionskrieges wurde 1809 der Inhalt der kaiserlichen Schatzkammer von Wien nach Temeswar verlagert, damit er nicht in die Hände Napoleon Bonapartes fallen konnte. Der Schatz wurde von Einheiten der 1808 gegründeten Wiener Stadtpolizei begleitet, die während dieser Zeit vor den Burgtoren Stellung bezog.
1810 kamen die Getreuen des Tiroler Freiheitskämpfers Andreas Hofer unter der Führung von Josef Speckbacher und Thalgutter mit ihren Familien als Flüchtlinge in das Banat und ließen ich in Temeswar und im Banater Bergland nieder.
1815 eröffnete der spätere Temeswarer Bürgermeister (1819) Josef Klapka hier die erste Leihbücherei in Ungarn. 1819 wurde in Temeswar die erste Pockenschutzimpfung Mitteleuropas durchgeführt. János Bolyai schrieb am 3. November 1823 von Temeswar an seinen Vater in Târgu Mureș über seine Entdeckung, die Nichteuklidische Geometrie. Zwischen 1830 und 1841 erschien die erste periodische Publikation in deutscher Sprache, das Temeschwarer Wochenblatt.
1796 fand hier die Erstaufführung der Zauberflöte von Wolfgang Amadeus Mozart statt. 1846 hielt der Komponist und Pianist Franz Liszt drei Konzerte in Timișoara, und 1847 gastierte der „Walzerkönig“ Johann Strauss (Sohn).

### Revolution von 1848

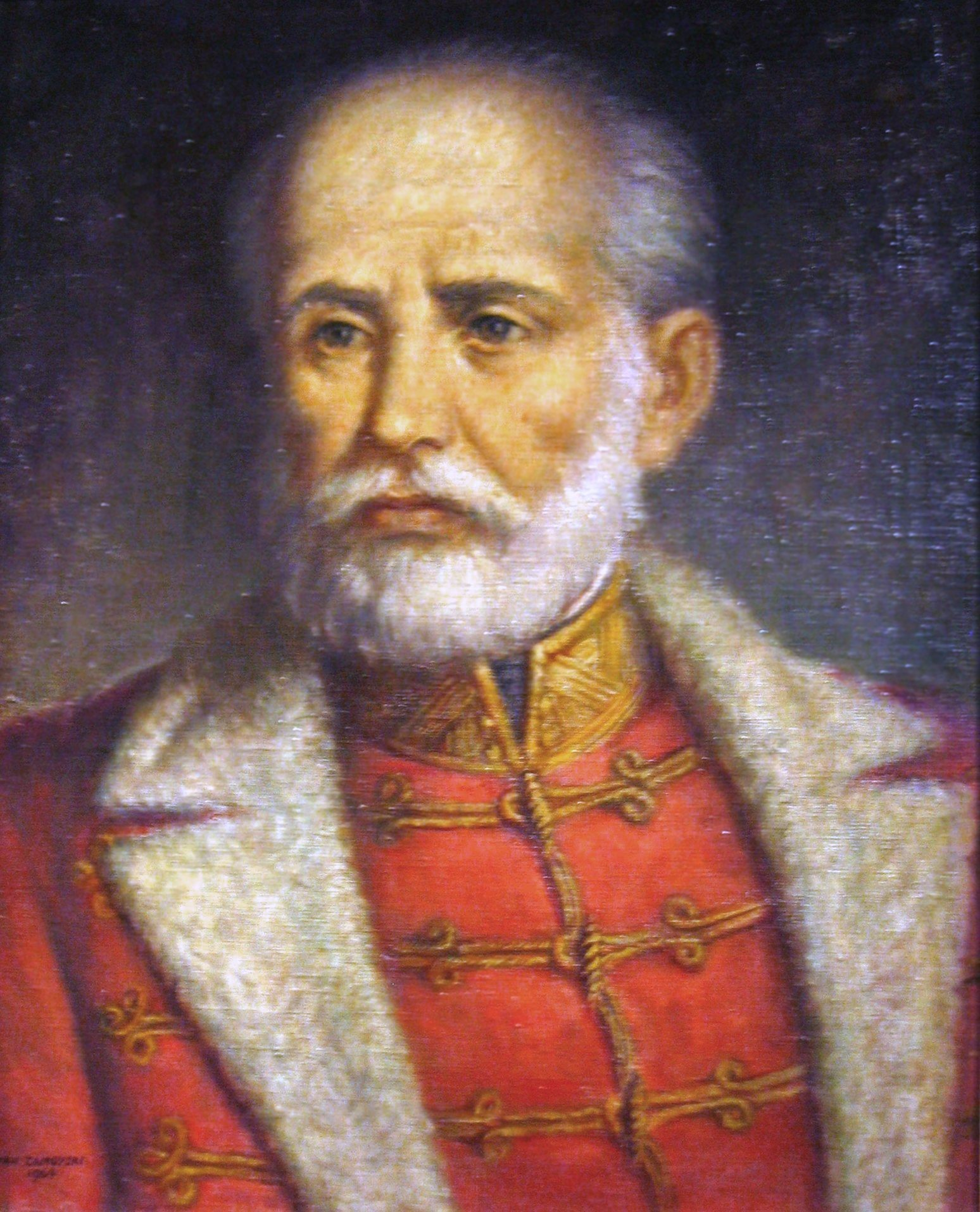
Józef Zachariasz Bem

1848 war europaweit ein Jahr der bürgerlich-revolutionären Erhebungen gegen die zu dieser Zeit herrschenden Mächte der Restauration und deren politische und soziale Strukturen. Angefacht von der französischen Februarrevolution, griff die revolutionäre Stimmung auf die Staaten des Deutschen Bundes, das Reich der Habsburger, Italien und sogar Brasilien über.
Die Nachrichten von der Revolution in Paris und Wien lösten am 15. März schließlich, ausgehend von Pest, die Revolution in Ungarn aus. Von einigen Bildungsbürgern und Intellektuellen wurde die Aufhebung der Zensur, Pressefreiheit, Versammlungsfreiheit sowie die Religionsfreiheit gefordert. Außerdem wurde die Abschaffung der adeligen Vorrechte, die Aufhebung der Leibeigenschaft und eine Landverteilung an die Bauern verlangt. Die bestehende ständische Versammlung mit Sitz in Bratislava sollte in eine moderne parlamentarische Vertretung umgewandelt werden. In Ungarn sollte eine eigenständige Regierung eingesetzt werden. Ferdinand I. sollte weiterhin König bleiben. Diese Reformansätze wurden von Ferdinand als Märzgesetze vom 11. April 1848 bestätigt.
Die Neuigkeiten der Ereignisse des 15. März 1848 in Pest erfuhren die Temeswarer am 18. März. An diesem Tag hielt der Bürgermeister Johann Nepomuk Preyer vor dem Rathaus eine Vollversammlung ab. Die Versammlung versicherte dem kaiserlichen Thron ihre Loyalität.
Am 10. Oktober 1848 erklärte General Rucavina den Ausnahmezustand über das Temeswarer Gebiet. Die ungarischen Revolutionäre näherten sich der Stadt mit einer Armee von 6.000 Soldaten und 300 Kanonen. Am 26. April 1849 erreichte der Anführer der Revolutionäre Józef Bem die Orte Urseni, Giroc, Freidorf und griff dabei die Vorposten der Stadt an, allerdings ohne greifbare Ergebnisse. Der Ausnahmezustand dauerte 107 Tage; es war die längste aller Belagerungen der Stadt. Während dieser Zeit litt die Bevölkerung der Stadt durch Mangel und Verteuerung der Nahrungsmittel. In der Schlacht von Sanktandreas (heute Sânandrei) wurde die ungarische Armee besiegt.
1849 wurde die Woiwodschaft Serbien und Temeser Banat mit der Hauptstadt Temeswar eingerichtet, Gouverneur wurde Graf Johann Baptist Coronini-Cronberg. Die Woiwodschaft wurde 1860 aber wieder aufgelöst und die politische Ordnung von vor 1848/1850 wiederhergestellt. Bis zum Ende des Ersten Weltkriegs 1918 gehörte das Banat wieder zu Österreich-Ungarn. Der Dikasterialpalast wurde gleich nach 1849 erbaut und diente als Verwaltungssitz der Woiwodschaft Serbien und Temeser Banat.

### Industrielle Revolution
Bürgermeister der Stadt war zwischen 1844 und 1858 Johann Preyer. Ein weiterer Bürgermeister jener Zeit war Karl Küttel mit zwei Amtszeiten, 1859–1861 und 1867–1872. Ebenso wie Karl Telbisz, welcher von 1885 bis 1914 im Amt war.
Stadtbild
Temeswar entwickelte sich weiter, und die Burg mit den Festungswerken verlor ihre Bedeutung, so dass ihre Mauern samt Burgtoren abgerissen wurden. In der Zeitspanne von 1892 bis 1910 vereinten sich die äußeren Stadtviertel mit dem Gebiet der Burg. Als letztes wurde 1910 der bis dahin eigenständige Ort Mehala als V. Bezirk eingegliedert und fortan – analog zum gleichnamigen Budapester Stadtteil – einige Jahre lang Ferencváros beziehungsweise Franzstadt genannt. Die Mehala – wie sie seit 1920 wieder offiziell heißt – ist jedoch älter als die drei anderen Vorstädte, sie existierte bereits zur Zeit der Osmanenherrschaft.
Der erste Stadtbauplan wurde bis 1895 unter Beteiligung des Baumeisters und Professors für Architektur Nikolaus von Ybl (auch Ritter von Eibl) und des Chefingenieurs Temeswars Aladár Kovács Sebestyén (1893–1895) ausgearbeitet. Mit diesem Plan wurde die Cetate zum Stadtzentrum, das durch 40 Meter breite Verkehrsadern erster Kategorie wie den heutigen Bulevard Tinereții und Bulevard Revoluției din 1989 mit der Josefstadt und Fabrikstadt verbunden wurde. Das dichte, geradwinklige Straßennetz der Innenstadt sollte von einer Ringstraße nach Wiener Vorbild umgeben werden. Die ersten Vermessungen mit modernen mathematischen Methoden entstanden in den Jahren 1901–1903 für die Innenstadt und für die Josefstadt, im Jahre 1911 schließlich auch für die Mehala.
Im Jahre 1913 erarbeitete der Technische Dienst der Stadt einen neuen, auf den Grundlagen Ybls basierenden Stadtplan. Zu dieser Zeit hatte die Stadt Temeswar 69.000 Einwohner, und man beabsichtigte die Ausdehnung der Stadtfläche auf 1800 Hektar. Auch dieser Plan legte besonderes Augenmerk auf das Straßennetz zwischen der Innenstadt und den Stadtteilen Josefstadt, Fabrikstadt und Mehala, und orientierte sich weniger an den Funktionen der Vororte. Das Land wurde parzelliert und veräußert; die Parzellierung besteht – mit Ausnahme der Stadtteile, in denen Wohnblocks errichtet wurden – bis heute.

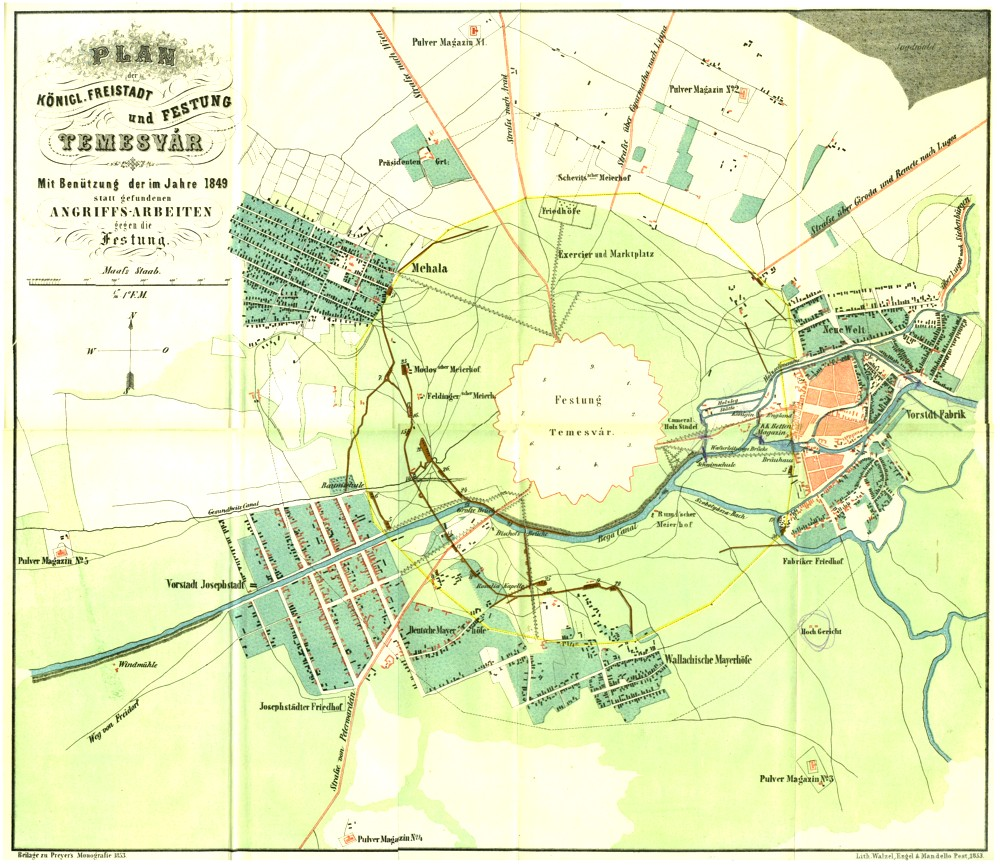
Temeswar 1849, mit der beginnenden Industrialisierung entwickeln sich die Vorstädte
Temeswar um 1890/1891, das Festungsvorland war seinerzeit noch unbebaut
Nach 1900: die Struktur der geplanten Stadterweiterung ist deutlich erkennbar, die Bega vollständig kanalisiert
In den 1910er-Jahren schreitet die systematische Bebauung zwischen Kernstadt und Vorstädten voran

Innovationen
In der zweiten Hälfte des 19. Jahrhunderts hielt die moderne Technik Einzug in Temeswar und revolutionierte das Leben der Stadt:
- 1852/53 wurde in Timișoara als erster Stadt Rumäniens mit einer Leitung von und nach Wien die Telegrafie eingeführt. Am 24. April 1854 eröffnete man das Telegrafenamt.
- 1854 gründete man in der Josefstadt eine Zigarettenfabrik.
- Am 1. November 1857 führte die Österreichische Gasbeleuchtungs-Aktiengesellschaft das öffentliche Beleuchtungssystem mit Hilfe von Stadtgas ein, Temeswar war die erste öffentlich beleuchtete Stadt Rumäniens. Das zugehörige Gaswerk befand sich in der Josefstadt, an der heutigen Strada Gelu.
- 1857 wurde die Stadt von Szeged her an das Eisenbahnnetz der ungarischen Staatsbahn Magyar Államvasutak angeschlossen, schon 1858 verlängerte man diese Linie an der Festung vorbei bis Stamora Moravița. Ab dem 5. Juni 1883 war Temeswar zudem eine Zwischenstation auf der Route des Orient-Express.
- 1867 wurde in Temeswar die Verkehrsgesellschaft Temesvári Közúti Vaspálya (deutsch Temeswarer Straßen-Eisenbahn) gegründet. Sie betrieb ab 1869 zwischen der Fabrik und der Josefstadt eine der weltweit ersten Pferdestraßenbahnen.
- im Juli 1869 wird die regelmäßige Binnenschifffahrt auf der Bega aufgenommen.
- 1870 wurde die erste Metallbrücke über die Bega gebaut, die im Jahr darauf fertiggestellte Bem-híd (heute Podul Eroilor). Während dieser Epoche wurden allein in Temeswar 71 Brücken errichtet, heute sind es noch 13. Siehe auch: Brücken in Timișoara
- 1881 wurde Temeswar an das Telefonnetz angeschlossen.
- ab dem 12. November 1884 gehörte Temeswar nach Paris, Nürnberg , Berlin  und Steyr zu den ersten Städten Europas mit elektrischer Straßenbeleuchtung.
- 1895 begann die Asphaltierung der Straßen.
- Am 11. Januar 1897 findet in Temeswar die erste Kinoaufführung statt.
- 1897 bis 1899 wurde ein neuer und größerer Bahnhof erbaut, der Gara de Nord, welcher den Bau von 1857 ersetzte.
- 1899 wurde die elektrische Straßenbahn eingeführt (siehe auch: Straßenbahn Timișoara).
- Ebenfalls 1899 nahm man an zwei Stellen den Fährbetrieb über die Bega auf, später folgten noch weitere Überfahrtsmöglichkeiten.
- 1867–1910 wurden in der Stadt zahlreiche Fabriken gebaut, darunter die Hutfabrik sowie die staatliche Tabakfabrik am Ufer der Bega, seinerzeit der größte Arbeitgeber in Temesvár.
- 1905 eröffnete die Stadt südlich des Stadtteils Fabrik den von László Székely erbauten städtischen Schlachthof Abator Comunal.
- 1908 schloss man die Kanalisierung der Bega in der Fabrikstadt ab, damit war der Fluss nun im gesamten Stadtgebiet ausgebaut.
- Am 3. Mai 1910 wurde in der Fabrikstadt das Wasserkraftwerk Timișoara (rumänisch Uzina Hidroelectrică) an der Bega in Betrieb genommen, auch Turbinele genannt.[38]
- 1912/1913 wurde das Postpalais bezogen.
- 1912–1914 wurden die Wasserleitungen und die Kanalisation modernisiert.

Die 1869 eingeführte Pferdebahn, hier auf dem Piaţa Sfântul Gheorghe
Die 1871 eröffnete Bem-híd war die erste Stahlbrücke über die Bega, die Schifffahrt wurde bereits aufgenommen
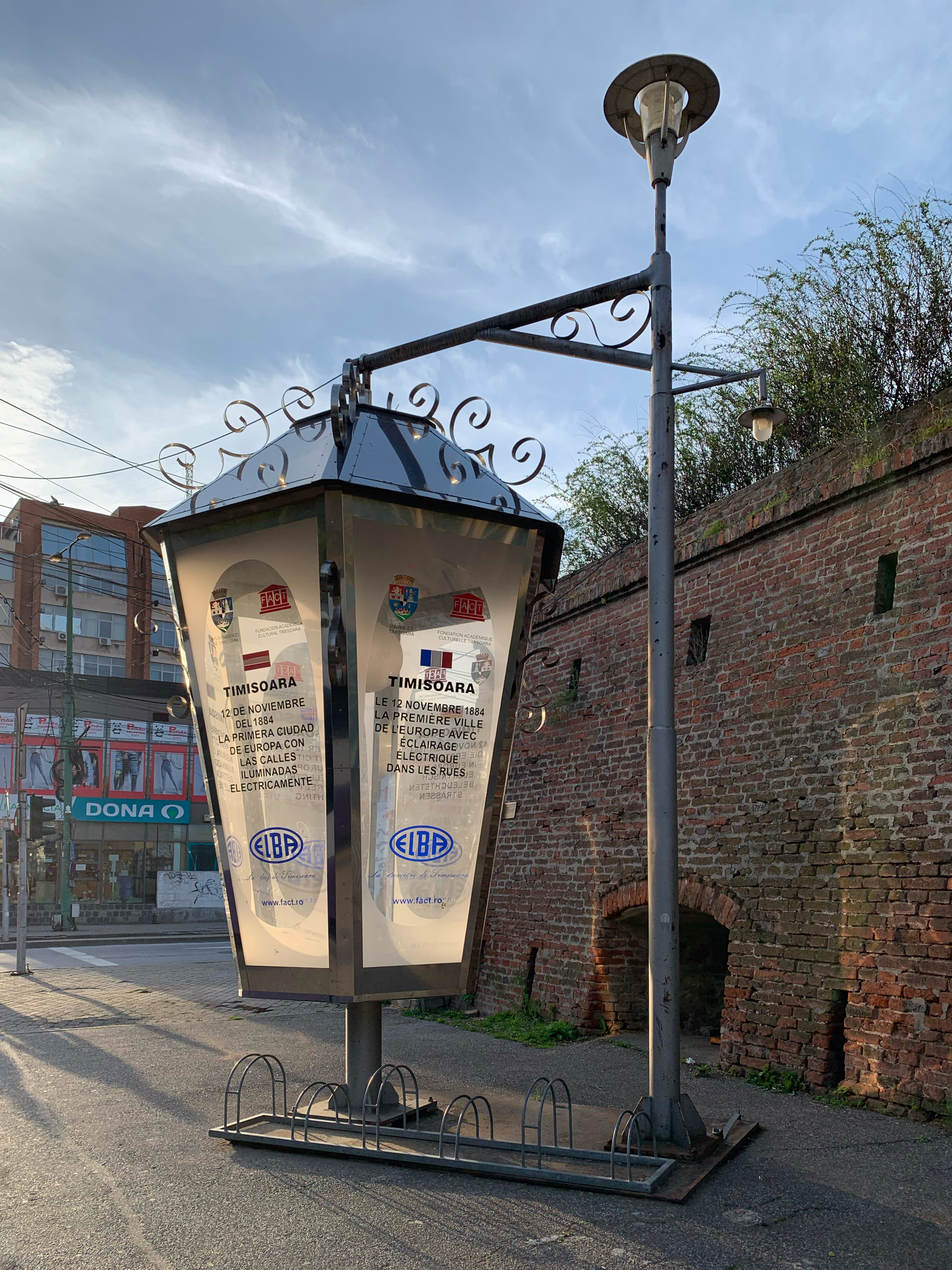
Zum Gedenken an die Einführung der elektrischen Straßenbeleuchtung 1884
Das 1899 fertiggestellte zweite Bahnhofsgebäude des Gara de Nord
Bega-Schifffahrt anno 1906

Kultur
Am 9. Februar 1855 fand in Temeswar die Erstaufführung von Giuseppe Verdis La traviata statt. Der Gründer und Erste Fürst von Rumänien Alexandru Ioan Cuza besuchte Timișoara 1866 auf seinem Weg ins Exil in Heidelberg. Während seines Aufenthalts wohnte er im Gasthaus Trompetistul. Am 15. September 1879 traten Johannes Brahms und Joseph Joachim in Temeswar auf. Am 25. Juni 1899 wurde von den Schülern des Piaristengymnasiums zum ersten Mal in Rumänien unter der Leitung des Sportlehrers Carol Müller Fußball gespielt. 1903 traf man sich hier zum Großen ungarischen Landessängerfest. Am 16. Februar 1906 hielt Béla Bartók sein erstes Konzert in der Stadt. Temeswar war außerdem in der Welt der Blumenzucht auf dem Balkan und in weiten Teilen Europas bekannt.

### Erster Weltkrieg

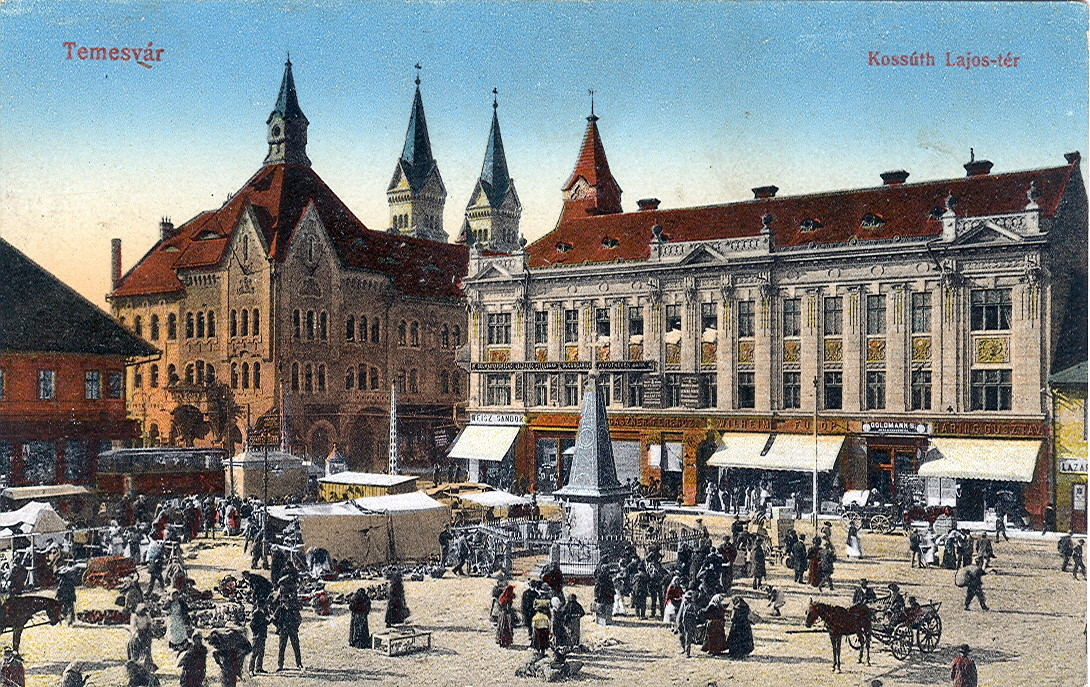
Temeswar 1914, Postkarte

Am 26. Juli 1914 wurde durch Aushänge in Temeswars die allgemeine Mobilmachung zum Ersten Weltkrieg verkündet. In den ersten zwei Kriegsjahren betrachtete die Temeswarer Presse eine Annäherung zu Rumänien eher skeptisch. Es gab eine breite Zustimmung in der Bevölkerung für einen Kriegseintritt Rumäniens an der Seite Österreich-Ungarns.
Als sich das Königreich Rumänien 1916 gegen die Mittelmächte stellte, begann die lokale Presse eine Hasskampagne gegen die politische Führung. Am 7. September 1916 wurde in Temeswar und in der Banater Region der Ausnahmezustand ausgerufen. Die meisten Schulen wurden während der Kriegszeit geschlossen um Platz für Lazarette zu schaffen.
Im Oktober 1918 brachte der Fall Österreich-Ungarns große Unruhen und Proteste in den Straßen Temeswars mit sich. Die Demonstranten zerstörten die Statue des Generals Anton Scudier, das Denkmal des österreichischen Reichsgrafen Johann Baptist Coronini-Cronberg. Tags darauf wurde das Siegesdenkmal vor dem Rathaus zerstört. Temeswar wurde während des Krieges von Kampfhandlungen verschont.

### Zwischenkriegszeit

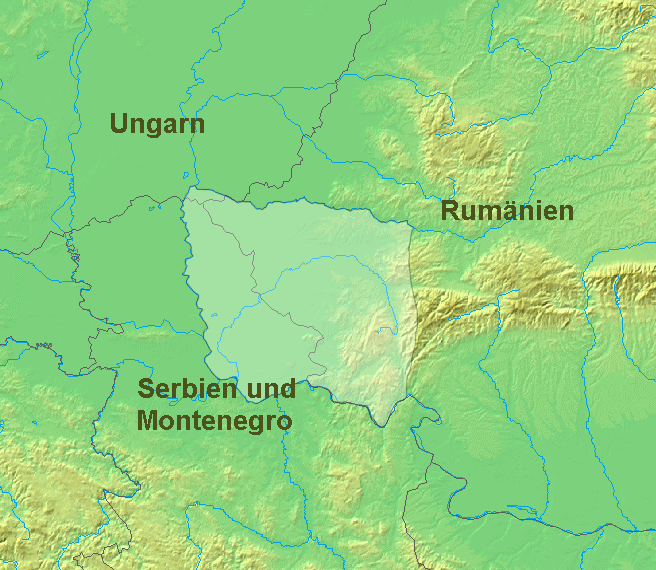
Die Banater Republik und die heutigen Staatsgrenzen

Nach dem Ersten Weltkrieg war Temeswar und das Banat Ziel der Auseinandersetzungen zwischen dem Königreich Serbien und Rumänien, denen die Alliierten jeweils das gesamte Banat vertraglich zugesichert hatten.

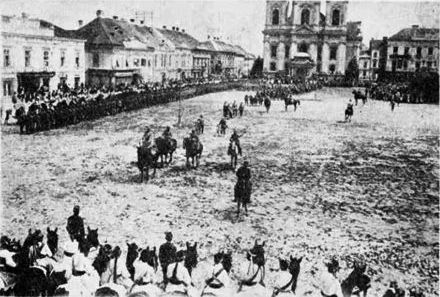
Rumänische Truppen in Timișoara, 3. August 1919

200 Kronen, von der Stadt abgestempelt am 10. Juni 1919

Notgeld vom 1. Dezember 1919, rumänische Aufschriften kombiniert mit ungarischer Währung (20 Filler)

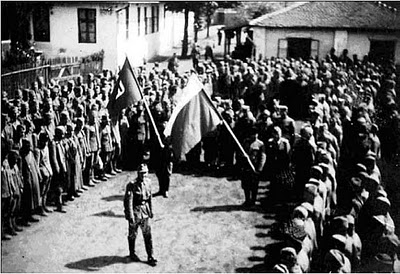
Jugoslawisch-mazedonische Kriegsgefangene in einem deutschen Lager in Timișoara, Mai 1941

Die Banater Republik wurde am 1. November 1918 in Temeswar ausgerufen. Ihr galt als Versuch das multiethnische Banat nach dem Zusammenbruch Österreich-Ungarns vor der Teilung zwischen Ungarn, Serbien und Rumänien zu bewahren. Die kurze Geschichte der Republik endete am 15. November 1918 mit der friedlichen Besetzung der Stadt durch serbische Truppen, welche kurzzeitig die Verwaltung übernahmen. Am 2. Dezember 1918 rückten zur Konfliktvermeidung zwischen den Parteien auch französische Truppen in Temeswar ein. Diese kolonialen Truppen stammten aus Marokko und Algerien und standen unter dem Befehl von General Gambetta. Die Truppen Gambettas wurden am 5. Dezember von einer 15.000 Mann starken Division des Generals Farret abgelöst.
In der Folge wurde das Banat am 21. Juni 1919 zwischen Rumänien, Serbien und Ungarn aufgeteilt und Timișoara am 29. Juli 1919 an Rumänien angegliedert. Die serbischen Truppen zogen sich auf ihr Gebiet zurück, worauf am 3. August 1919 um 8:00 Uhr morgens rumänische Truppen unter der Führung von Oberstleutnant Virgil Economu in Timișoara einrückten, die ein von dem Präfekten Aurel Cosma angeführter Menschenauflauf am Zollpunkt der Stadt empfang. Die am 10. August 1919 in Timișoara abgehaltene Große Banater Vollversammlung mit 40.000 Teilnehmern stimmte für die Vereinigung mit dem Königreich Rumänien.
Zum 1. Dezember 1919 gab die Stadt zudem ihr eigenes Notgeld aus, nachdem zuvor provisorisch die Österreichische Krone abgestempelt worden war. Seit der Währungsreform vom November 1920 ist der Rumänische Leu Zahlungsmittel im Banat.
Die Aufteilung des Banats wurde am 4. Juni 1920 im Vertrag von Trianon besiegelt, der die Stadt endgültig Rumänien zusprach. Allerdings verlor Timișoara einen Teil seines Umlandes und die staatliche sowie infrastrukturelle Bindung an den mitteleuropäischen Raum. Diese Veränderung führte zusammen mit der Wirtschaftskrise zu wirtschaftlicher Stagnation, wovon sich Timișoara erst Ende der 1920er- und Ende der 1930er-Jahre erholen konnte. Ferner hatten die neuen Machtverhältnisse für den Straßenverkehr in den betroffenen Gebieten praktische Folgen, der vom Linksverkehr auf den in Rumänien üblichen Rechtsverkehr umgestellt wurde.
Der Erste Architekt der Stadt, László Székely, prägte mit seinen Bauten zusammen mit Architekten wie Lipót Baumhorn oder Anton Merbl auch schon vor dieser Zeit weite Teile des Stadtbildes.
George Enescu hielt 1921 sein erstes Konzert in der Stadt. Von 1921 bis 1927 gewann Chinezul Timișoara sechs Mal hintereinander die rumänische Fußballmeisterschaft. Mit der Gründung von Ripensia Timișoara entstand 1928 der erste professionelle Fußballverein Rumäniens, welches von 1932 bis 1938 fünf Mal die Meisterschaft gewann. 1923 wurde die Polytechnische Universität Timișoara eingeweiht, und 1930 wurde das katholische Bistum Timișoara gegründet. Die Stadt Rom machte Temeswar 1926 ein Standbild der Romulus und Remus säugenden kapitolinischen Wölfin zum Geschenk, die heute auf dem Piața Victoriei aufgestellt ist.
Die Stadt gehörte zu dieser Zeit zu den am meisten entwickelten Städten Rumäniens.

### Zweiter Weltkrieg
Der Eintritt Rumäniens in den Zweiten Weltkrieg im Unternehmen Barbarossa auf der Seite der Achsenmächte am 22. Juni 1941 bedeute Versorgungsdefizite für die Bevölkerung des gesamten Landes, so auch für Timișoara. Die Situation wurde zusätzlich durch Wellen von Flüchtlingen aus Bessarabien, der Bukowina und der Moldau verschärft.
Die deutsche Luftwaffe unterhielt 1941 einen Militärflugplatz in Timișoara.
Am 17. August 1942 gab der rumänische „Staatsführer“ Marschall Ion Antonescu seine Einwilligung zu den Deportationen von Juden aus Arad, Timișoara und Turda. 2833 Personen wurden darauf bis 1943 aus Timișoara verschleppt.
Die im Sommer 1944 stattfindenden angloamerikanischen Luftangriffe auf Ölfelder und verschiedene rumänische Industriezentren führten die Royal Air Force am 16. Juni und die United States Air Force am 3. Juli nach Timișoara. Hierbei wurden der von Gustave Eiffel erbaute Bahnhof und die Bahnanlagen getroffen.
Nach dem Königlichen Staatsstreich und dem einhergehenden Seitenwechsel Rumäniens am 23. August 1944 erhielten die deutschen Truppen, die im Gebiet um Timișoara nur kleinere Garnisonen und Nachschubeinheiten unterhielten, von den örtlichen rumänischen Kommandeuren bis zum Abend des 25. August freien Abzug, meist verbunden mit dem Zugeständnis, ihr gesamtes militärisches und technisches Material mitzuführen. Die rumänische Zivilbevölkerung – nicht nur die deutschen Volkszugehörigen – gewährten versprengten deutschen Soldaten, oft noch nach dem Einmarsch der Sowjets, unter Gefährdung der eigenen Sicherheit Hilfe und Unterkunft.
Die Führung der deutschen Volksgruppe traf der Umsturz am 23. August unvorbereitet. Die örtlichen Funktionäre der Volksgruppe mahnten zur Ruhe und rieten von Flucht ab; man sprach von bevorstehendem deutschen Entsatz und vertröstete die deutsche Bevölkerung noch beim Abrücken der deutschen Garnisonen auf einen baldigen Gegenstoß. Die in Timișoara stationierten deutschen Truppen, die im Laufe des 25. August abzogen, nahmen in kleinerem Umfang deutsche Volkszugehörige, die sich oft völlig unvorbereitet und ohne Gepäck zur Flucht entschlossen, auf ihren Fahrzeugen mit. Die danach aus dem serbischen Banat angreifende 4. SS-Polizei-Panzergrenadier-Division unter SS-Brigadeführer Fritz Schmedes stieß beiderseits Timișoaras bereits auf sowjetische Truppen und konnte die Stadt nicht mehr einnehmen.
Rumänien erklärte am 7. September Ungarn den Krieg. Am 12. September erfolgte eine deutsch-ungarische Gegenoffensive in Richtung Arad und Timișoara, die unter Mitwirkung der rumänischen Divizia 9 Cavalerie Romana und dem Regimentul 13 Calarasi zurückgeschlagen wurde. An diesem Tag rückte auch die Rote Armee in Timișoaras ein.
Die deutsche Kampfgruppe Behrens arbeitete bewusst auf eine systematische Evakuierung der deutschen Bevölkerung hin. Unmittelbar nach dem Eindringen der deutschen Truppen wurde in den schwäbischen Gemeinden östlich Timișoaras zur Evakuierung aufgerufen, so dass sich erste Wagenkolonnen mit Flüchtlingen deutscher Volkszugehörigkeit am 15., 16. und 17. September in Marsch setzten. Einige Gemeinden um Timișoara flüchteten komplett in aus Pferdegespannen und Traktoren bestehend Trecks durch das serbische Banat über Kikinda und Rudolfsgnad nach Ungarn. Es wird angenommen, dass die Zahl der evakuierten Banater Schwaben aus der Gegend um Timișoara höher war als die vom Hauptamt Volksdeutsche Mittelstelle damals genannten 12.500 Personen. Am 30./31. Oktober 1944 bombardierten deutsche Luftstreitkräfte die Stadt.
1943 begann der Munizipale Technische Dienst unter Silvestru Rafiroiu und Otto Bodoscher mit den Arbeiten an einem neuen städtebaulichen Entwicklungsplan. Dieser gilt als in den Archiven verschollen. In diesem Jahr hatte Temeswar 115.839 Einwohner und eine Fläche von 3200 ha, 312 Kilometer Straßen, davon 52 Prozent gepflastert, 46 Prozent mit Wasserleitungen und 31 Prozent mit Kanalisierung versehen. Außerdem eröffnete Timișoara am 15. November 1942 als zweite rumänische Stadt nach Cernăuți (heute Ukraine) einen modernen Oberleitungsbus-Betrieb, lokal auch firobuz genannt (siehe Oberleitungsbus Timișoara).

### Nachkriegszeit

#### Kommunistische Herrschaft

Logo der Partidul Comunist din România

Politische und wirtschaftliche Situation
Vom 15. Januar 1945 an wurden ca. 35 000 Deutsche aus der Region um Timișoara zur Zwangsarbeit in die Sowjetunion deportiert, von denen viele 1949 nicht mehr zurückkehrten. Ihr landwirtschaftlicher Besitz wurde im März 1945 enteignet, drei Jahre später auch jene Industrie- und Handwerksbetriebe, die von der ersten Konfiskationswelle nach dem Frontwechsel Rumäniens verschont blieben.
Die Rumänische Volksrepublik wurde am 30. Dezember 1947 ausgerufen und am 13. April 1948 mit einer Verfassung formalisiert. Nachdem sich 1948 die kommunistische Herrschaft gefestigt hatte, wurden die gesamte Industrie und weite Teile der Dienstleistungen verstaatlicht. Der Handwerk- und Dienstleistungssektor wurde im folgenden Jahrzehnt zu Kooperativen zusammengefasst, wodurch sich die wirtschaftliche Eigentumsstruktur in Timișoara völlig wandelte.
Im Sommer 1951 erfasste eine neue massenhafte Internierungswelle das Banat: 40.000 Menschen unterschiedlicher ethnischer Herkunft aus dem rumänisch-jugoslawischen Grenzraum, darunter ein Viertel Deutsche, wurden bis 1956 in die östlich von Bukarest gelegene Bărăgan-Steppe zwangsumgesiedelt, wovon die meisten aber nach einigen Jahren wieder in ihre Heimat zurückkehren konnten. Besonderer Verfolgung waren kirchliche Würdenträger und Intellektuelle ausgesetzt. Nicht nur Rumäniendeutsche wurden verschleppt: im Juni 1951 wurden 12.791 Familien aus einer Grenzzone zwischen Rumänien und Jugoslawien – wegen des Zerwürfnisses zwischen Stalin und Tito – in die Bărăgan-Steppe zwangsumgesiedelt. Von 40.320 Personen waren 9.410 Deutsche, die anderen 30.000 waren Rumänen, Serben, Bulgaren und Ungarn. In der Zeit der kommunistischen Herrschaft wanderte der größte Teil der Menschen jüdischer Abstammung aus, die meisten davon nach Israel.
Nach dem Ungarischen Volksaufstand gingen Ende Oktober 1956 auch rumänische, ungarische, deutsche und andere Studenten bei dem Studentenaufstand in Timișoara auf die Straße. Zwischen den damaligen Studenten befand sich auch Ioan Holender, der spätere Direktor der Wiener Staatsoper. Zunächst war deren Anliegen das schlechte Mensaessen und die überfüllten Wohnheime, doch bei der spontanen Versammlung von circa 3.000 Studenten wurden auch die bedrängte Lage der Bauern, die Ausbeutung rumänischer Rohstoffe durch die Sowjetunion und ähnliche Misslagen angesprochen. Nachdem viele Studenten bei der Demonstration verhaftet worden waren, blieb die Unterstützung durch die Arbeiterschaft aus.
Ioan Popet war um 1962 Bürgermeister Timișoaras.
Ab den 1960er Jahren erfolgte eine Veränderung der Branchenstruktur. Die Konsum- und Leichtindustrie wurde zunehmend vernachlässigt, während die ideologisch bevorzugte Schwer- und Produktionsgüterindustrie aus- und aufgebaut wurde; so etwa ab 1960 im Schwermaschinenkombinat UMT, das sich auf Bergbauausrüstungen und Hebezeuge spezialisiert hatte. 1961 wurde der erste rumänische alphanumerische Computer namens Mecipt 1 in Timișoara fertiggestellt.
Ab 1970 verließen große Teile der Banater Schwaben das Land. Die Auswanderung von Rumäniendeutschen wurde vom kommunistischen Regime Nicolae Ceaușescus zur Devisenakquisition noch bis 1989 gefördert, wobei die ältere Generation vielfach in Rumänien verblieb.
Timișoara erlebte in den 1980er Jahren zusammen mit dem Rest Rumäniens eine dramatische Auszehrung der wirtschaftlichen und sozialen Bereiche. In der Stadt mit einer der ersten elektrischen Straßenbeleuchtungen Europas brannten 100 Jahre nach deren Einführung nachts keine Lampen mehr.
Stadtbild
1947 erarbeiteten T. Evolceanu und G. Stork vom Munizipalen Technischen Dienst einen neuen städtebaulichen Entwicklungsplan. Dieser wurde von M. Silianu und G. Stork unter dem Titel Entwurf des Systematisierungsleitplans 1951 revidiert. Der Plan enthielt Richtlinien für die Entstehung von Wohnvierteln und für den Verkehr, die Natur und das Ausmaß der industriellen und wohnungsbaulichen Entwicklung, die allerdings unterschätzt wurde. 1955 wurde die Planung durch M. Silianu erneut mit einer Vorläufigen Systemtisierungsabhandlung aufgenommen. Hier wurde ein Anstieg der Bevölkerung des Jahres 1955 von 140.000 auf 180.000 Einwohner, und auf 200.000 im Jahre 1975 geschätzt, abhängig von der wirtschaftlichen Entwicklung. 1959 wurde mit dem Systematisierungsentwurf der Stadt Temeswar auf der Basis der Empfehlungen des staatlichen Komitee für Bauwesen, Architektur und Planung (CSCAS) begonnen. Die Stadt hatte in diesem Jahr 148.600 Einwohner und eine Fläche von 4100 ha. Auch in diesem Plan fehlten klare Einschätzungen über die zukünftige funktionale Entwicklung der Stadt, so wurde für das Jahr 1980 eine Einwohnerzahl von 250.000 angenommen, welche von anderen Fachleuten als übertrieben angesehen wurden. Im Jahre 1980 hatte Temeswar offiziell 287.543 Einwohner, und im Jahre 1990 – 354.345 Einwohner. Der Systematisierungsentwurf wurde mit L. Voștinaru als Projektleiter im Jahre 1964 fertiggestellt, und 1978 von Projektleiter N. Ionescu wiederaufgenommen.
Im Zuge des Programms zur Systematisierung in den 1970er- und 1980er-Jahren erfolgte die Entwicklung der Industrie innerhalb von Gewerbevierteln, und im Bereich des Wohnungsbaus entstanden zahlreiche Wohnblocks, wobei Quartiere mit Einfamilienhaushalten dieser Entwicklung zum Opfer fielen. An den Stadträndern entstanden zahlreiche neue Trabantenstädte beziehungsweise Hochhaus-Siedlungen nach dem Vorbild der sowjetischen Mikrorajons.
Dies erforderte eine größere Baudichte, die drastische Einsparung von Bodenfläche mit wiederholten Reduzierungen der baubaren Flächen, was im Widerspruch zur industriellen Entwicklung und zum massiven Bevölkerungswachstum stand. Dieses führte unter anderem zum Rückbau von bereits begonnenen Projekten wie der Platforma Industrială I.M.A.I.A. (Industrieplattform Freidorf). Im Jahre 1989 umfasste die baubare Fläche 4558,00 ha im Vergleich zu den stadtinneren Grundflächen vom 1. Januar 1990 – 4974,32 ha.
Kultur
Im April 1947 wurde das Opernhaus mit Giuseppe Verdis Oper Aida eingeweiht. 1955 wurde zum ersten Mal eine Radiosendung aus Timișoara ausgestrahlt. 1986 wurden der Botanische Park und der Zoo in Timișoara eröffnet.

#### Rumänische Revolution 1989

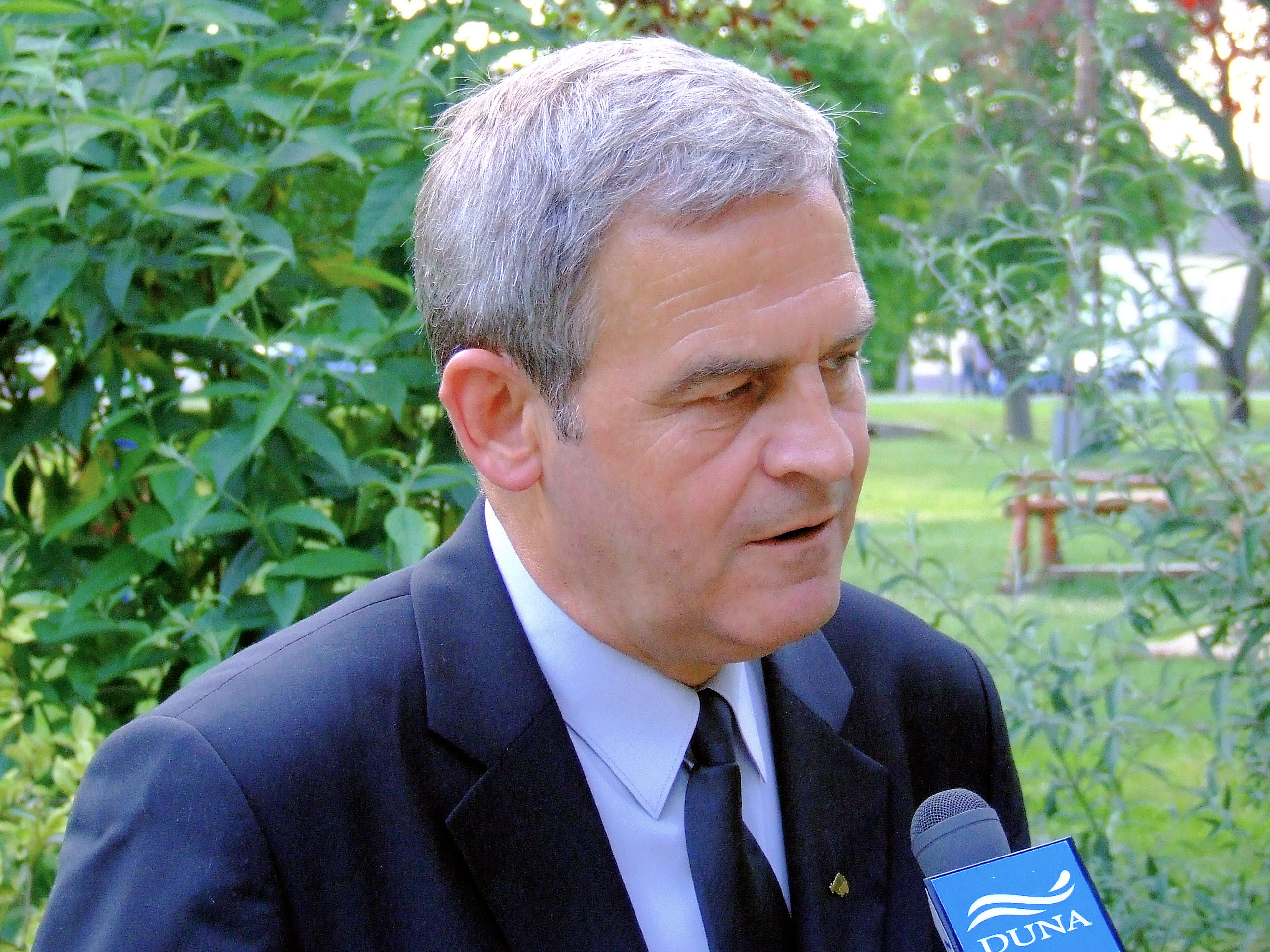
László Tőkés 2007

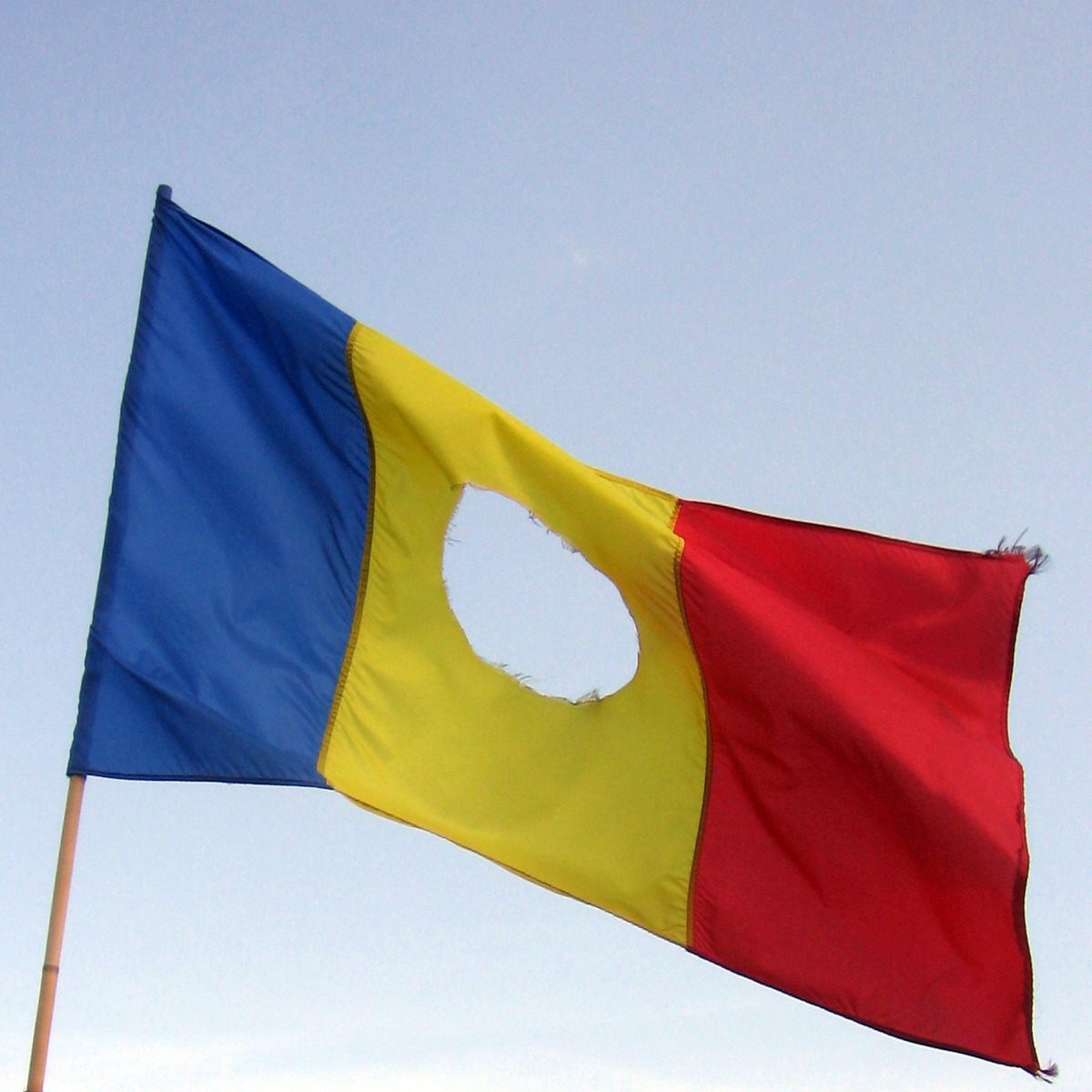
Flagge ohne Wappen Rumäniens als Zeichen der Revolution

Die rumänische Revolution gegen die kommunistische Diktatur Nicolae Ceaușescus hatte ihren Ursprung in Timișoara. Hier war es schon im November 1989 zweimal zu Unruhen gekommen, die jedoch sofort niedergeschlagen werden konnten. Die Fernsehprogramme Ungarns und Jugoslawiens konnten in der Stadt empfangen werden und wurden von der ungarischen und serbischen Bevölkerung auch verstanden. Die Deutschen waren durch verwandtschaftliche Beziehungen über die Revolutionen in Osteuropa informiert. Petru Moț bekleidete zu dieser Zeit das Amt des Bürgermeisters in Timișoara.
Auslöser war der Widerstand der reformierten ungarischen Gemeinde in der Elisabethstadt. In seinen Predigten übte er kaum verhohlene Kritik an den Zuständen in Rumänien. Durchschnittlich nahmen 1989 jeweils 600 Menschen an seinen Andachten teil. Am 14. Dezember 1989 wurde gegen die Zwangsversetzung des Pfarrers László Tőkés eine Wache gehalten.
Am 15. Dezember 1989 fanden zahlreiche Demonstrationen und Unruhen statt. Es kam am nächsten Tag zu einem Massaker auf dem Platz der Oper, als Armee und Securitate auf um die 10000 Demonstranten schossen, unter ihnen unschuldige Kinder, die ihr Leben als erste Opfer der Revolution ließen. Am 16. Dezember wurde die Stadt wurde nach außen abgeriegelt. Die nächsten Tage waren von Straßenkämpfen und Einsätzen des Militärs und der Securitate gekennzeichnet. Am 18. Dezember verhängte General Stănculescu den Ausnahmezustand in Timișoara. Am 20. Dezember wurde Timișoara zur ersten freien Stadt Rumäniens erklärt, und ein aus 13 Personen bestehendes Komitee der Aufständischen, das sich Frontul Democratic Român (deutsch Rumänische Demokratische Front) nannte, formulierte deren Forderungen:
1. Rücktritt Ceaușescus
2. Rücktritt der Regierung
3. Freie Meinungsäußerung und wahrheitsgemäße Berichterstattung über die Ereignisse in Timișoara
4. Beachtung der Menschenrechte
5. Freiheit der Religionsausübung
6. Öffnung der Grenzen
7. Freilassung aller seit dem 16. Dezember Inhaftierten
8. Klärung der Frage, wo die Toten sind
9. Trauertag für die Toten.

Am 21. Dezember 1989 griffen die revolutionären Ereignisse in Timișoara auf Bukarest über und breiteten sich im gesamten Land aus. Sie führten schließlich dazu, dass Ceaușescu als einziges Staatsoberhaupt im Rahmen der Revolutionen im Jahr 1989 gewaltsam gestürzt wurde. In einem Schauprozess wurden er und seine Frau Elena standrechtlich erschossen. Die genauen Opferzahlen sind bis heute noch nicht geklärt und lassen viele Fragen offen. Insgesamt wird von 153 Toten in Timișoara ausgegangen.
Die Proklamation von Temeswar, in der die Aufständischen aus Timișoara am 11. März 1990 ihre politischen Ziele darlegten, ist als erstes Dokument zur Gründung eines demokratischen Rumänien anzusehen.

#### Postkommunistische Zeit
Nach dem Fall des kommunistischen Regimes und der Öffnung der Grenzen fand eine zweite große Auswanderungswelle der Deutschen in und um Timișoara statt. Wurden 1977 noch 28.429 Deutsche in Timișoara gezählt, so waren es im Jahr 2002 nur noch 7157.
Die Zahl der legalen Schwangerschaftsabbrüche stieg kurzfristig massiv an und erreichte gar eine Quote von 300 Abbrüchen auf 100 Geburten (1990).
Unter der Bevölkerungspolitik Ceaușescus hatte sich die Geburtenrate zeitweise verdoppelt, allerdings ohne ein mitwachsendes soziales Netz. In der Folge gab eine Reihe von Eltern ihre Kinder, für die sie nicht mehr aufkommen konnten, an Waisenhäuser ab oder „warfen sie einfach raus“. Es gab einige Fälle, in denen verzweifelte Eltern ihre Kinder töteten. Die überfüllten Waisenhäuser konnten den Strom der verwaisten Kinder nicht aufnehmen, so dass mehrere Gruppen von jeweils bis zu 100 Kindern im Alter von sechs bis 17 Jahren zur Winterzeit in der Kanalisation Timișoaras hausen mussten. Das Inhalieren von Schnüffelstoffen war hier weitverbreitet. Ein Zeitungsartikel nannte sie 1994 the rat children (deutsch die Rattenkinder).
1997 wurde die Zahl der Kinder mit bis zu 200 angegeben. Eine Erhebung ergab, dass über 80 Prozent der Kinder Jungen, 50 Prozent zwischen 10 und 14 Jahren alt, und über 40 Prozent nicht heimisch in Timișoara waren. 65 Prozent der tagsüber auf der Straße lebenden Kinder kehrten nachts zu Familien zurück. Die Problematik stellte sich bereits vor 1990, wurde in jener Zeit aber von staatlichen Stellen vertuscht. Im Juni 1998 wurde die Zahl der Straßenkinder in Rumänien mit fast 6000 angegeben.
Nach der Überwindung der Lethargie der 1980er Jahre und einer relativ kurzen Transformationsdepression erholten sich die wirtschaftlichen und sozialen Bereiche rasch. Seit 1996 ist ein zunehmender Aufwärtstrend spür- und im Stadtbild auch sichtbar, da sich die Stadt für internationale Direktinvestitionen besonders aus dem deutschsprachigen und italienischen Raum als attraktiv herausgestellt hat.
Bei den Kommunalwahlen am 1. Juni 2008 konnte sich Gheorghe Ciuhandu von der Partidul Național Țărănesc Creștin Democrat ein viertes Mal als Bürgermeister behaupten.
Timișoara ist entscheidend durch die vorhandene historische Gebäudesubstanz geprägt, die insbesondere die Bezirke Cetate, Iosefin und Fabric kennzeichnet. Über 14.500 Gebäude bilden heute ein Ensemble mit unverwechselbarer Identität. Bedingt durch einen jahrzehntelangen Sanierungs- und Modernisierungsstau ist ein Großteil der Gebäude stark erneuerungsbedürftig. Ihr Erhalt und die damit verbundene Sicherung des baukulturellen Erbes zur Verbesserung der Lebens- und Wohnverhältnisse stellt eine zentrale Herausforderung für die Stadtverwaltung dar. Nach der Aufnahme Rumäniens in die Europäische Union fließen Fördergelder in die Stadt und ermöglichen so verschiedene Projekte und spürbare Verbesserungen. Die Restaurierung der vorhandenen Substanz der Maria-Theresia-Bastion und die Wiederschiffbarmachung der Bega waren Großprojekte im Jahr 2010.